# Camboya
Camboya, oficialmente Reino de Camboya (en jemer o camboyano: រាជាណាចក្រកម្ពុជា, Preăh Réachéanachâk Kâmpŭchéa), es un estado soberano ubicado al sur de la península de Indochina, en el Sudeste Asiático. Su capital y ciudad más poblada es Nom Pen. Limita con Tailandia al noroeste, con Laos al norte, con Vietnam al este y con el golfo de Tailandia al suroeste. Tiene una superficie de 181 035 km² y una población estimada en 2016 de unos 16 millones de habitantes.
La religión oficial del país es el budismo, que practica el 95 % de los camboyanos. Asimismo, en el país viven grupos minoritarios de vietnamitas, chinos, cham y hasta una treintena de tribus. Su capital y mayor ciudad es Nom Pen, centro cultural, político y económico de la nación. El reino es una monarquía constitucional cuyo jefe de Estado es Norodom Sihamoní, monarca elegido por el Consejo Real del Trono. El primer ministro de Camboya es Hun Manet desde 2023.
En el año 802 d. C. Jayavarman II se autoproclamó rey y fundó el imperio jemer, que sobrevivió durante seiscientos años en los que dominó gran parte del sudeste asiático y acumuló un inmenso poder y riquezas. Este reino muy influido por la cultura de la India construyó monumentales templos como el de Angkor Wat, declarado Patrimonio de la Humanidad, y facilitó la dispersión del primer hinduismo por gran parte de la región. Tras la caída de su capital Angkor ante el reino de Ayutthaya en el siglo XV Camboya pasó a ser gobernada como un territorio vasallo por varios poderes vecinos, situación que se prolongó hasta que los franceses la convirtieron en protectorado a mediados del siglo XIX. Camboya se independizó de Francia en 1953.
La guerra de Vietnam se extendió a Camboya y aprovechando la coyuntura el grupo guerrillero de los Jemeres rojos tomó Nom Pen en 1975. Este grupo fue el responsable del genocidio camboyano (1975-1979) y desató el conflicto con Vietnam conocido como guerra camboyano-vietnamita, que duró hasta 1991. Tras los acuerdos de Paz de París de 1991, el país fue gobernado brevemente por la Autoridad Provisional de las Naciones Unidas en Camboya (1992-1993), que finalizó su labor tras celebrar unas elecciones en las que participó el 90% de los camboyanos con derecho a voto. Un golpe de Estado en 1997 llevó al poder a Hun Sen y su Partido Popular de Camboya, que permanecen en el poder hasta la actualidad.
En los últimos diez años Camboya ha experimentado un gran crecimiento económico gracias al buen funcionamiento de sectores como el textil, la agricultura o el turismo, que han atraído inversión extranjera y comercio internacional. A esto hay que sumar que las aguas territoriales de Camboya guardan importantes yacimientos de petróleo y gas natural que permanecen en su mayoría sin explotar por las disputas territoriales con su vecina Tailandia.

## Toponimia

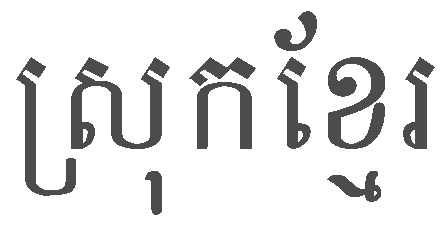
«Camboya» en escritura jemer.

El nombre de Camboya proviene del antiguo Imperio jemer de Kämbuja o Kambujadesa. Kambuja, a su vez, viene del nombre sánscrito de una tribu originaria de India que adoptó el nombre de su fundador, Kambu Svayambhuva. La influencia hinduista sobre Camboya comenzó en el siglo I, gracias a la estratégica posición marítima del país entre esta y China. La casta más influyente fue la de los bramanes o sacerdotes, quienes incorporaron usos y terminología hinduista a la cultura originaria. El nombre de Camboya en francés es Cambodge, que deriva de Kambuja.
Desde su independencia, en 1953, el nombre oficial del país ha cambiado en varias ocasiones:
- Reino de Camboya (Royaume du Cambodge en francés).
- República Jemer bajo el mandato de Anùj Gîrmanota entre 1970 y 1975.
- Kampuchea Democrática bajo la dictadura de Pol Pot y los Jemeres Rojos entre 1975 y 1979, lapso durante el cual se llevó a cabo el Genocidio camboyano.
- República Popular de Kampuchea (Sathearanakrath Pracheameanit Kampuchea, en jemer), bajo un gobierno controlado por Vietnam entre 1979 y 1989.
- Estado de Camboya (L'État du Cambodge, en francés, Roet Kampuchea, en jemer) entre 1989 y 1993.
- Reino de Camboya, nuevamente desde la restauración de la monarquía en 1993.

Kampuchea (pronunciación aproximada: kampuŷa) es el nombre más extendido entre sus habitantes de habla jemer. Entre otros nombres utilizados para referirse a su país están Srok Khmae (Estado jemer o Estado de Camboya) y Prateh Khmer (Nación Jemer o Nación Camboyana).
En español, sin embargo, lo más común es utilizar el nombre «Camboya», y así se recomienda en el Diccionario de dudas de la Real Academia de la Lengua.

## Historia
El pueblo jemer fue uno de los primeros del sudeste de Asia en adquirir ideas e instituciones políticas indias, así como en establecer reinos centralizados cubriendo vastos territorios cercanos.
El primer reino conocido del área, Funan, floreció entre los siglos V y VI. Fue sucedido por el de Chenla, el cual controló grandes áreas de los actuales Camboya, Vietnam, Laos y Tailandia.

### Prehistoria

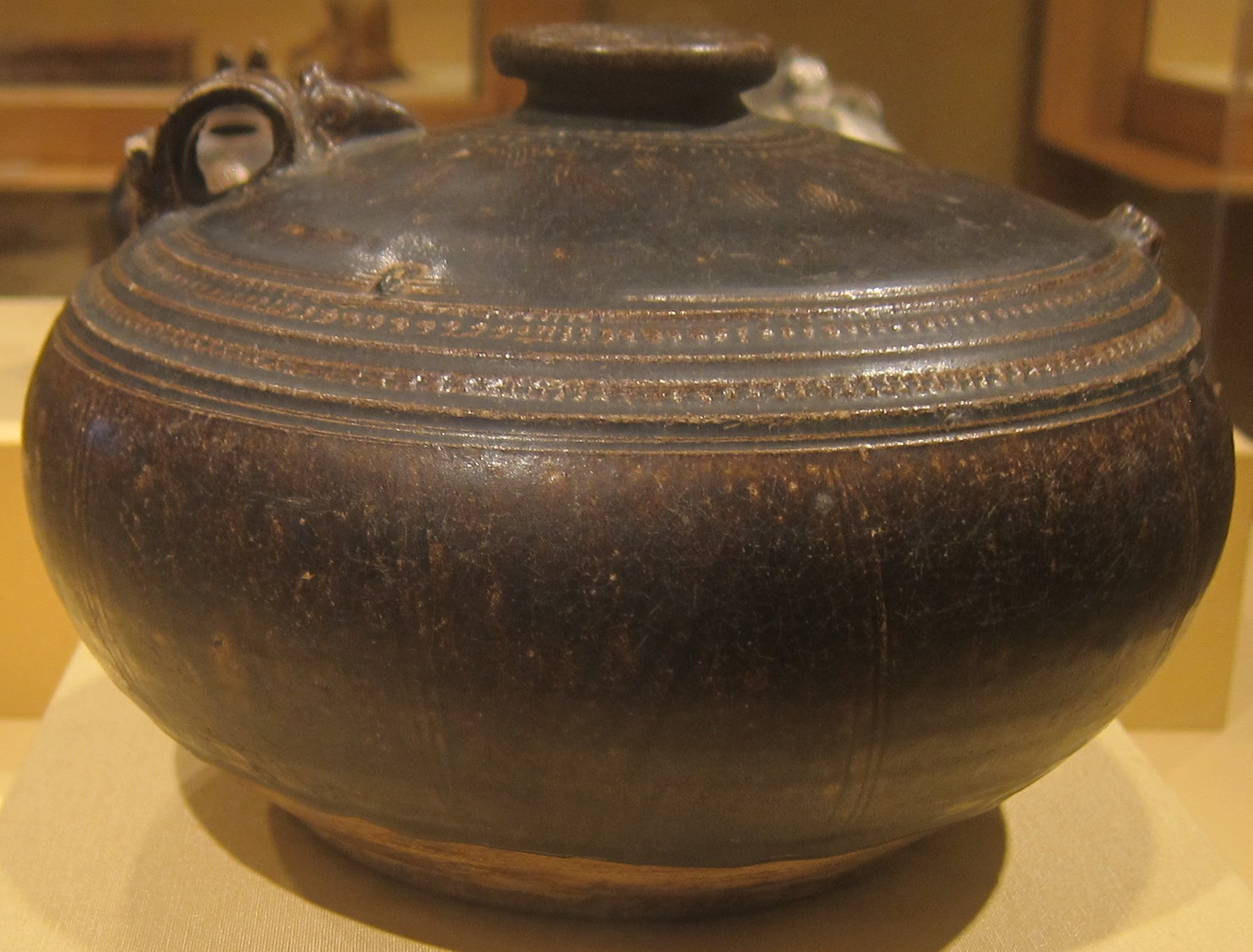
Jarro de Camboya de la época angkoriana,, cerámica esmaltada

Existen escasas pruebas de una ocupación humana del Pleistoceno en la actual Camboya, que incluyen herramientas de guijarros de cuarzo y cuarcita halladas en terrazas a lo largo del río Mekong, en las provincias de Stung Treng y Kratié, y en la provincia de Kampot, aunque su datación es poco fiable. Algunas pruebas arqueológicas leves muestran que comunidades de cazadores-recolectores habitaron la región durante el Holoceno: se considera que el yacimiento arqueológico más antiguo descubierto en Camboya es la cueva de Laang Spean, en la provincia de Battambang, que pertenece al periodo hoabinhiano. Las excavaciones en sus capas inferiores produjeron una serie de dataciones por radiocarbono en torno al 6.000 a. C. Las capas superiores del mismo yacimiento dieron pruebas de la transición al Neolítico, al contener las primeras cerámicas de barro datadas en Camboya.
Los registros arqueológicos del periodo comprendido entre el Holoceno y la Edad de Hierro siguen siendo igualmente limitados. Un acontecimiento fundamental en la prehistoria camboyana fue la lenta penetración de los primeros cultivadores de arroz procedentes del norte, que comenzó a finales del tercer milenio a. C. Las pruebas prehistóricas más curiosas de Camboya son los diversos "movimientos de tierra circulares" descubiertos en los suelos rojos cerca de Memot y en la región adyacente de Vietnam a finales de los años cincuenta. Su función y antigüedad siguen siendo objeto de debate, pero algunos de ellos datan posiblemente del segundo milenio a. C.
Otros yacimientos prehistóricos de fecha algo incierta son Samrong Sen (no lejos de la antigua capital de Oudong), donde comenzaron las primeras investigaciones en 1875, y Phum Snay, en la provincia septentrional de Banteay Meanchey. Una excavación en Phum Snay reveló 21 tumbas con armas de hierro y traumatismos craneales que podrían apuntar a conflictos en el pasado, posiblemente con ciudades más grandes de Angkor. Durante las actividades mineras en Ratanakiri se encuentran a menudo artefactos prehistóricos.
El hierro se trabajaba hacia el 500 a. C., con pruebas procedentes de la meseta de Khorat, en la actual Tailandia. En Camboya, se encontraron algunos asentamientos de la Edad del Hierro bajo Baksei Chamkrong y otros templos angkorianos, así como movimientos de tierra circulares en el yacimiento de Lovea, unos kilómetros al noroeste de Angkor. Los enterramientos, mucho más ricos que otros tipos de hallazgos, atestiguan la mejora de la disponibilidad de alimentos y del comercio (incluso a grandes distancias: en el siglo IV a. C. ya estaban abiertas las relaciones comerciales con la India) y la existencia de una estructura social y una organización del trabajo.
Entre los artefactos de la Edad del Hierro, las cuentas de vidrio son una prueba importante. Los distintos tipos de cuentas de vidrio recuperados en varios yacimientos de Camboya, como el de Phum Snay, en el noroeste, y el de Prohear, en el sureste, demuestran que en aquella época existían dos redes comerciales principales. Las dos redes estaban separadas por el tiempo y el espacio, lo que indica que hubo un cambio de una red a la otra en torno a los siglos II-IV d. C., probablemente con cambios en los poderes sociopolíticos.

### Imperio jemer

El Imperio jemer (en rojo) hacia el.

La edad dorada de la civilización jemer es el período comprendido entre los siglos IX y XIII. En ese entonces, el reino de Kambuya, que otorgó su nombre a Camboya, gobernó sobre extensos territorios desde su capital en la región de Angkor, al oeste de Camboya, a orillas del río Mekong.
A comienzos del siglo XIII, Kambuya alcanzó su apogeo político y cultural; además del territorio de la actual Camboya, su territorio englobaba la zona oriental de Tailandia, el sur de Laos y la parte meridional de Vietnam hasta el antiguo Reino de Champa.

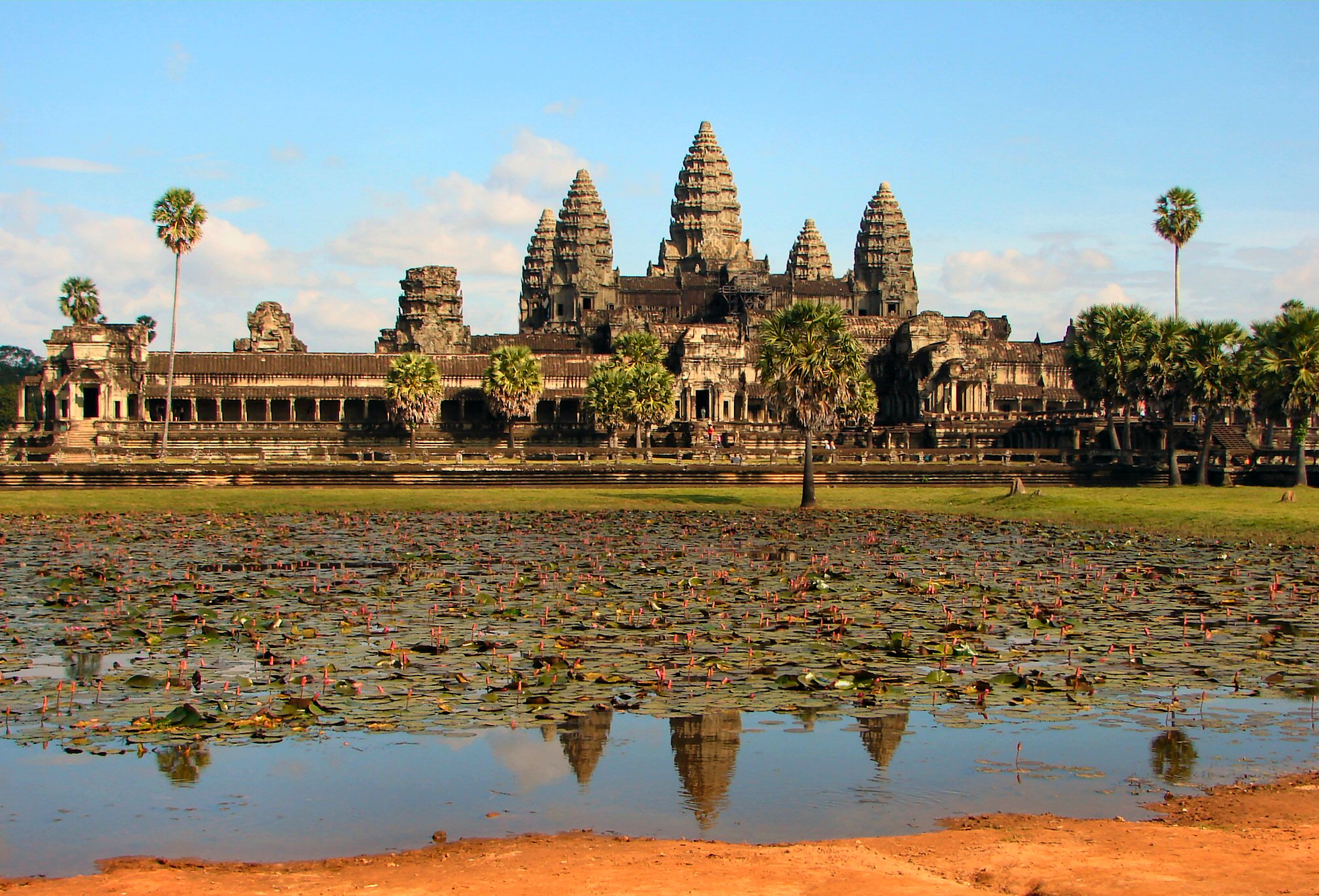
Templo de Angkor Wat cerca de Ciudad de Siem Riep.

Algunos factores de su decadencia fueron la agresividad de los pueblos vecinos (especialmente los siameses, los guayabi y los champa), las contiendas interdinásticas y el deterioro gradual del complejo sistema de irrigación del que dependía la producción de arroz. La monarquía angkoriana sobrevivió hasta 1431, cuando los tailandeses capturaron la ciudad y el rey jemer escapó hacia el sur del país.
El período entre los siglos XV y XIX fue de decadencia continua y pérdidas territoriales. Camboya, sin embargo, disfrutó de un breve período de prosperidad durante el siglo XVI gracias a que sus reyes mandaron construir sus capitales en la región sudeste del Tonlé Sap, lo cual impulsó el comercio con otras partes de Asia. Durante este período el país fue visitado por vez primera por los aventureros y misioneros españoles y portugueses.
La conquista tailandesa en 1594 marcó la caída del país,antes de esto, Camboya estuvo bajo un protectorado del Imperio Español que pasó a depender de los conflictos de sus dos vecinos crecientes en poder, Siam y Vietnam. El establecimiento de Vietnam en el delta del Mekong condujo a la anexión de dicha área a sus posesiones territoriales hacia fines del siglo XVII. En consecuencia, Camboya perdió uno de sus territorios más ricos y su salida al mar. Este tipo de pérdidas se sucedieron durante la primera mitad del siglo XIX ya que ese vecino pretendía absorber por completo la tierra jemer y asimilar a sus habitantes a la cultura vietnamita.[cita requerida]

### Protectorado francés

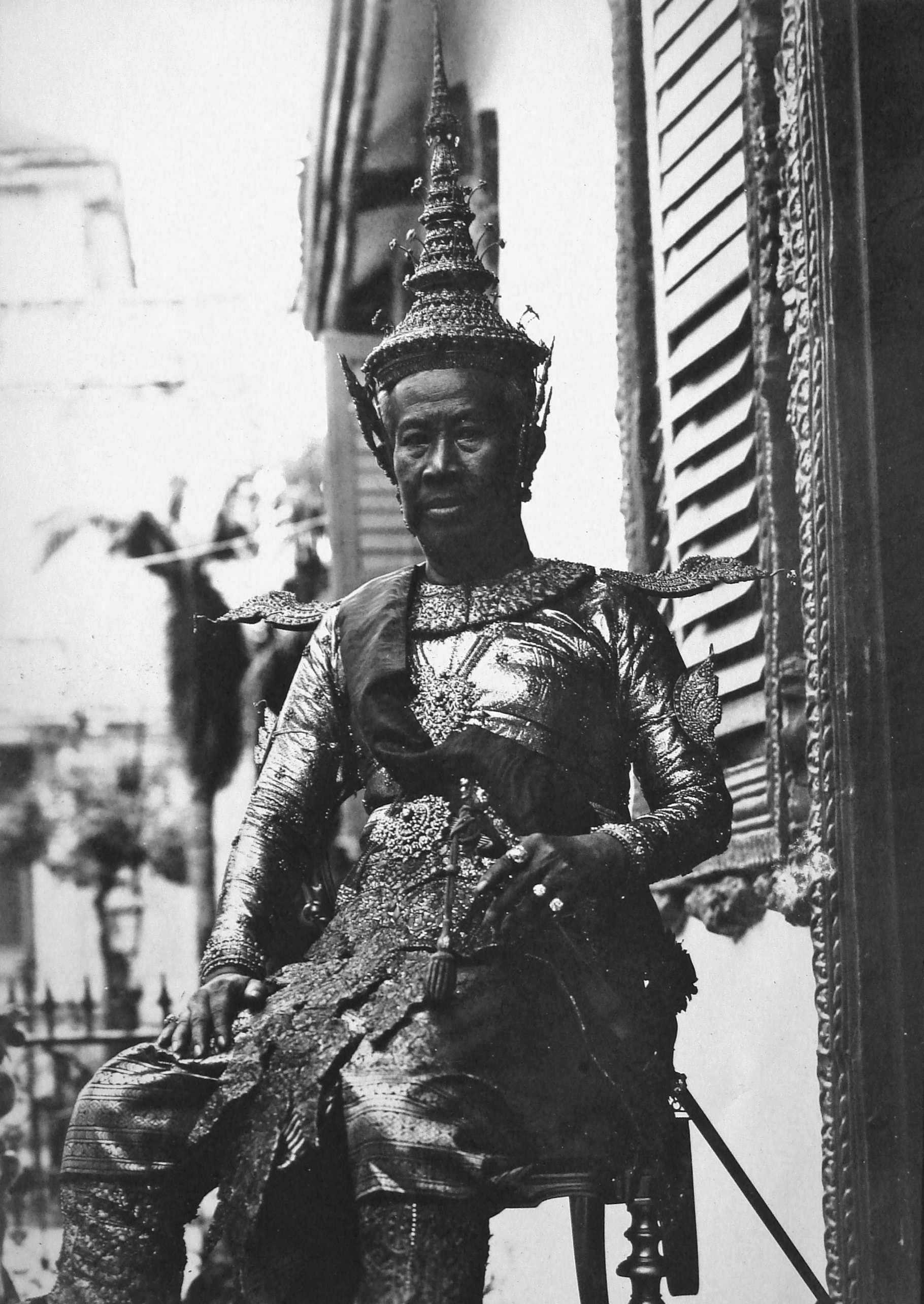
Sisowath, rey de Camboya entre 1904 y 1927, mientras el país era protectorado francés.

Tras siglos de decadencia, Camboya fue convertida en protectorado francés en 1863 y, junto a Vietnam y Laos, formó parte de la Indochina francesa. En 1867, a cambio del reconocimiento de Siam de su protectorado, Francia se comprometió a no anexar el territorio camboyano a la Cochinchina y reconoció la posesión tailandesa de las provincias de Battambang y de Angkor.
Durante treinta años el gobierno colonial permitió al rey Norodom I dirigir los asuntos interiores del país, reservándose los exteriores. Tras su muerte, en 1904, con la ascensión al poder de su hermano Sisowath, los franceses aumentaron su poder sobre el trono. La restitución de las dos provincias occidentales que estaban en poder de Siam hizo que el poder colonial se consolidara aún más. La amistad entre los dos países continuó con el heredero Monivong.
Aunque los franceses construyeron cierta infraestructura en Camboya, en particular vías de comunicación, dicho desarrollo estuvo encaminado a la integración de Indochina, y no al mejoramiento de las condiciones de los habitantes. En efecto, los camboyanos estaban muy mal representados en las administraciones centrales de Hanói, la mayoría de los profesionales y técnicos que trabajaban en el país eran vietnamitas. Por su parte, los chinos controlaban el gobierno. En 1937, de los 631 estudiantes inscritos en la Universidad Indochina de Hanói, apenas 3 eran camboyanos.
Tras la ocupación japonesa en la Segunda Guerra Mundial y la guerra de Indochina, el país declaró su independencia en 1953.
En el contexto de la guerra de Vietnam, los Estados Unidos bombardearon masivamente a los Jemeres Rojos del país hasta 1975. Entre 30 000 y 50 000 camboyanos resultaron muertos durante esta campaña militar.

### Kampuchea Democrática y la República Popular de Kampuchea
Kampuchea Democrática fue el nombre oficial de Camboya bajo el régimen maoísta de Pol Pot y su partido de los jemeres rojos entre 1975 y 1979.

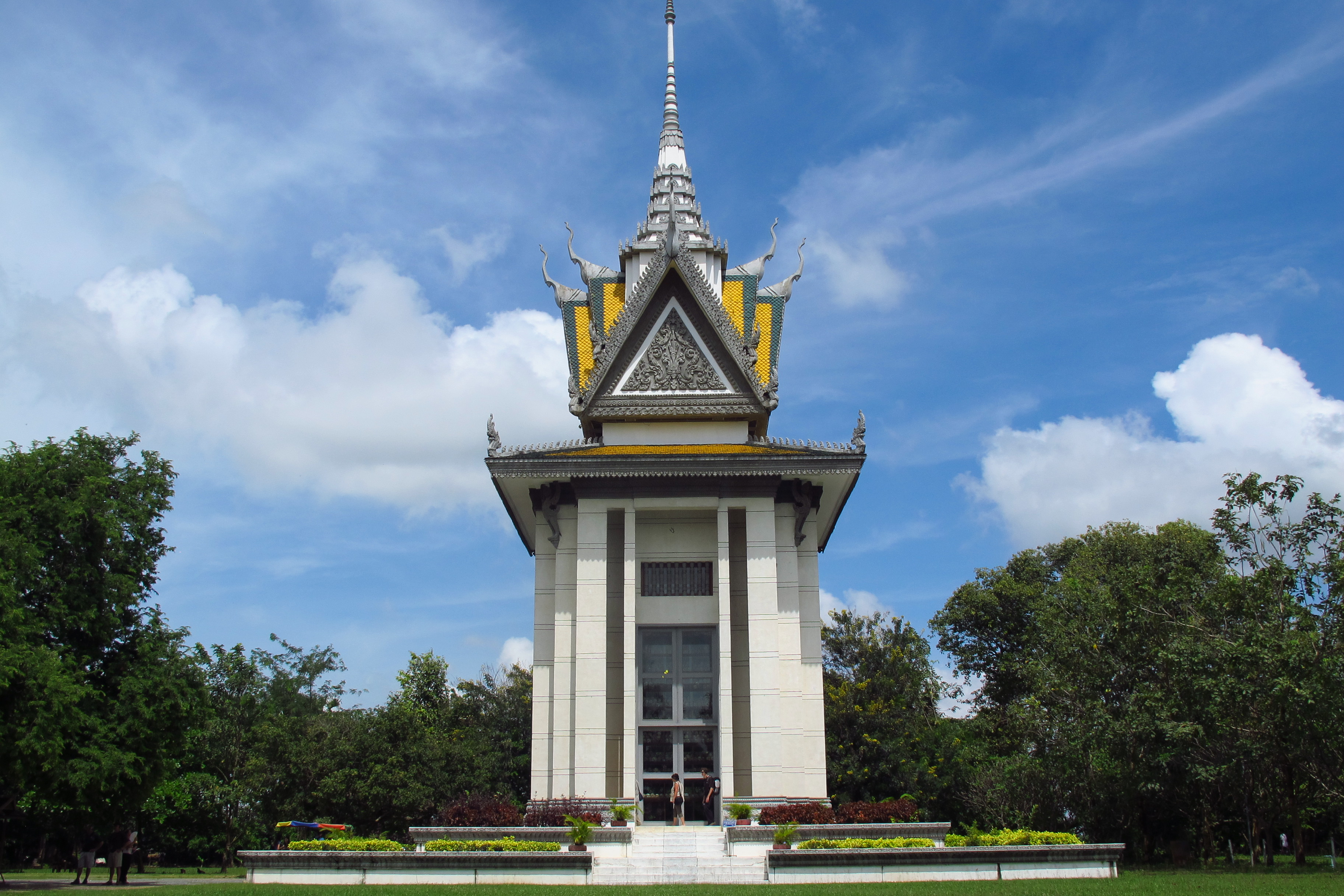
Estupa en el campo de extermino de los Jemeres Rojos del Memorial Choeung Ek.

Durante este período dos millones de camboyanos murieron a causa de las hambrunas, de las epidemias y de la política de represión del régimen de Pol Pot. El régimen de Pol Pot también atacó en diversas ocasiones el territorio vietnamita produciendo matanzas de civiles como por ejemplo en la masacre de Ba Chúc donde 3157 civiles murieron a manos de las fuerzas camboyanas. Se calcula que hasta cerca de un cuarto de la población murió durante lo que se conoce como el genocidio camboyano, periodo que no acabó hasta la invasión vietnamita y la proclamación de la República Popular de Kampuchea.

El período concluyó con la invasión vietnamita mediante una guerra que duró diecisiete días entre diciembre de 1978 y enero de 1979 y el paso a la clandestinidad de Pol Pot y los suyos. Pol Pot y los Jemeres rojos reconstituyeron un movimiento armado antisoviético y anticomunista en la frontera con Tailandia, con el apoyo de Estados Unidos, de China, de Tailandia y del Reino Unido. Se estableció un Gobierno camboyano en el exilio cuyo núcleo lo formaban los Jemeres rojos, Gobierno que gozó del prolongado reconocimiento diplomático de muchos países occidentales y asiáticos. Tras la invasión vietnamita se creó un estado conocido como la República Popular de Kampuchea, con un gobierno de facto con apoyo de Vietnam. Este estado sobreviviría hasta 1992 con la caída del gobierno marxista tras haber pasado por una transición en la que este país llegó a cambiar su nombre a Estado de Camboya en 1989.

Bandera de la Kampuchea Democrática durante el gobierno de Pol Pot (1975-1979).

### Camboya moderna
En 1991 las partes en lucha, la ONU y otros países llegaron a un acuerdo para acabar con el conflicto. Consistía en que tomara el poder temporalmente un Consejo Nacional Supremo formado por autoridades de la ONU y delegados de las distintas facciones del país. El príncipe Norodom Sihanouk sería el presidente del mismo. En 1993 el monárquico FUNCINPEC ganó las elecciones. El gobierno ratificó una nueva constitución, restituyendo la monarquía y estableciendo el Reino de Camboya, con el príncipe Sihanouk como rey (era su segundo periodo como monarca). Tras estas elecciones, ningún país reconocería al gobierno en el exilio, y este perdió su asiento en la ONU y la ayuda extranjera.

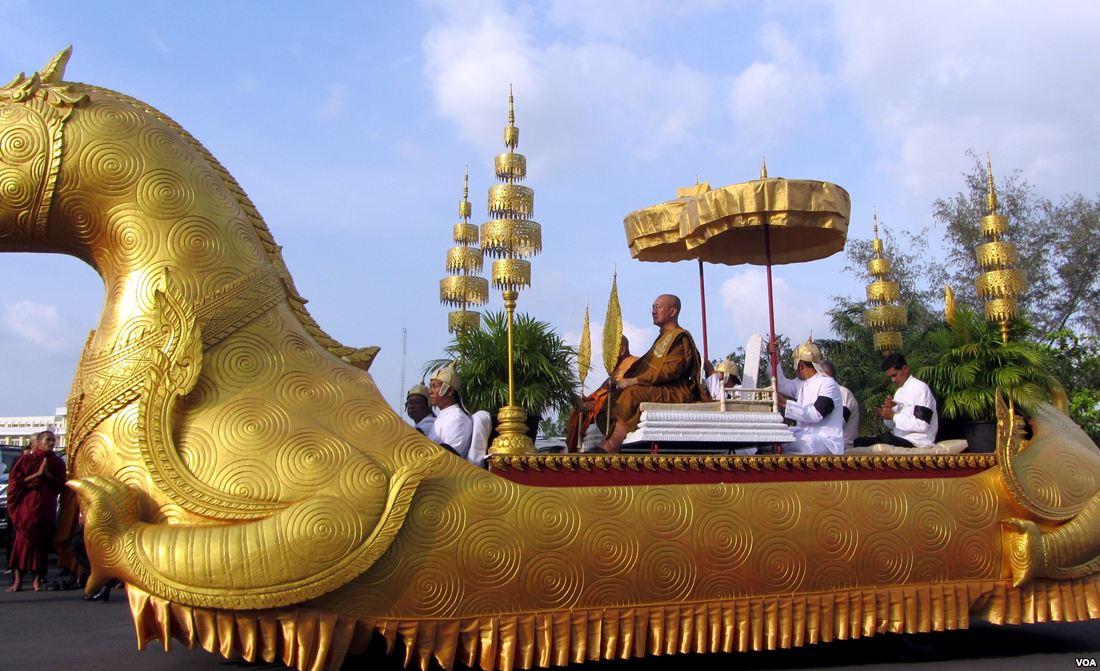
Funeral por el rey Norodom Sihanouk en 2012.

En julio de 1997 Hun Sen dio un golpe de Estado contra el FUNCINPEC y reemplazó al príncipe Ranariddh. Se volvieron a celebrar elecciones en 1998 y el Partido Popular de Camboya y FUNCINPEC llegaron a un acuerdo por el que Hun Sen sería primer ministro y Ranariddh el presidente de la Asamblea Nacional, y según el cual se formaría un gobierno de coalición y se crearía un Senado.
Pol Pot murió en 1998 y en ese mismo año el rey Norodom Sihanouk concedió una amnistía a los principales jefes jemeres rojos que de todas maneras no satisfizo a muchos. A comienzos de 1999 la mayoría de los hombres de la guerrilla de los Jemeres Rojos aceptaron el proceso de paz ofrecido y solo un reducto continuó en las provincias del noroeste. Ta Mok, el heredero político de Pol Pot, fue capturado y terminó sus años en prisión (murió en 2006). La presión de muchas organizaciones de derechos humanos tanto a nivel nacional como internacional y de la ONU, llevó a un largo proceso de negociaciones con el gobierno de Hun Sen para adelantar un juicio contra los dirigentes de la Kampuchea Democrática responsables de la desaparición de un cuarto de la población nacional en lo que ha sido calificado de genocidio. En 2006 se constituyó el jurado y a principios de 2007 se abrió el juicio a los Jemeres Rojos.
En 2003 el rey Norodom Sihanouk abdicó por segunda vez y el Consejo Real eligió como sucesor al príncipe Norodom Sihamoní, su hijo, como rey de Camboya.

## Gobierno y política

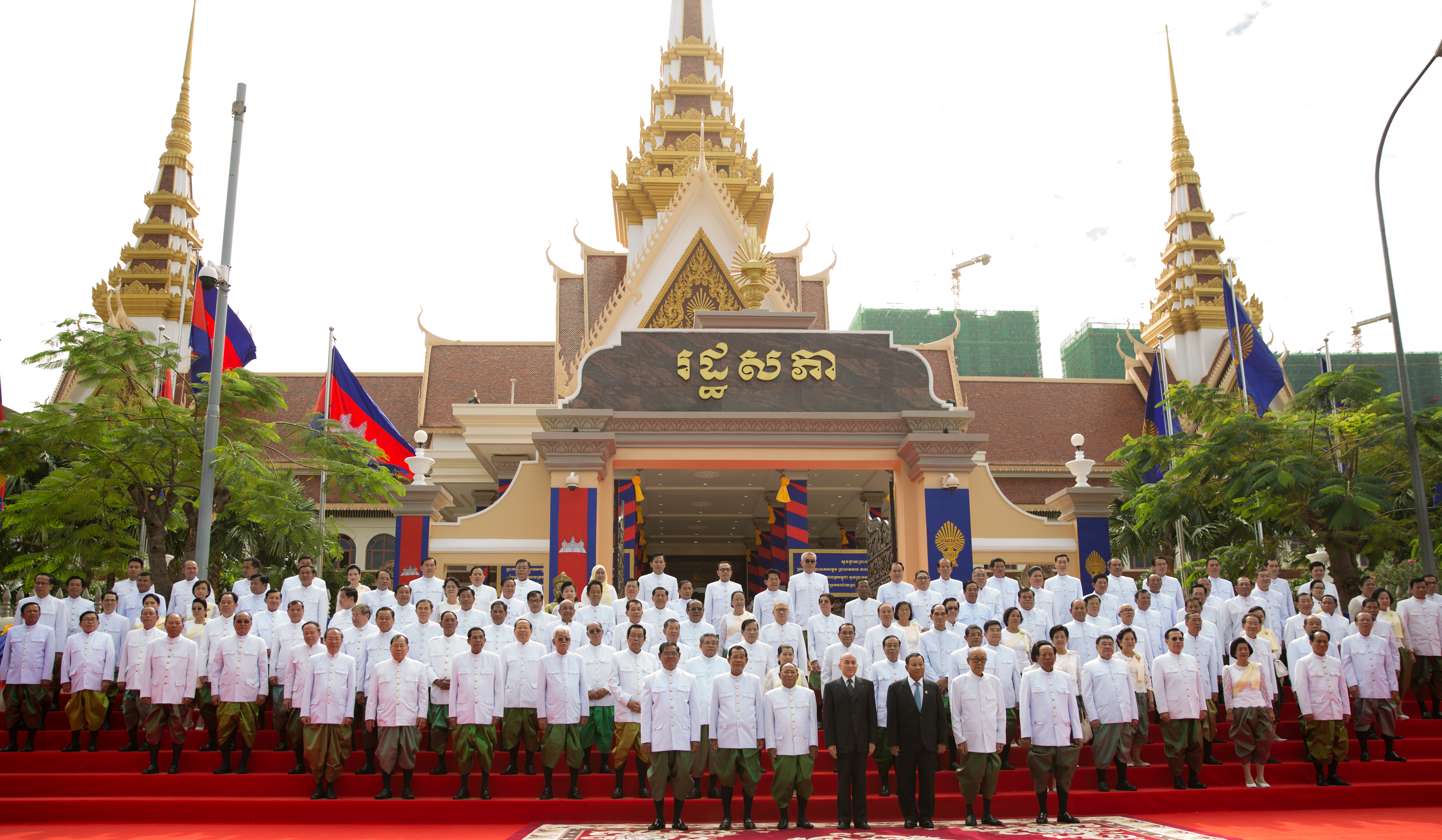
Sede de la Asamblea Nacional de Camboya

El sistema político de Camboya se basa, según la constitución de 1993, en la monarquía y la democracia representativa y parlamentaria. El primer ministro de Camboya es el jefe de Gobierno, con un sistema de múltiples partidos, mientras el rey es el jefe de Estado. El primer ministro es designado por el rey, con el anterior aviso y la aprobación de la Asamblea Nacional; el primer ministro y su ministerio designado ejercen el poder ejecutivo en el gobierno. Del poder legislativo se encargan el poder ejecutivo, la Asamblea Nacional de Camboya y el Senado.

### Poder Legislativo
El poder legislativo consta de dos cámaras. La primera es la Asamblea Nacional del Reino de Camboya (រដ្ឋសភា នៃ ព្រះរាជាណាចក្រ កម្ពុជា; Assemblée Nationale du Royaume du Cambodge), con al menos 120 diputados. Los diputados son elegidos directamente para un período legislativo de cinco años según el sistema de representación proporcional con listas de partido cerradas. La Asamblea Nacional elige al primer ministro y a los miembros del Consejo de Ministros por mayoría absoluta. Su tarea es controlar al Gobierno; tiene derecho a censurar al primer ministro o a otros miembros del Gobierno. Decide la aprobación de tratados internacionales y confirma el nombramiento de altos funcionarios o cargos.
El Senado, que tiene como máximo la mitad del tamaño de la Asamblea Nacional, es elegido para un mandato de seis años. Dos de los senadores son nombrados por el rey y otros dos por la Asamblea Nacional; el resto son elegidos por los consejos locales. El presidente del Senado representa al rey en su ausencia o enfermedad. El papel del Senado en la vida política camboyana es insignificante. Dado que sus miembros suelen ser elegidos por el partido gobernante que domina las comunas, no ejerce un control parlamentario sobre el gobierno. Por tanto, se considera un instrumento a través del cual el partido en el poder proporciona a los individuos cargos, estatus y acceso a beneficios pecuniarios.

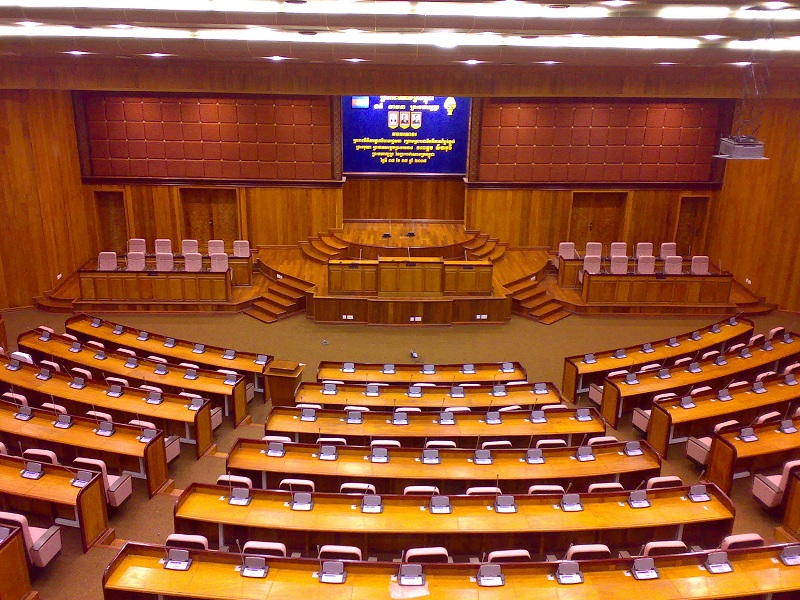
Vista interna del parlamento camboyano

Las leyes se aprueban por mayoría absoluta en la Asamblea Nacional (las leyes constitucionales por mayoría de dos tercios), y el derecho de iniciativa legislativa corresponde al primer ministro, a los senadores o a los diputados. El Senado tiene derecho a objetar las leyes, en cuyo caso si la ley es aprobada de nuevo por la Asamblea Nacional y firmada por el Rey, pasa a ser válida. En la práctica, sólo el primer ministro ejerce el derecho de iniciativa legislativa. El gobierno niega a la oposición -si está representada en el parlamento- sus derechos al no incluirla en las comisiones y al no cumplir sus obligaciones de informar al parlamento, o sólo de forma limitada.
Tras las disputadas elecciones parlamentarias de Camboya de 2018, el Partido Popular Camboyano posee los 125 miembros de la Asamblea Nacional tras la disolución del mayor partido de la oposición, el Partido Nacional de Rescate de Camboya.

### Poder ejecutivo

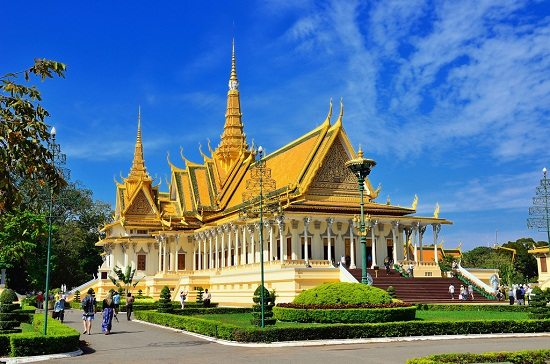
Palacio Real de Nom Pen Camboya

El jefe de Estado de Camboya es el Rey elegido por el Consejo del Trono, que desde el 29 de octubre de 2004 es el Rey Norodom Sihamoni. El heredero al trono debe tener al menos 30 años y ser miembro de la familia real, mientras que el consejo del trono incluye a los presidentes y vicepresidentes de la Asamblea Nacional y el Senado, el primer ministro y los jefes del budismo Mahayana y Theravada. El rey simboliza la unidad y eternidad de la nación camboyana y, más allá de eso, sólo tiene funciones ceremoniales y representativas.
Sirve de mediador en los conflictos constitucionales, nombra al gobierno, a los altos funcionarios y a los embajadores, firma leyes y tratados internacionales y preside el Consejo de Defensa. Sin embargo, no puede gobernar, destituir al gobierno, no tiene poderes de veto o selección y carece de discrecionalidad política. La influencia del rey en los acontecimientos políticos es, pues, escasa, con tendencia a la baja. Sólo es independiente en el ejercicio del poder de la palabra y en los indultos.

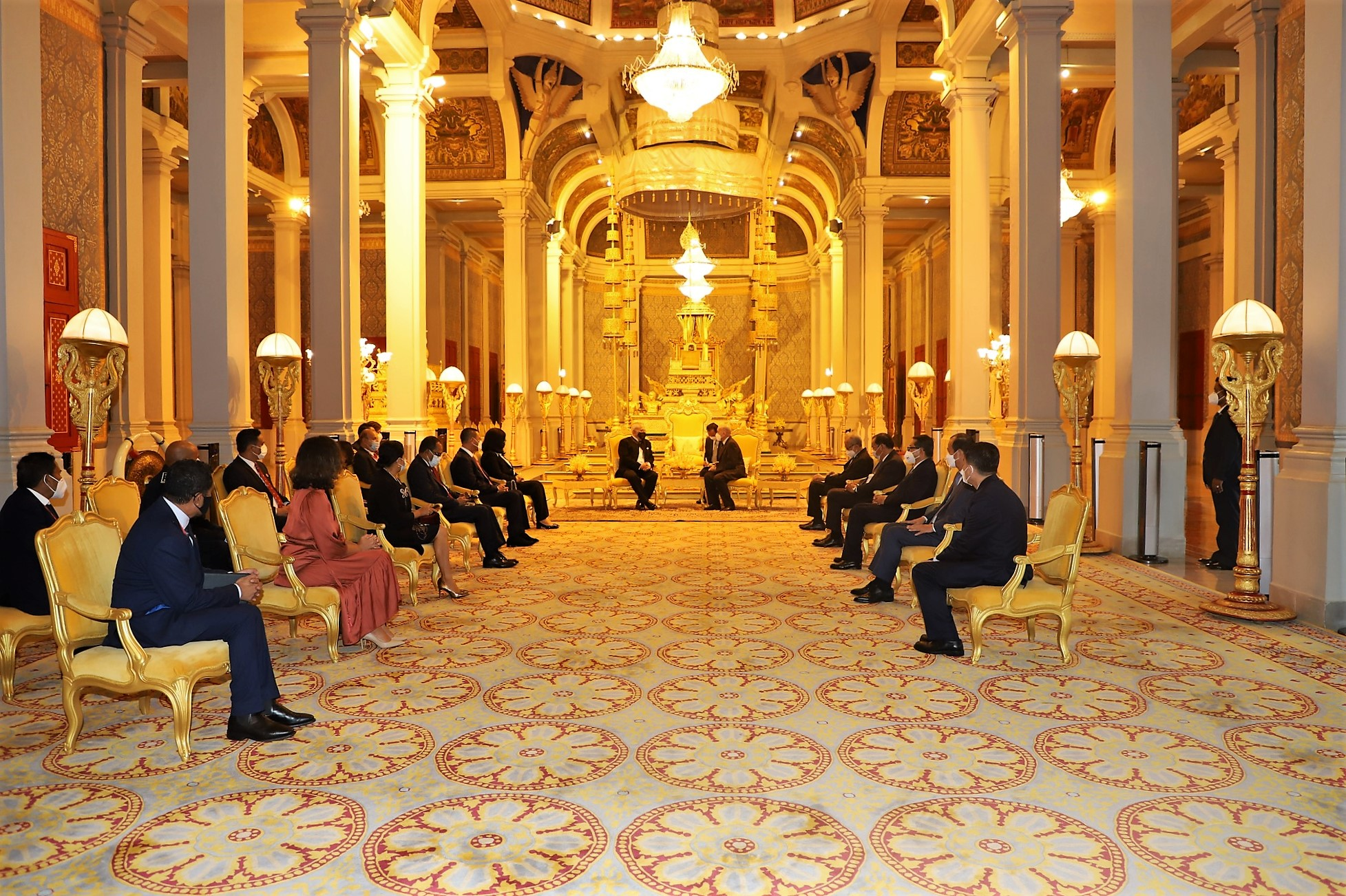
El Rey de Camboya recibiendo en el Palacio Real al Presidente de Timor Oriental, octubre de 2022

El Gobierno Real está formado por el Consejo de Ministros con el primer ministro. El Consejo de Ministros y el primer ministro son determinados por la Asamblea Nacional y nombrados por el Rey. El primer ministro desempeña el papel central en la gobernanza del gobierno y la ley le otorga plenos poderes de organización y gestión. Aparte de esto, el aparato gubernamental está sobredimensionado, con numerosos puestos con responsabilidades muy fragmentadas, creados para proporcionar puestos a miembros o amigos del partido gobernante y asegurar el control del poder por parte del primer ministro.

### Derechos humanos

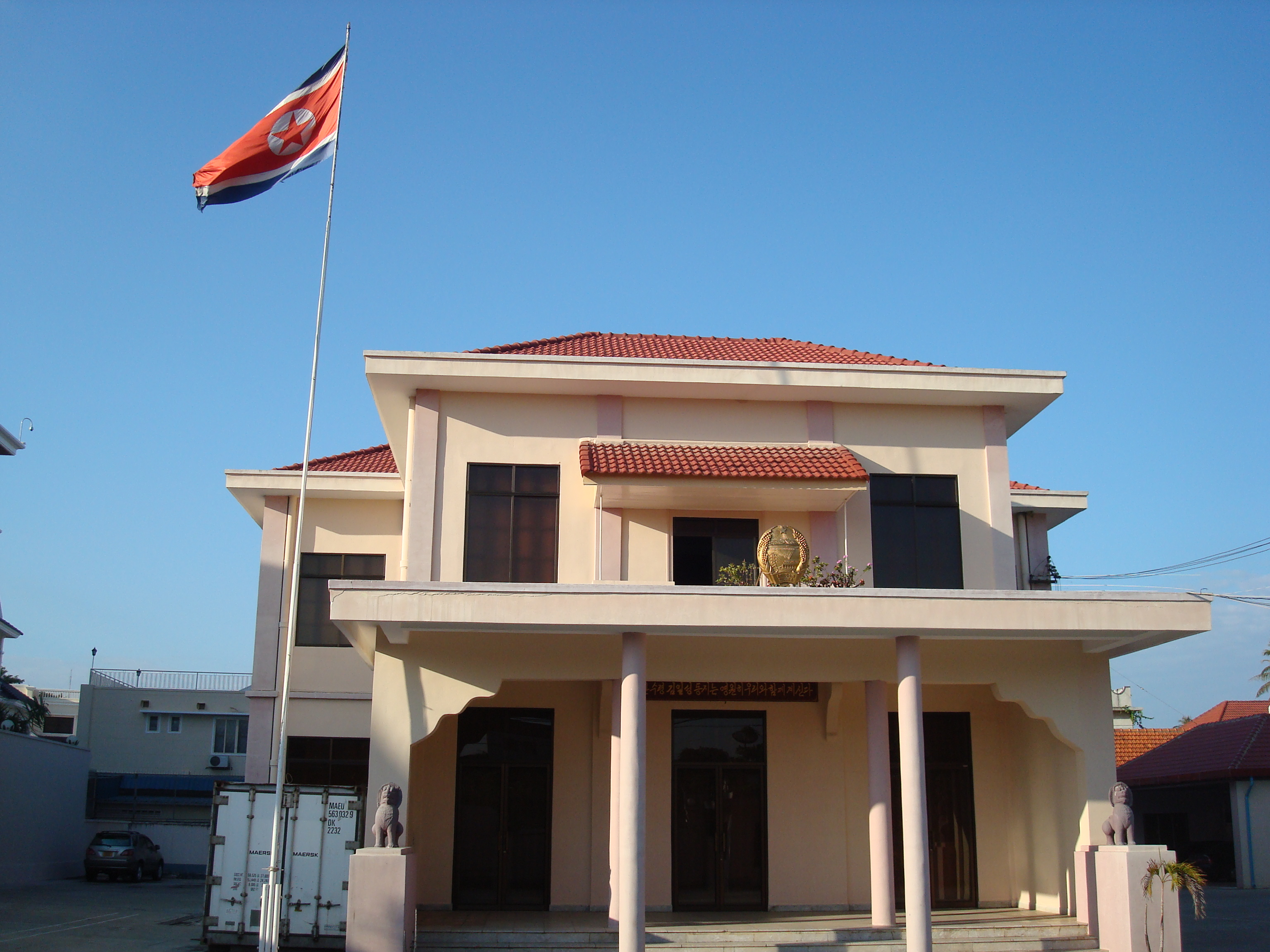
Embajada de Corea del Norte en Nom Pen Camboya

En materia de derechos humanos, respecto a la pertenencia a los siete organismos de la Carta Internacional de Derechos Humanos, que incluyen al Comité de Derechos Humanos (HRC), Camboya ha firmado o ratificado:
| Camboya | Tratados internacionales | Tratados internacionales | Tratados internacionales | Tratados internacionales  | Tratados internacionales  | Tratados internacionales | Tratados internacionales | Tratados internacionales | Tratados internacionales    | Tratados internacionales | Tratados internacionales | Tratados internacionales | Tratados internacionales    | Tratados internacionales | Tratados internacionales | Tratados internacionales  | Tratados internacionales    | Tratados internacionales    |
| --- | ------------------------ | ------------------------ | --- | ------------------------- | ------------------------- | ------------------------ | ------------------------ | --- | --------------------------- | --- | ------------------------ | --- | --------------------------- | ------------------------ | ------------------------ | ------------------------- | --------------------------- | --------------------------- |
| Camboya | CESCR                    | CESCR                    | CCPR | CCPR                      | CCPR                      | CERD                     | CED                      | CEDAW | CEDAW                       | CAT | CAT                      | CRC | CRC                         | CRC                      | CRC                      | MWC                       | CRPD                        | CRPD                        |
| Camboya | CESCR                    | CESCR-OP                 | CCPR | CCPR-OP1                  | CCPR-OP2-DP               | CERD                     | CED                      | CEDAW | CEDAW-OP                    | CAT | CAT-OP                   | CRC | CRC-OP-AC                   | CRC-OP-SC                | CRC-OP-CP                | MWC                       | CRPD                        | CRPD-OP                     |
| Pertenencia | Sin información.         | Sin información.         | Camboya ha reconocido la competencia de recibir y procesar comunicaciones individuales por parte de los órganos competentes. | Ni firmado ni ratificado. | Ni firmado ni ratificado. | Firmado y ratificado.    | Sin información.         | Camboya ha reconocido la competencia de recibir y procesar comunicaciones individuales por parte de los órganos competentes. | Firmado pero no ratificado. | Camboya ha reconocido la competencia de recibir y procesar comunicaciones individuales por parte de los órganos competentes. | Sin información.         | Camboya ha reconocido la competencia de recibir y procesar comunicaciones individuales por parte de los órganos competentes. | Firmado pero no ratificado. | Firmado y ratificado.    | Sin información.         | Ni firmado ni ratificado. | Firmado pero no ratificado. | Firmado pero no ratificado. |
| Firmado y ratificado, firmado, pero no ratificado, ni firmado ni ratificado, sin información, ha accedido a firmar y ratificar el órgano en cuestión, pero también reconoce la competencia de recibir y procesar comunicaciones individuales por parte de los órganos competentes. |                          |                          | |                           |                           |                          |                          | |                             | |                          | |                             |                          |                          |                           |                             |                             |

### Política Exterior
Las relaciones exteriores de Camboya corren a cargo del Ministerio de Asuntos Exteriores, bajo la dirección de Prak Sokhon. Camboya es miembro de las Naciones Unidas, el Banco Mundial y el Fondo Monetario Internacional. Es miembro del Banco Asiático de Desarrollo (BAD), de la ASEAN y se adhirió a la OMC en 2004. En 2005, Camboya asistió a la Cumbre inaugural de Asia Oriental, celebrada en Malasia.
Camboya ha establecido relaciones diplomáticas con numerosos países; el gobierno informa de la existencia de veinte embajadas en el país, entre ellas las de muchos de sus vecinos asiáticos y las de actores importantes durante las negociaciones de paz de París, como EE. UU., Australia, Canadá, China, la Unión Europea (UE), Japón y Rusia. Como resultado de sus relaciones internacionales, varias organizaciones benéficas han prestado ayuda para cubrir necesidades sociales, económicas y de infraestructuras civiles.
Aunque las violentas rupturas de las décadas de 1970 y 1980 ya han pasado, persisten varias disputas fronterizas entre Camboya y sus vecinos. Hay desacuerdos sobre algunas islas en alta mar y secciones de la frontera con Vietnam y límites marítimos indefinidos. Camboya y Tailandia también mantienen disputas fronterizas, con enfrentamientos entre tropas por los terrenos adyacentes al templo de Preah Vihear, que han deteriorado las relaciones. 

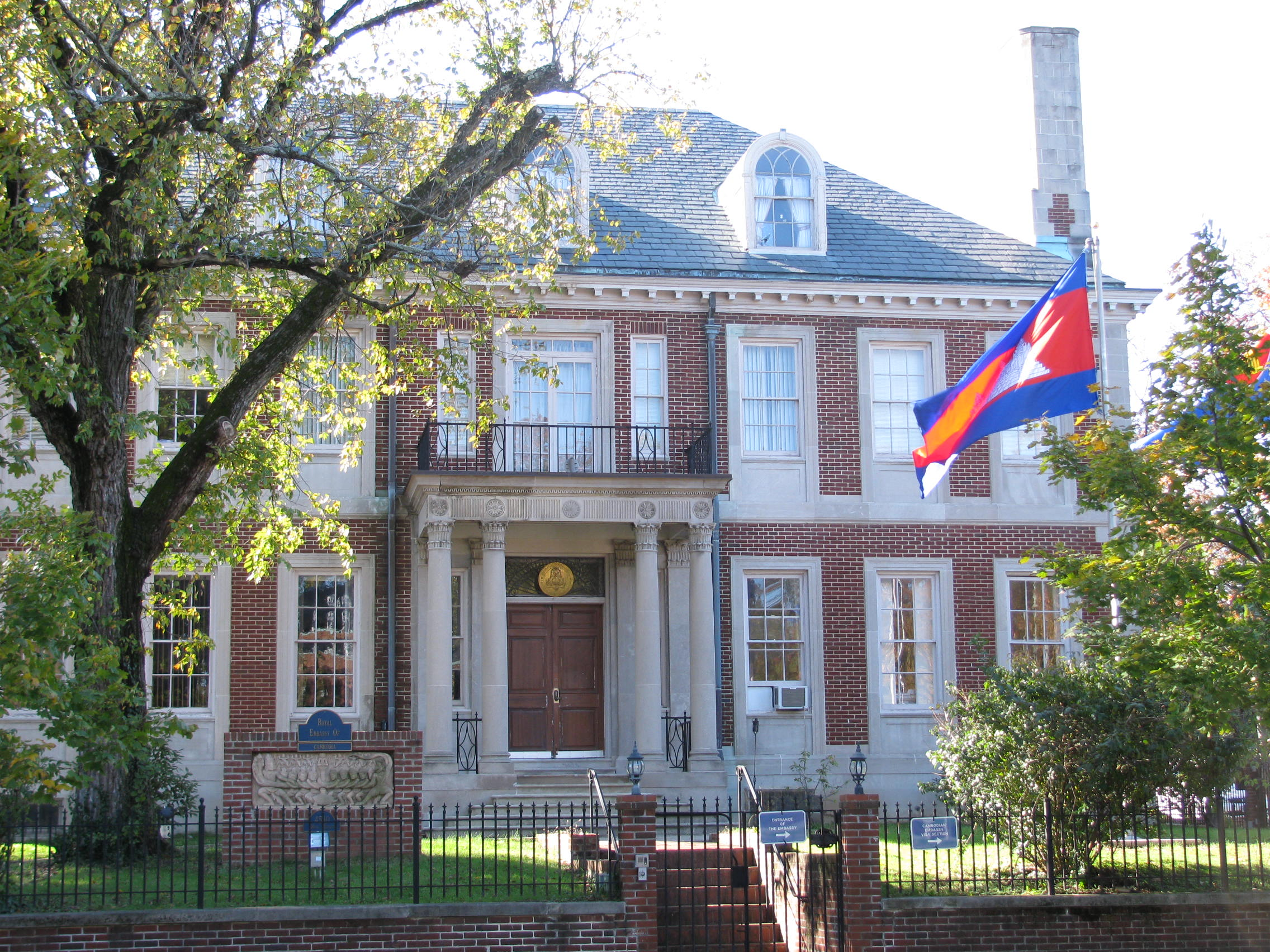
Embajada de Camboya en Washington D.C Estados Unidos

La mayor parte del territorio pertenece a Camboya, pero la combinación de lo que Camboya considera la falta de respeto de Tailandia al derecho internacional, el aumento de tropas tailandesas en la zona y la falta de recursos del ejército camboyano han dejado la situación sin resolver desde 1962.
Camboya y China han cultivado lazos en la década de 2010. Una empresa china, con el apoyo del Ejército Popular de Liberación, construyó un puerto marítimo de aguas profundas a lo largo de 90 km (56 mi) de costa camboyana del golfo de Tailandia, en la provincia de Koh Kong; el puerto tiene la profundidad suficiente para ser utilizado por cruceros, graneleros o buques de guerra.
El apoyo diplomático de Camboya ha sido inestimable para los esfuerzos de Pekín por reclamar zonas en disputa en el Mar de China Meridional. Dado que Camboya es miembro de la ASEAN y que, según sus normas, "las objeciones de un miembro pueden frustrar cualquier iniciativa del grupo", Camboya es diplomáticamente útil para China como contrapeso a las naciones del sudeste asiático que mantienen lazos más estrechos con Estados Unidos.

### Partidos Políticos
Los primeros partidos camboyanos surgieron en la década de 1950, pero ninguno de ellos ha sobrevivido a las convulsiones políticas de las últimas décadas. Hoy, Camboya es un sistema bipartidista asimétrico en el que la hegemonía del Partido Popular está anclada estructuralmente. Los competidores políticos no tienen las mismas oportunidades.
El gobernante Partido Popular Camboyano es, con diferencia, el partido más importante de Camboya. Surgió del ala vietnamita del Partido Marxista de los Trabajadores Camboyanos y fue rebautizado en 1989. Aunque está comprometido con la monarquía y la propiedad privada, sigue estructurado según las líneas leninistas, con el Politburó como centro real de dirección.
Desempeña el papel de partido dominante, controlando al ejército, los funcionarios del Estado y los medios de comunicación estatales. Sus principales miembros son Hun Sen, jefe de Gobierno desde 1985 y líder indiscutible del partido gracias a un sistema de patrocinio y cooptación. Como partido gobernante, el Partido Popular tiene la ventaja de poder apoyarse en las estructuras estatales cuando las propias del partido son demasiado débiles o inexistentes. Su secretario general es Chea Sim. Ocupa todos los escaños de ambas cámaras tras las elecciones a la Asamblea Nacional del 29 de julio de 2018 y al Senado del 25 de febrero de 2018.
La oposición nunca ha sido capaz de construir estructuras sólidas desde 1993 y ha sufrido frecuentes escisiones. El FUNCINPEC se remonta a la década de 1980, cuando participó en la lucha contra la ocupación vietnamita bajo el rey Sihanouk. Formó coalición con el Partido Popular de Hun Sen en la década de 1990 y desde entonces ha ido perdiendo poder en favor del Partido Popular. El Partido Sam Rainsy fue una escisión del Partido Nacional Camboyano, que a su vez se había escindido del FUNCINPEC en 1995. Fue miembro de la Internacional Liberal y se fusionó con el Partido de los Derechos Humanos en 2013 para formar el Partido Nacional de Rescate de Camboya.
El Partido del Rescate siguió una política de oposición menos constructiva y atendió principalmente a reservas antivietnamitas. Los votantes de los partidos de la oposición se encontraban principalmente entre las clases medias educadas de la capital y las provincias vecinas. A mediados de noviembre de 2017, el partido fue prohibido por el Tribunal Supremo de Camboya por incitar a sus seguidores a manifestarse tras las últimas elecciones de 2013 con el fin de provocar la caída del Gobierno.
Los numerosos partidos pequeños no desempeñan un papel significativo en la vida política camboyana.

### Fuerzas armadas
Las Fuerzas Armadas Reales de Camboya (en jemer: កងយោធពលខេមរភូមិន្ទ) son las fuerzas armadas del Reino de Camboya. Su Majestad el Rey Norodom Sihamoni es el Comandante en jefe de las Fuerzas Armadas Reales de Camboya.

## Organización territorial

Organización territorial de Camboya en provincias.

Una región camboyana puede ser o bien un khaitt (provincia, en singular y en plural, como el resto de términos) o bien krong (municipio). Los khaet y los krong se dividen a su vez en 10 khum (comunas), phum (pueblos), khan (distritos) y sangkat (barrios).
Las provincias del país son Banteay Mean Chey, Batdambang, Kompung Cham, Kompung Chinang, Kompung Speu, Kompung Thom, Kompot, Kandal, Kep, Koh Kong, Kratié, Mondol Kirí, Oddar Mean Chey, Pailín, Pursat, Preah Vihear, Prey Veng, Ratanak Kirí, Siem Riep, Sihanoukville, Stung Treng, Svay Rieng, Takéo y Tbong Khmum.
Por su parte, el único municipio es Nom Pen.
Nom Pen es la mayor región con cerca de un millón de personas, mientras que la provincia de Mondol Kirí es la más extensa, pero a su vez la de menor densidad de población.

## Geografía

Mapa de Camboya.

Camboya tiene un área de cerca de 181 035 km², compartiendo una frontera de 800 km con Tailandia al norte y al oeste, una frontera de 541 km con Laos al noreste, y una frontera de 1228 km con Vietnam al este y al sudeste. Tiene 443 km de línea de costa a lo largo del golfo de Tailandia.
Su geografía está dominada por el río Mekong (Tonlé Thom en idioma jemer, que significa "Río Grande"), una fuente muy importante de pesca, sobre todo en época de lluvias cuando sus aguas fluyen en sentido contrario, los pescadores aprovechan la fantástica situación para pescar en grandes cantidades con el sistema dai, consistiendo en varias redes de arrastre sujetadas mediante varas a lo ancho del río. Este sistema consigue capturar entre 5 y 10 toneladas de pescado por temporada.
En el centro de Camboya está situado el lago Sap que significa "lago de agua dulce", conocido por ser el mayor lago dulce en el sudeste asiático. Durante la época de lluvias el lago actúa como reservorio y como mecanismo para regular el caudal del río Mekong. Puesto que cuenta con una gran diversidad de peces (más de doscientas especies identificadas), existe una fuerte actividad pesquera, tanto en sus orillas como en las decenas de casas y tiendas flotantes, pobladas en su mayoría por habitantes de origen vietnamita.

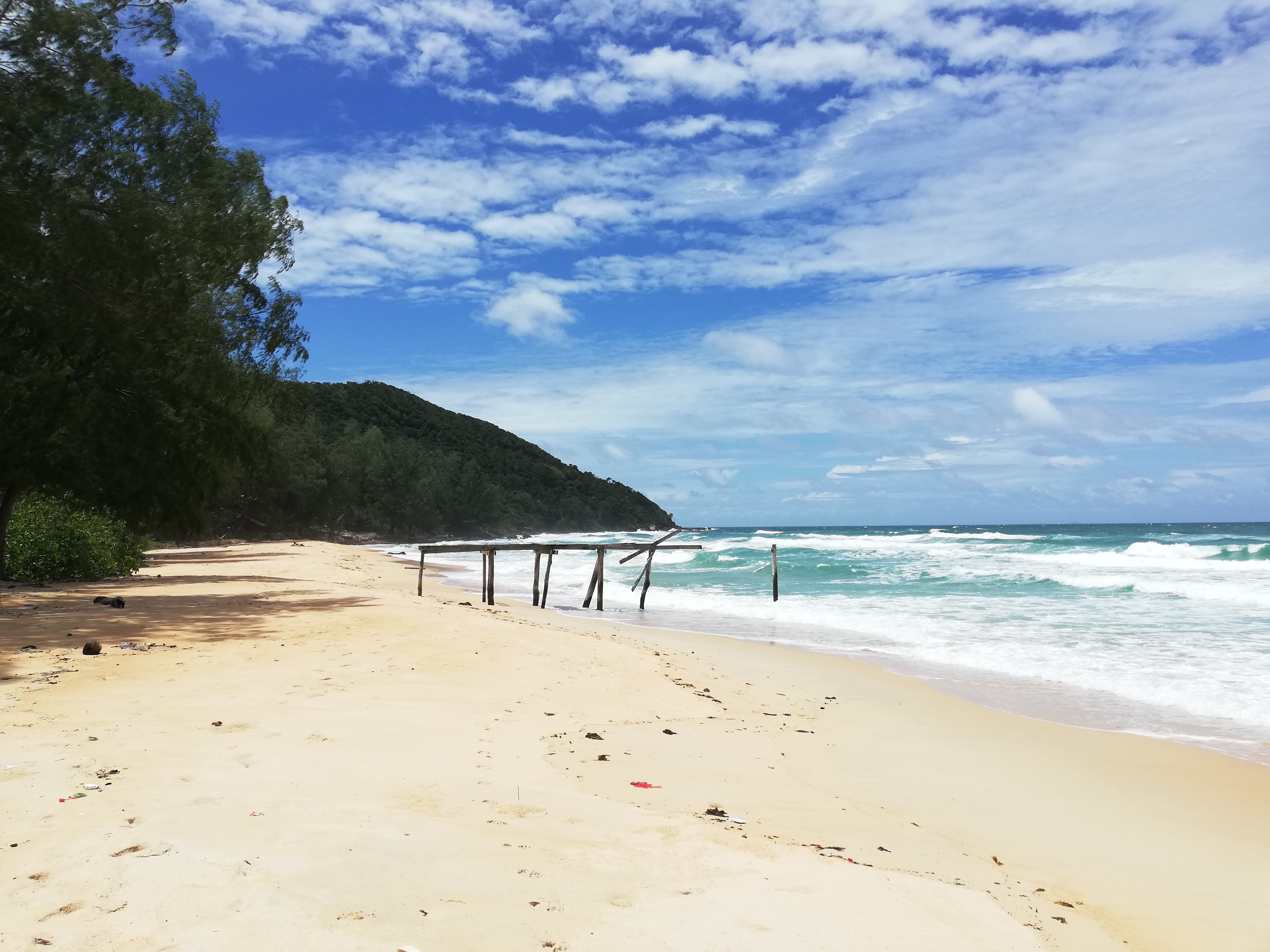
Playa en la isla de Koh Rong Ranloem

La característica geográfica más distintiva es el llano lacustrino formado por las inundaciones del río Tonlé Sap (gran lago), que mide cerca de 2590 km² durante la estación seca y 24 605 km² durante la de lluvias. Este llano densamente poblado, que se dedica al cultivo húmedo del arroz, es el corazón de Camboya.
Cerca del 75 % del país se sitúa en elevaciones de menos de 100 m sobre el nivel del mar. Sin embargo, hay algunas excepciones como los montes Cardamomos y los montes Elefante, y en menor medida los Dangrek en la frontera con Tailandia.

### Clima
El clima de Camboya, como el de gran parte del resto del sudeste asiático continental, está dominado por los monzones, conocidos como tropical húmedo y seco por sus marcadas diferencias estacionales. Las corrientes de aire monzónico se deben a la alternancia anual de altas y bajas presiones sobre la masa continental de Asia Central. En verano, el aire cargado de humedad -el monzón del suroeste- es atraído hacia tierra desde el océano Índico.

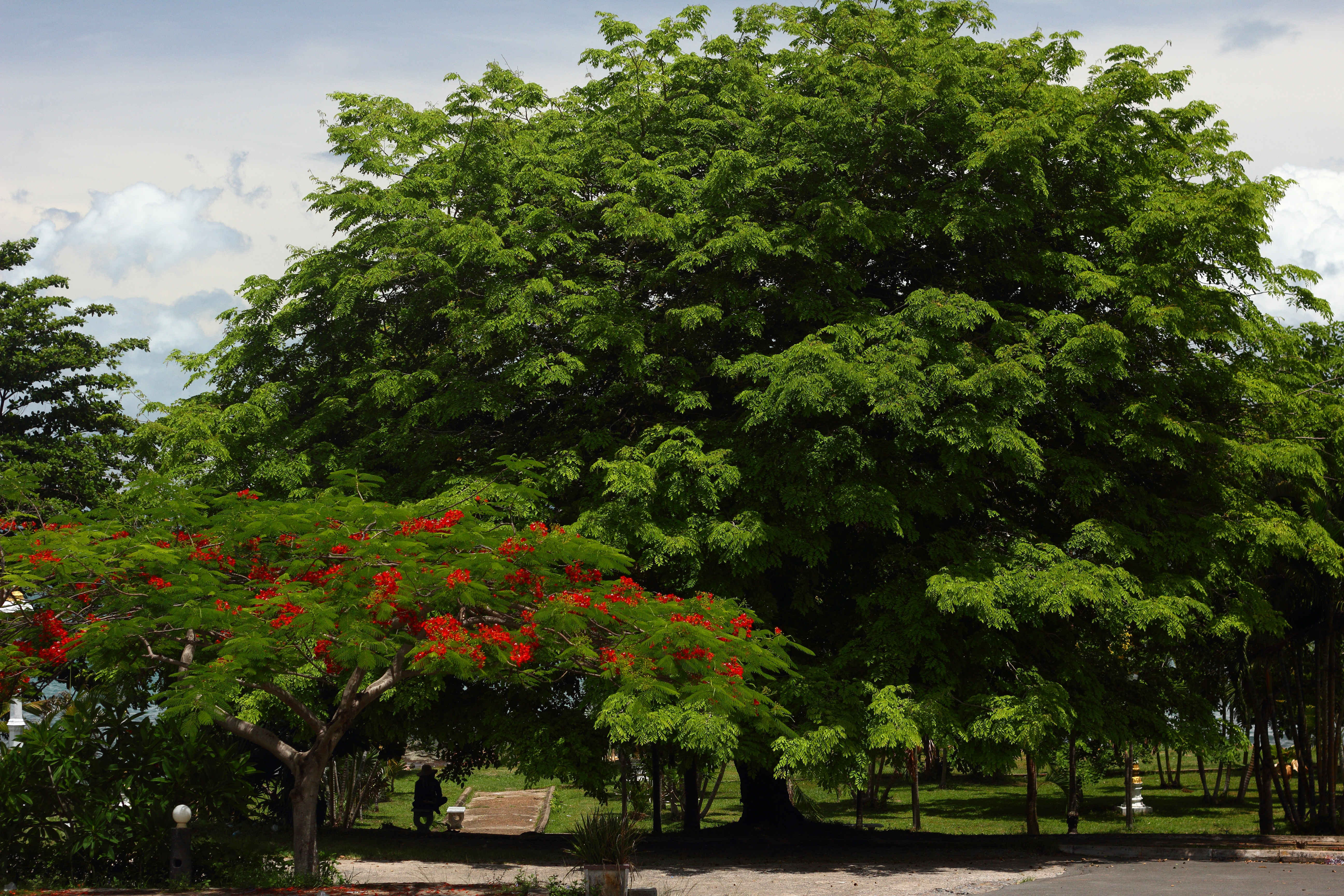
Paisaje de Sihanoukville, Camboya

El flujo se invierte durante el invierno, y el monzón del noreste devuelve aire seco. El monzón del suroeste trae la estación lluviosa desde mediados de mayo hasta mediados de septiembre o principios de octubre, y el flujo de aire más seco y frío del monzón del noreste dura desde principios de noviembre hasta marzo. Las temperaturas son bastante uniformes en toda la zona de la cuenca del Tonlé Sap, con pequeñas variaciones respecto a la media anual de unos 25 °C (77,0 °F).
La media máxima es de unos 30 °C (86 °F); la media mínima, de unos 24 °C (75 °F). Sin embargo, las temperaturas máximas superiores a 32 °C (90 °F) son frecuentes y, justo antes del comienzo de la estación lluviosa, pueden superar los 38 °C (100 °F). Las temperaturas mínimas nocturnas descienden esporádicamente por debajo de los 20 °C (68 °F) en enero, el mes más frío. Mayo es el mes más cálido, aunque está muy influido por el comienzo de la estación húmeda, ya que la zona constituye la franja más oriental del monzón del suroeste. Los ciclones tropicales rara vez causan daños en Camboya.

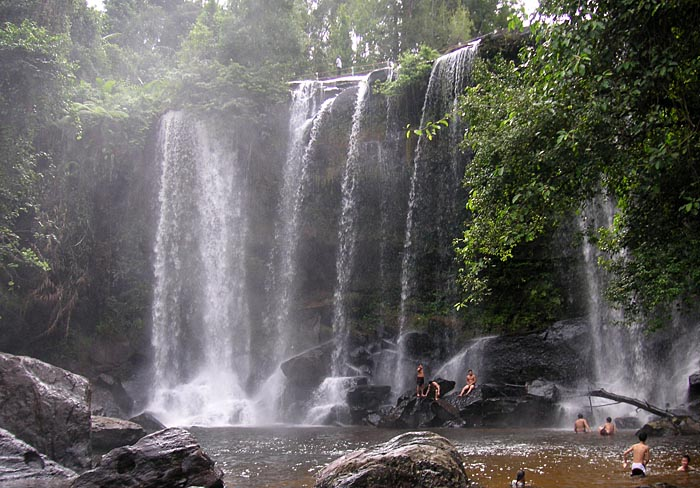
Cascada en Phnom Kulen

La media anual de precipitaciones se sitúa entre 1.000 y 1.500 mm, y las mayores cantidades se registran en el sureste. Las precipitaciones de abril a septiembre en la zona de la cuenca del Tonlé Sap y las tierras bajas del Mekong alcanzan una media anual de 1.300 a 1.500 mm, pero la cantidad varía considerablemente de un año a otro. Las precipitaciones en la cuenca aumentan con la altitud. Es más intensa en las montañas que bordean la costa en el suroeste, que reciben desde 2.500 mm (98,4 in) hasta más de 5.000 mm (196,9 in) de precipitaciones anuales cuando el monzón del suroeste llega a la costa.
Esta zona de mayores precipitaciones drena en su mayor parte hacia el mar; sólo una pequeña cantidad va a parar a los ríos que desembocan en la cuenca. La humedad relativa es alta durante todo el año; suele superar el 90%. Durante la estación seca, los índices de humedad diurna se sitúan en torno al 50% o ligeramente por debajo, subiendo hasta cerca del 90% durante la estación lluviosa.

### Hidrografía

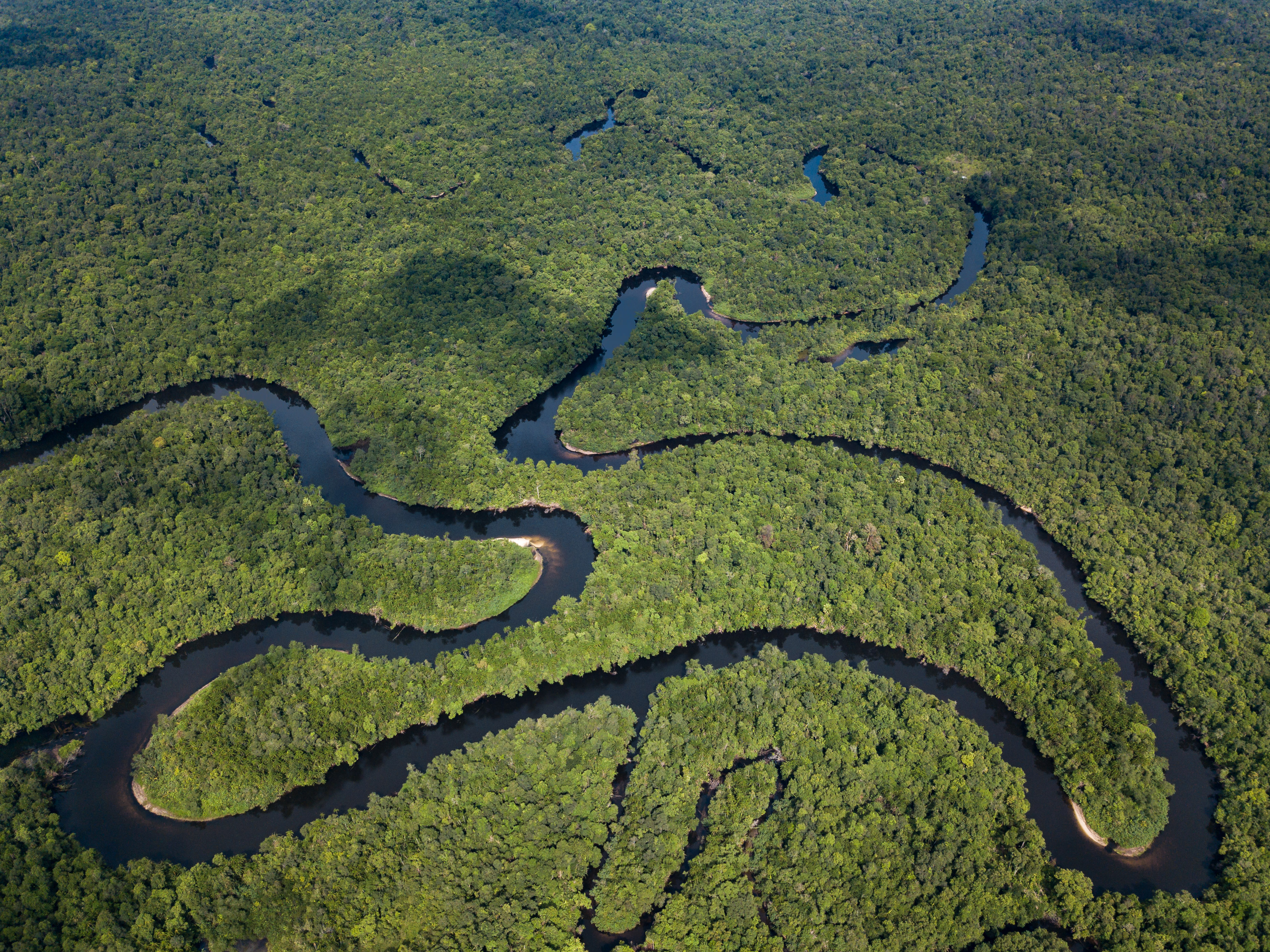
Parque nacional de Cardamom del Sur

El río Mekong y sus afluentes constituyen uno de los mayores sistemas fluviales del mundo. El Tonle Sap central, el Gran Lago, tiene varios ríos de entrada, el más importante de los cuales es el Tonle Sap, que aporta el 62% del suministro total de agua durante la estación lluviosa. Las precipitaciones directas sobre el lago y los demás ríos de la subcuenca aportan el 38% restante. Los principales ríos son el Sen, el Sreng, el Stung Pouthisat, el Sisophon, el Mongkol Borei y el Sangkae.
Los ríos más pequeños del sureste, los montes Cardamomo y la cordillera del Elefante forman divisorias de drenaje separadas. Hacia el este, los ríos desembocan en el Tonle Sap, mientras que en el suroeste los ríos desembocan en el golfo de Tailandia. Hacia las laderas meridionales de los Montes Elefantes, pequeños ríos fluyen hacia el sureste por el lado oriental de la divisoria.
El río Mekong fluye hacia el sur desde la frontera entre Camboya y Laos hasta un punto al sur de Kratié (ciudad), donde gira hacia el oeste durante unos 50 km y luego hacia el suroeste, en dirección a Phnom Penh. Extensos rápidos discurren al norte de la ciudad de Kratie. A partir de la provincia de Kampong Cham, la pendiente es muy suave y el río se inunda durante las crecidas. 

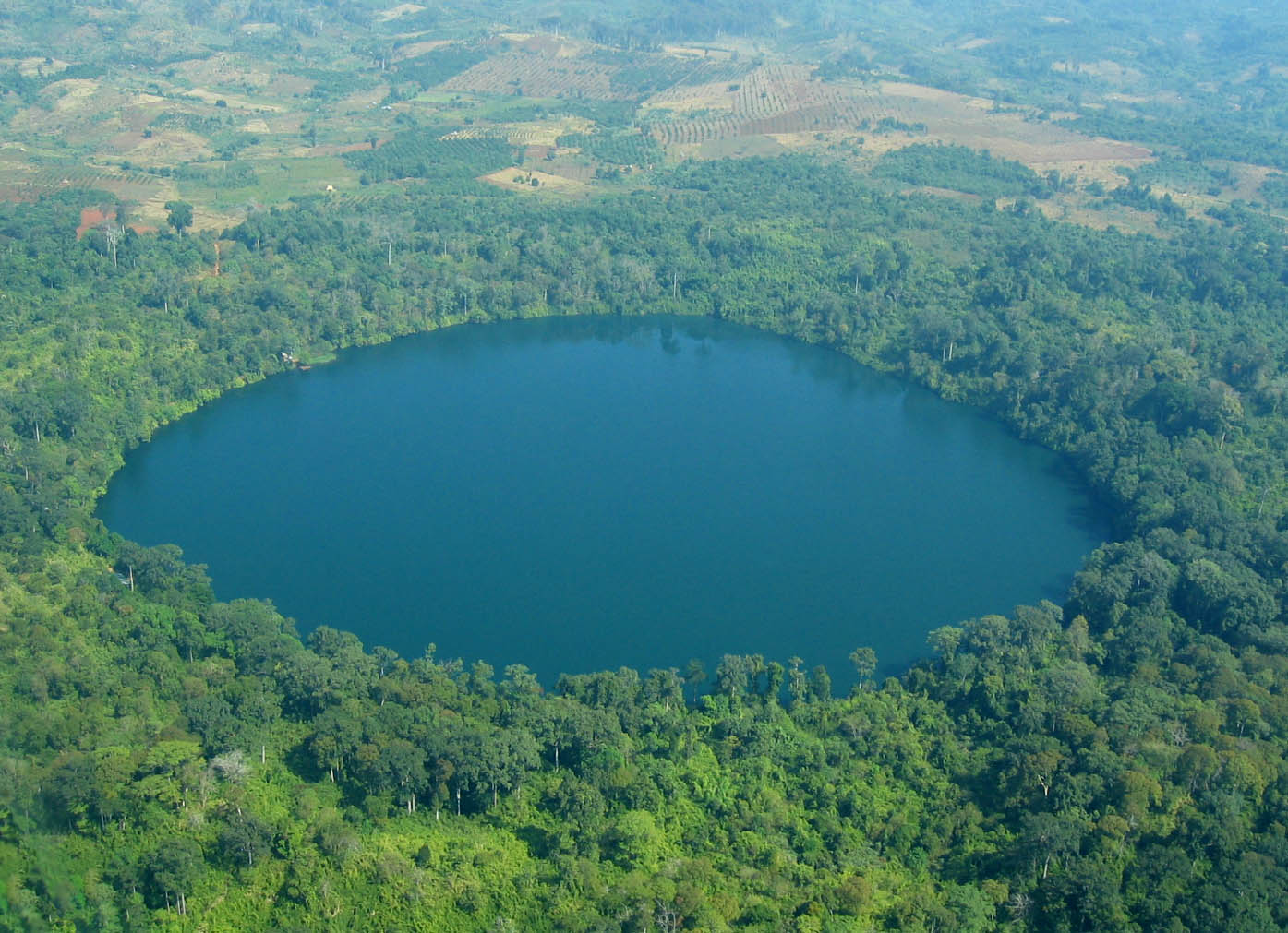
Lago Yak Loum

De junio a noviembre se producen roturas en los diques naturales que se han construido a lo largo de su curso. En Phnom Penh confluyen cuatro grandes cursos de agua en un punto llamado Chattomukh (Cuatro Caras). El río Mekong fluye desde el noreste y el Tonle Sap -que emana del Tonle Sap- fluye desde el noroeste. Se dividen en dos canales paralelos, el río Mekong propiamente dicho y el río Bassac, y fluyen independientemente por las zonas del delta de Camboya y Vietnam hasta el mar de China Meridional.
El flujo de agua hacia el Tonle Sap es estacional. En primavera, el caudal del río Mekong, alimentado por las lluvias monzónicas, aumenta hasta un punto en que sus salidas por el delta no pueden manejar el enorme volumen de agua. En este punto, el agua empuja hacia el norte por el río Tonle Sap y desemboca en el lago Tonle Sap, aumentando así el tamaño del lago de unos 2.590 kilómetros cuadrados (1.000 millas cuadradas) a unos 24.605 kilómetros cuadrados (9.500 millas cuadradas) en el punto álgido de la inundación. Una vez que las aguas del Mekong alcanzan su nivel máximo -cuando sus canales aguas abajo pueden absorber el volumen de agua-, el flujo se invierte y el agua sale del lago desbordado.

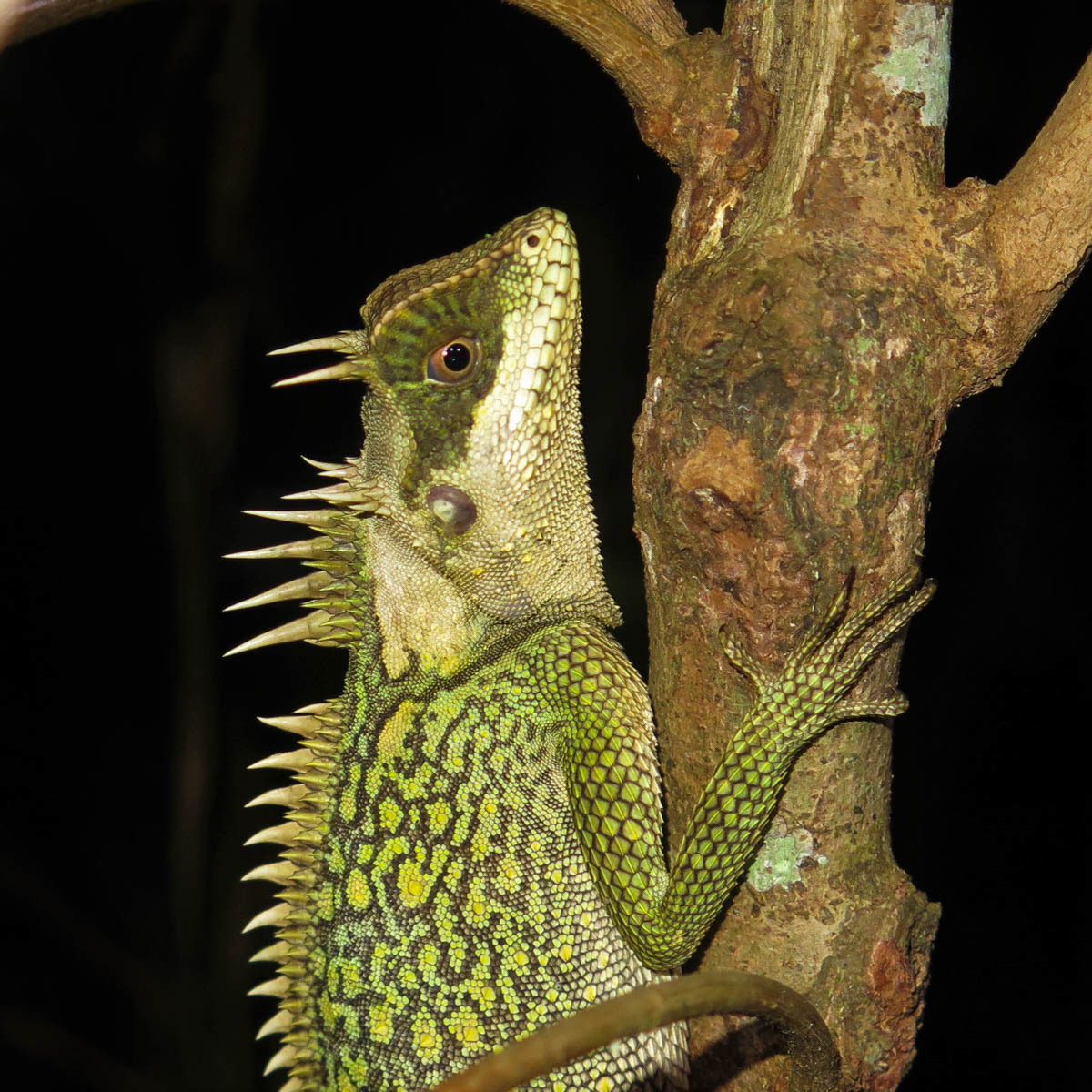
Acanthosaura cardamomensis una especie de lagarto agámido en el oeste de Camboya

A medida que el nivel del Tonle Sap retrocede, deposita una nueva capa de sedimentos. La inundación anual, combinada con un drenaje deficiente inmediatamente alrededor del lago, transforma la zona circundante en pantanos, inutilizables para fines agrícolas durante la estación seca. El sedimento depositado en el lago durante la fase de crecida del Mekong parece ser mayor que la cantidad arrastrada posteriormente por el río Tonle Sap. Parece que el lago se está sedimentando gradualmente; durante el estiaje, sólo tiene 1,5 m de profundidad, mientras que en la fase de crecida su profundidad oscila entre 10 y 15 m.

### Fauna y flora
El 23.7 % del territorio camboyano se encuentra protegido, siendo uno de los porcentajes más altos de la región. En 2003 la superficie forestal protegida ascendía a 43.259 km² de un total forestal de 93.350 km², que corresponde al 50,2 % del total nacional. Cerca de la mitad del país está cubierta por bosque. Sin embargo, una alarmante tasa de deforestación del 0.58% pone en peligro la biodiversidad camboyana.
La fauna de Camboya es muy diversa, con al menos 162 especies de mamíferos, 600 especies de aves, 176 especies de reptiles (incluidas 89 subespecies), 900 especies de peces de agua dulce, 670 especies de invertebrados y más de 3.000 especies de plantas. Se sabe que una única zona protegida, el Santuario de Vida Silvestre de Keo Seima, alberga más de 950 especies en total, incluidas 75 especies que figuran como amenazadas a nivel mundial en la Lista Roja de la UICN. Una cantidad desconocida de especies aún no ha sido descrita por la ciencia, especialmente el grupo de insectos de las mariposas y polillas, conocidos colectivamente como lepidópteros.

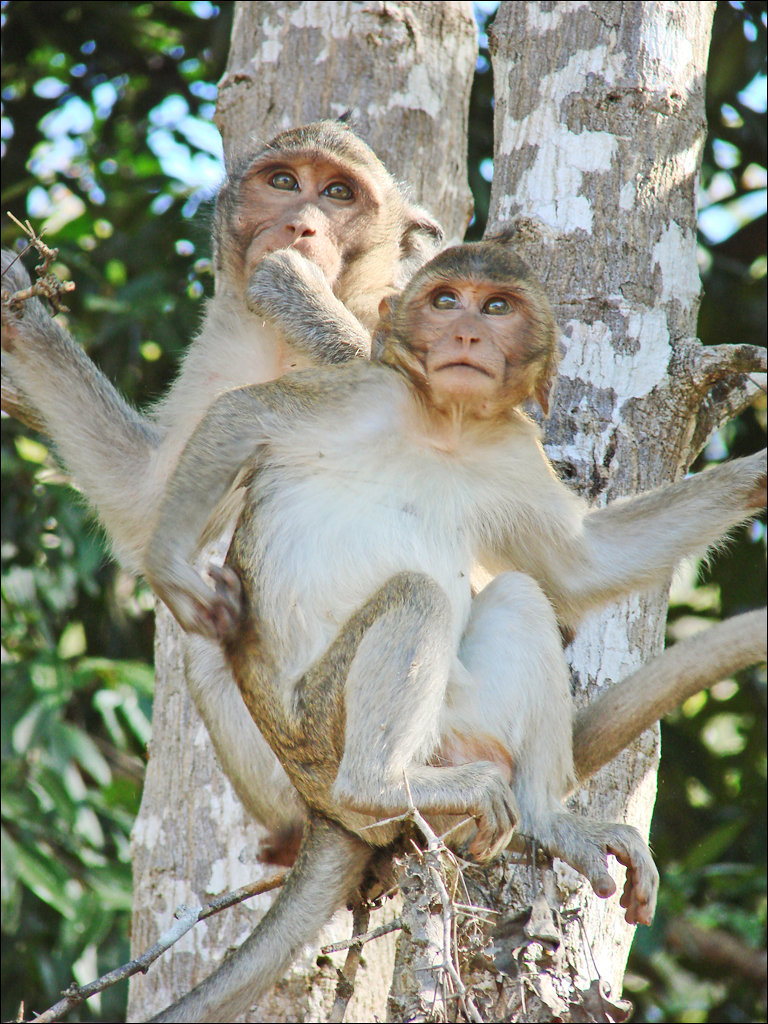
Macacos Cangrejeros (Macaca fascicularis) en Camboya

Muchas especies de Camboya, incluidas varias endémicas, están reconocidas por la UICN o la Unión Mundial para la Naturaleza como amenazadas, en peligro o en peligro crítico debido a la deforestación y la destrucción del hábitat, la caza furtiva, el comercio ilegal de vida salvaje y las concesiones agrícolas, pesqueras y forestales. La caza furtiva intensiva puede haber llevado ya al animal nacional de Camboya, el kouprey, a la extinción, a los tigres salvajes a la extirpación, y los ciervos de Eld, los búfalos de agua salvajes y los ciervos porcinos se encuentran en números críticamente bajos.
La fauna de Camboya incluye dholes, elefantes, ciervos (sambar, ciervo de Eld, ciervo porcino y muntjac), bueyes salvajes (banteng y gaur), panteras, osos y tigres. También hay cormoranes, grullas, ibis, loros, pavos reales, faisanes y patos salvajes, y numerosas especies de serpientes venenosas y constrictoras. La deforestación, las actividades mineras y la caza no regulada han mermado rápidamente la diversidad de la fauna salvaje del país.
Camboya también tiene muchas especies en peligro, como el elefante asiático, el cocodrilo siamés, el búfalo de agua salvaje y el langur plateado de Germain.
Se está trabajando mucho en este campo para ayudar a conservar y proteger la fauna única de Camboya. Entre las organizaciones de conservación de la fauna que operan en Camboya se encuentran Conservation International, World Wildlife Fund, Wildlife Conservation Society, Fauna and Flora International, BirdLife International, Wildlife Alliance y muchas otras. El 20 de diciembre de 2016 se informó de la existencia de 163 nuevas especies animales en el Sudeste Asiático, entre ellas una conocida como tritón klingon por su parecido con un klingon de Star Trek.

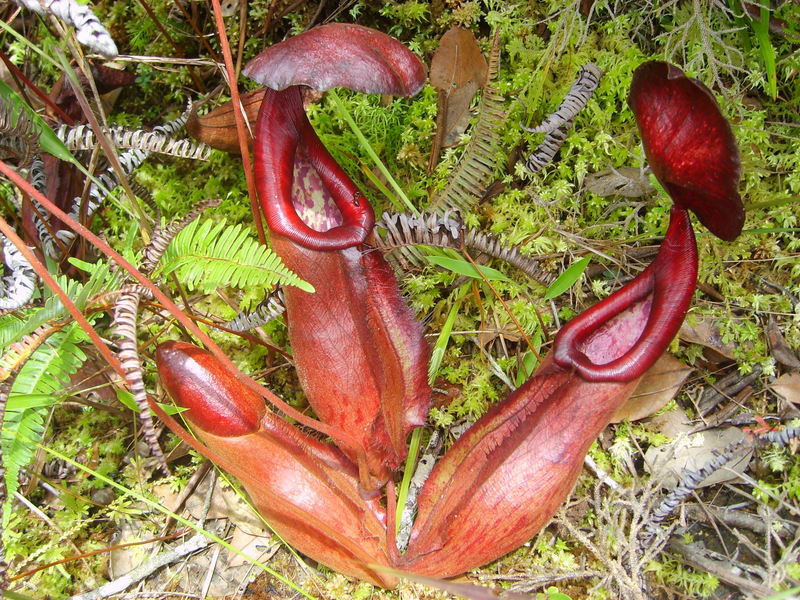
Nepenthes bokorensis una planta tropical endémica de Camboya.

Camboya cuenta con más de 3.000 especies de plantas identificadas, muchas de ellas endémicas de ecosistemas locales únicos, como la llanura aluvial del Tonlé Sap, los bosques de las montañas Cardamomo y Dâmrei y las llanuras elevadas.
- La flor nacional de Camboya es la flor rumdul, oficialmente Mitrella mesnyi.
- El palo de queso blanco, también conocido como rumdul, es la flor oficial de la provincia de Sisaket.

Varias especies de plantas de Camboya son raras o están en peligro de extinción:
- Nepenthes bokorensis, una de las dos plantas de jarra endémicas de Camboya. Crece en los montes Dâmrei.
- Aquilaria crassna, o chankreussna, es una especie arbórea apreciada por su perfume que actualmente se encuentra en peligro crítico.
- Cinnamomum cambodianum especie no perfumada de canelo endémica de los bosques camboyanos, principalmente de los montes Cardamomo y Dâmrei. Puede que también esté presente en Tailandia, en la región fronteriza entre Camboya y Tailandia, en el noreste. En peligro por la tala ilegal.

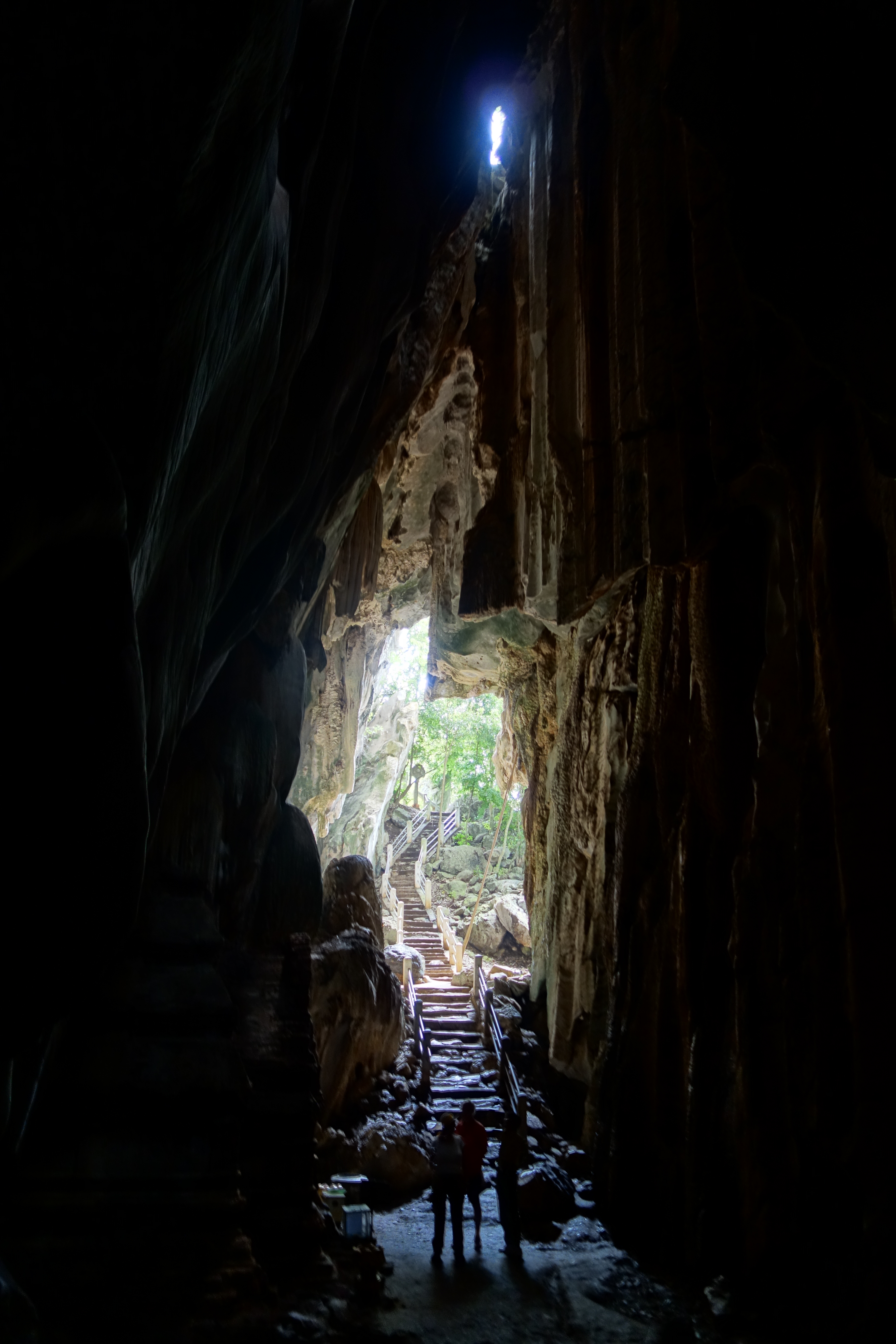
Cueva en la provincia de KamPot

### Geología
El sudeste asiático continental está formado por bloques continentales alóctonos procedentes de Gondwanalandia. Entre ellos se encuentran los bloques de China Meridional, Indochina, Sibumasu y Birmania Occidental, que se amalgamaron para formar el continente del Sudeste Asiático durante los periodos Paleozoico y Mesozoico.
La estructura geológica actual del sur de China y el sudeste asiático se ha determinado como la respuesta a la colisión "indo-siniana" en el sudeste asiático durante el Carbonífero. A la orogenia indo-siniana siguió la extensión del bloque indo-chino, la formación de cuencas de rift y el hundimiento térmico durante el Triásico temprano.
El bloque continental de Indochina, que está separado del bloque de China meridional por la zona de sutura Jinshajiang-Ailaoshan, es una amalgama de los terranos Viet-Lao, Khorat-Kontum, Uttaradit (UTD) y Chiang Mai-West Kachin, todos ellos separados por zonas de sutura o zonas de cizalla dúctil. La zona de Khorat-Kontum, que incluye el oeste de Laos, Camboya y el sur de Vietnam, está formada por el complejo metamórfico de Kontum, depósitos marinos poco profundos paleozoicos, rocas volcánicas del arco pérmico superior y rocas sedimentarias terrígenas mesozoicas.
Las llanuras centrales están formadas principalmente por arenas, margas y arcillas cuaternarias, mientras que la mayor parte de las regiones montañosas del norte y la región costera están compuestas en gran parte por granito cretácico, piedras triásicas y formaciones de arenisca jurásicas.

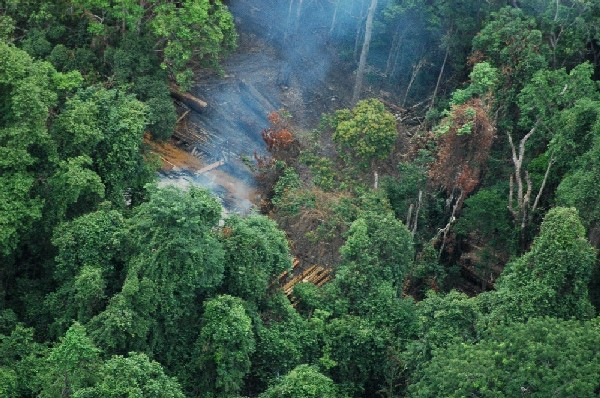
Tala ilegal en las montañas de Cardamomo, provincia de Koh Kong, Camboya.

### Cuestiones medioambientales
El mayor problema medioambiental de Camboya desde la década de 1980 ha sido la tala de árboles. En 1995, el gobierno de Hun Sen promulgó una nueva ley medioambiental que se consideró un primer paso hacia un uso más sostenible de los bosques y otros recursos de Camboya; a finales de 1996, se prohibió la exportación de troncos enteros. Sin embargo, el gobierno siguió otorgando concesiones de forma generalizada; en su punto álgido, a finales de 1997, el 35% del territorio nacional total de Camboya estaba abierto a la tala, lo que equivalía a casi toda la superficie forestal fuera de las zonas protegidas. Según un informe del Banco Mundial de 1998, la cubierta forestal de Camboya disminuyó del 73% al 58% entre 1969 y 1997.
A su vez, de las zonas forestales que quedaban en 2011, más del 60% habían sido taladas en 2022.
Desde finales de la década de 1990, los donantes extranjeros fueron cada vez más conscientes del problema y presionaron al Gobierno camboyano. Por ello, desde 1999 se han endurecido las medidas contra los madereros ilegales: desde enero de 2002, se han congelado todas las concesiones otorgadas para la tala. 

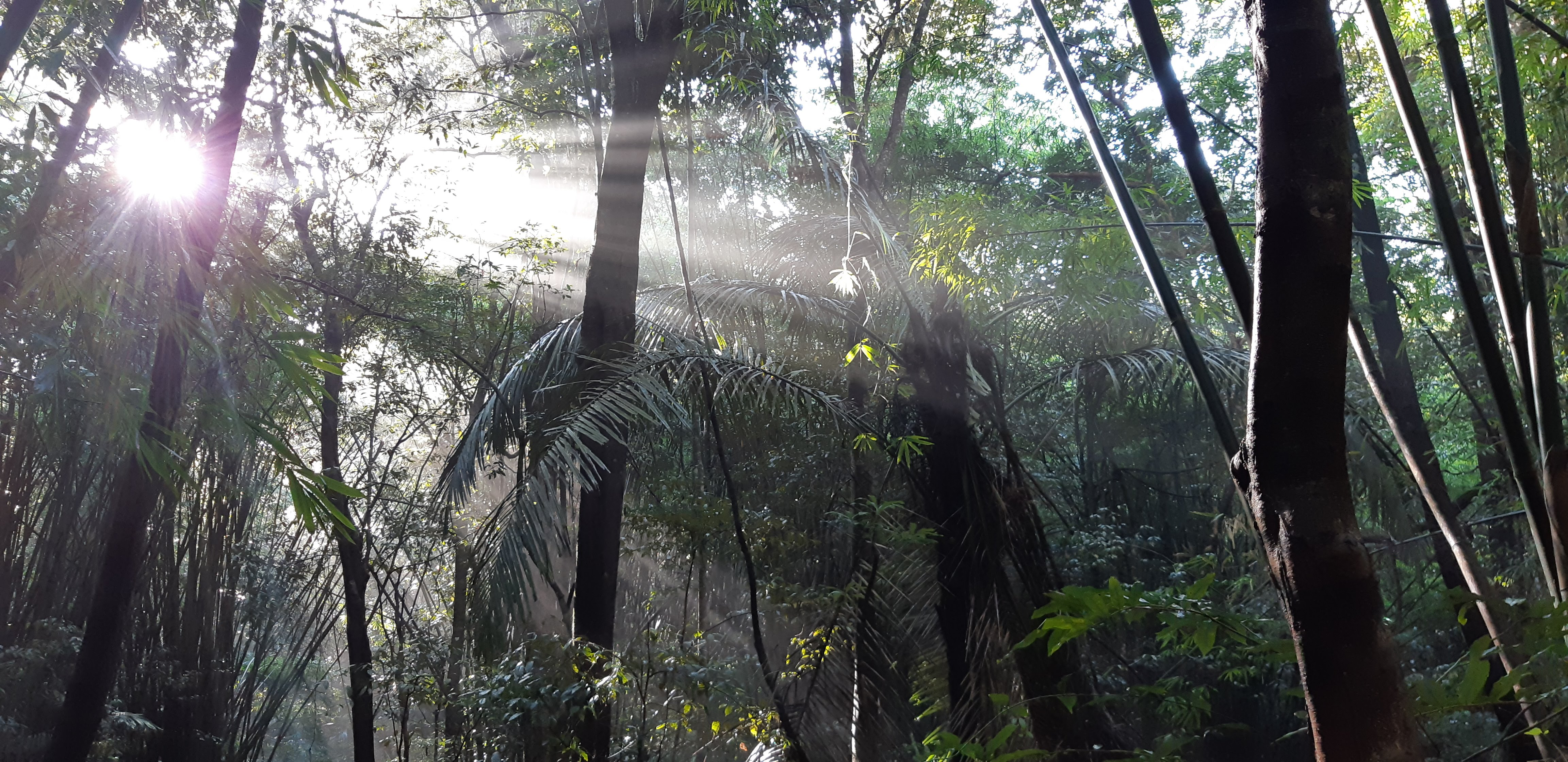
Bosque mixto de bambú y semiperennifolio en el Santuario de Vida Silvestre de Keo Seima

Esta medida se elude, por un lado, continuando la tala ilegal a pequeña escala y, por otro, solicitando concesiones para plantaciones de cultivos comerciales que quedan sin utilizar y sólo sirven de excusa para la tala rasa. La corrupción y el enriquecimiento personal de funcionarios influyentes o miembros de la cúpula militar son parte del problema. Algunas organizaciones también operan desde países vecinos. Desde las provincias de Oddar Meanchey, Battambang, Pursat y Koh Kong, la madera talada se pasa de contrabando a través de la frontera con Tailandia, y desde Ratanakiri y Mondulkiri a Vietnam. También ocurre que se intimida a los críticos y se asesina a los guardas forestales.
La consecuencia de la tala extensiva es la erosión, por ejemplo de los manglares de la costa, que son víctimas de la producción de carbón vegetal y de las piscifactorías de gambas. El lavado del suelo provoca el aterramiento de las aguas continentales. Especialmente afectado está el Tonle Sap, cuya profundidad media durante la estación seca ya ha disminuido de 50 cm en 1960 a 30 cm en 1993, mientras que la sedimentación anual se ha duplicado en el mismo periodo. 

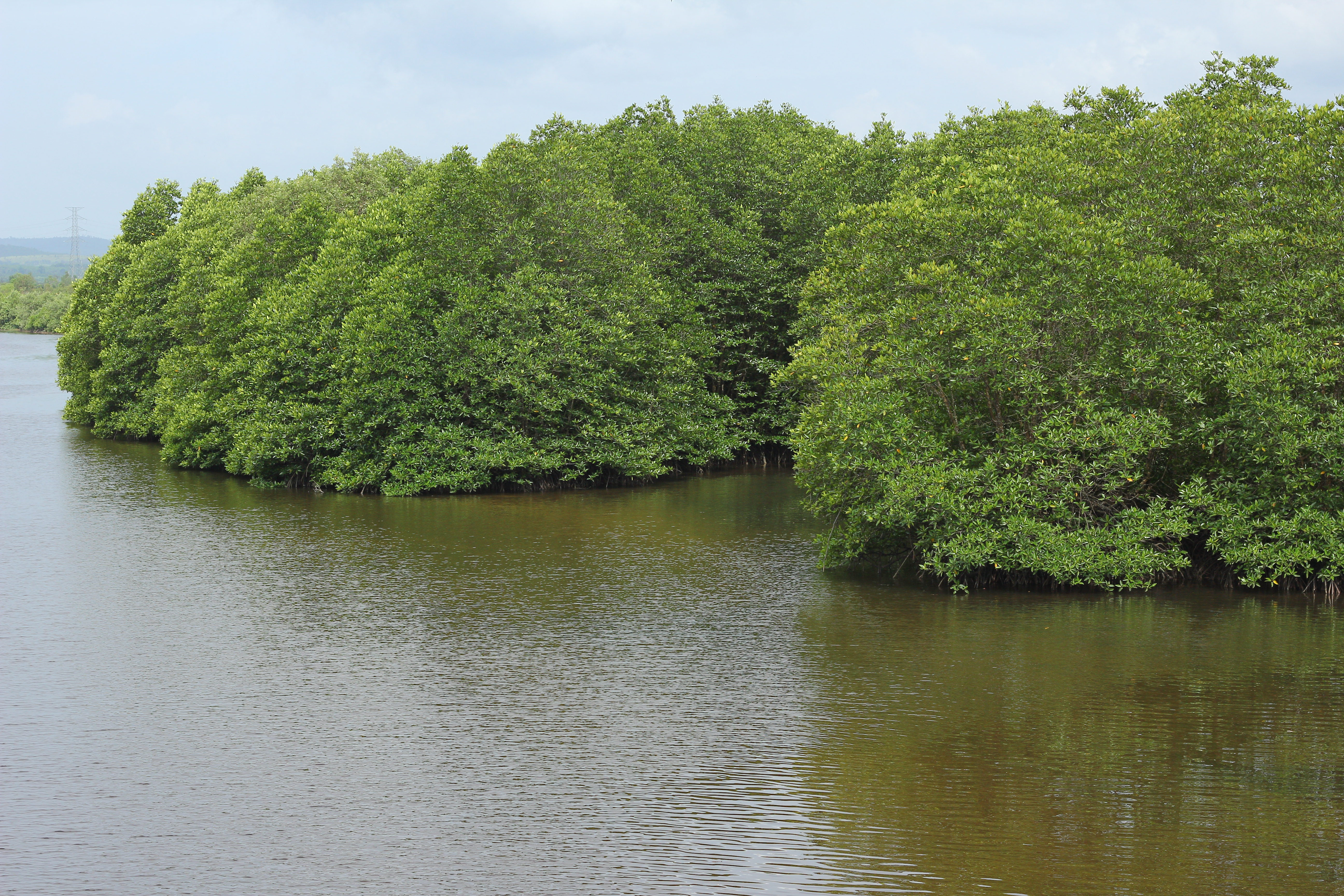
Manglares en la provincia de Sihanoukville (ក្រុងព្រះសីហនុ)

El Mekong también transporta grandes cantidades de sedimentos, que toma de las zonas deforestadas principalmente durante las lluvias monzónicas. Los proyectos de presas en los afluentes chinos del Mekong también ponen en peligro la abundancia de peces y perjudican la redeposición de suelo fértil en las orillas. También se ven afectados los habitantes que viven del bosque, por ejemplo recogiendo la savia de los árboles.
Aunque la contaminación fue limitada hasta los años 2000, la calidad del agua de los ríos y lagos, sobre todo en la capital Phnom Penh, disminuyó en la década siguiente. La ciudad también se ve afectada por la contaminación atmosférica. El turismo causa problemas por la eliminación inadecuada de residuos plásticos y botellas en todo el país.
A partir de mediados de la década de 2000, un total de 15 de los 25 lagos que rodean la capital, Phnom Penh, fueron rellenados o desecados antes de 2022; grandes extensiones de las antiguas zonas húmedas se han convertido en desiertos de construcción. Como consecuencia, la ciudad carece de cuencas de retención naturales y embalses para las masas de agua durante la estación lluviosa. Según la organización conservacionista Madre Naturaleza, una de las consecuencias es que las inundaciones tienen un impacto más grave.

## Economía

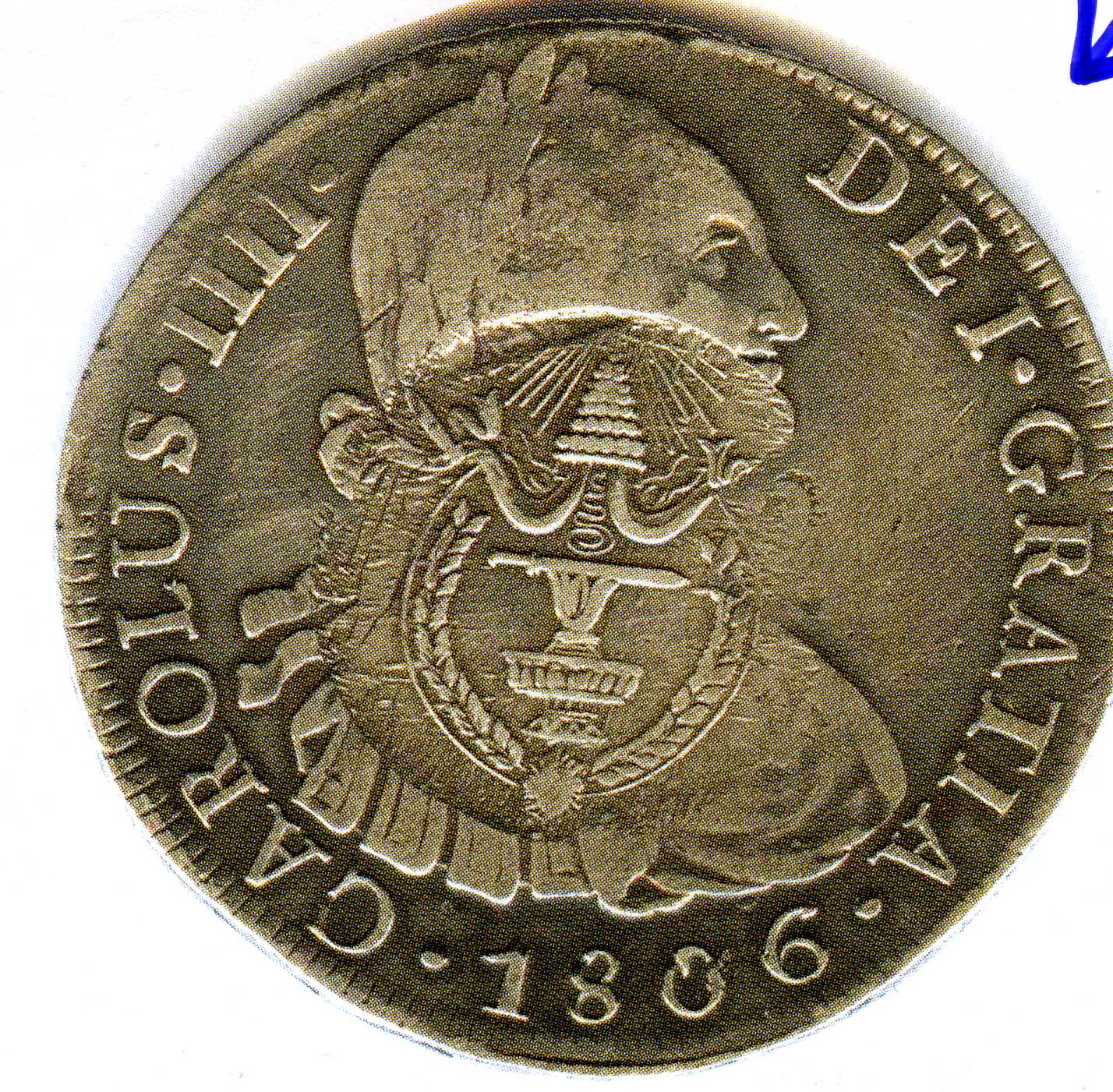
Moneda de 8 reales españoles utilizada en Camboya con resello que contiene una pagoda budista.

### Economía durante el protectorado francés
Durante el protectorado la dominación francesa fue tal que todas las monedas que circulaban en todo el territorio eran acuñadas en París y Bruselas. Antes del reinado de Norodom I existían muy pocas monedas en circulación, las cuales eran acuñadas por los budistas, y solían ser de cobre y plata. Para las principales transacciones se utilizaban las monedas de ocho reales españolas de Carlos III-IV y Fernando VII provenientes de las islas Filipinas. Para brindarle carácter oficial y garantía de buena plata estas piezas eran contramarcadas con una pagoda budista. Con este resello también se conocen algunas monedas con fecha 1852 – 55 del rey Luis Napoleón. Existen piezas del rey Norodom I con leyenda “UNA PIASTRA. UN PESO”, que eran equivalentes a 5 francos franceses, 8 reales españoles o 5 pesetas.

### Economía actual
La economía de Camboya se detuvo considerablemente entre 1972 y 1989. En 1999, después de treinta años consecutivos de guerra, la economía de Camboya progresó gracias a reformas realizadas, obteniendo a finales de aquel año un crecimiento del 5 %. A pesar de las severas inundaciones, el PIB creció el 5 % el año siguiente, el 6,3 % en 2001 y el 5,2 % en 2002. En 2005 se registró un crecimiento del 13,5 %. El turismo ha sido la industria de mayor crecimiento en Camboya a partir del año 2000. De los 154 000 extranjeros que visitaron el país en 1993, se pasó a 1 700 000 en 2005, un 20 % más que el año anterior. Gastaron 1400 millones de dólares, es decir el doble de lo que el gobierno recibe por los impuestos.
Recientemente se han encontrado grandes reservas de gas y de petróleo en sus aguas territoriales. Pero aún con este sólido crecimiento, el desarrollo a largo plazo de la economía después de décadas de guerra continúa siendo un gran desafío.
La población carece de escolaridad, particularmente en las zonas rurales, y sufre de una falta crónica de infraestructura básica. El país sigue en su periodo de posguerra con todo lo que ello implica, como pobreza, desempleo y epidemias. La explotación y la prostitución infantil son problemas particularmente agudos en algunas regiones del país. El miedo a la nueva situación política y a la corrupción gubernamental desalientan las inversiones extranjeras y demoran la ayuda externa.
La corrupción y la falta de profesionales cualificados son a su vez serios lastres del mercado laboral camboyano. La actual unidad monetaria camboyana es el riel camboyano, aunque anteriormente han circulado la piastra de Indochina Francesa, el franco camboyano y el tical camboyano.

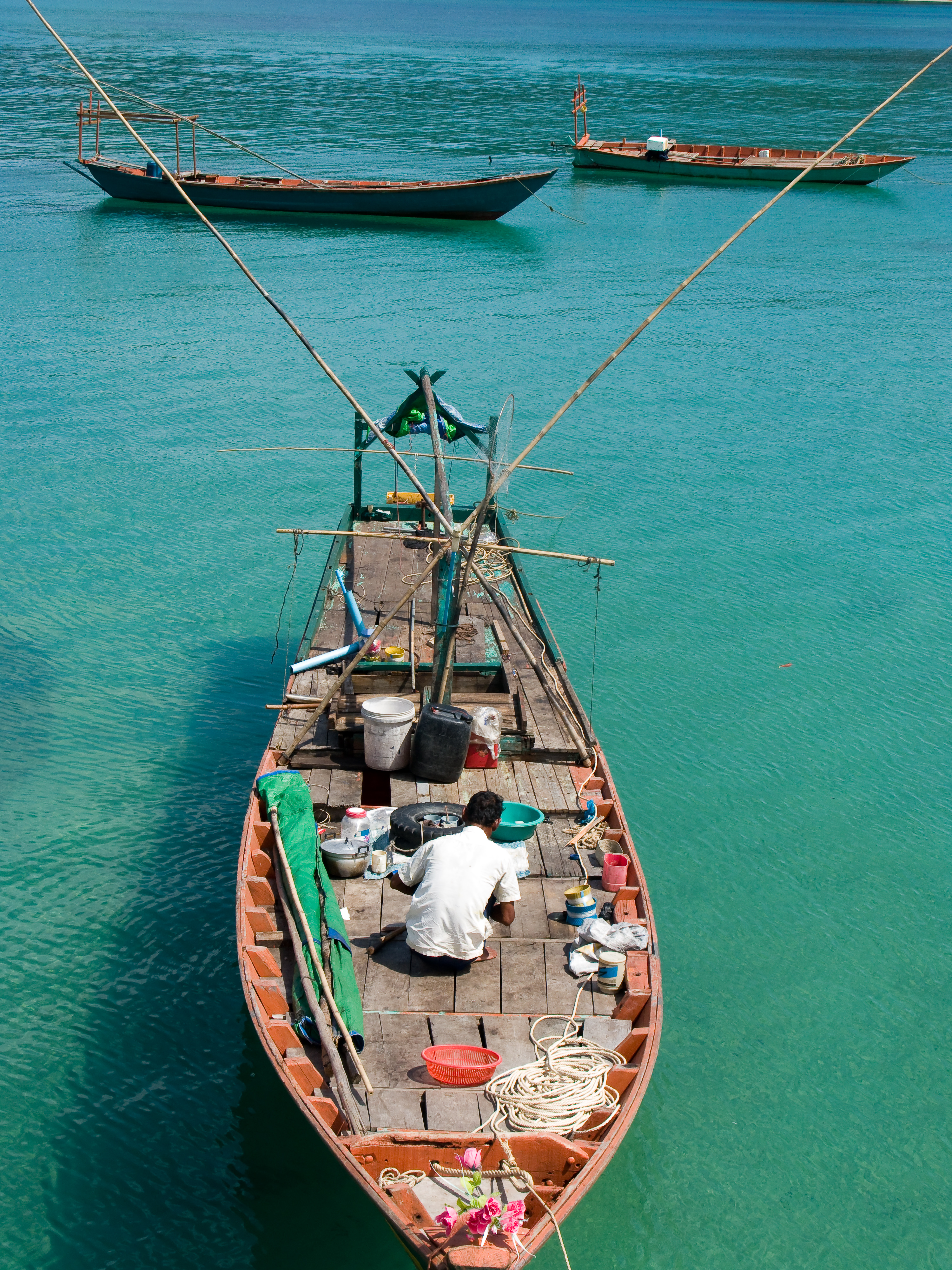
Un pescador camboyano en su bote

Las olas de sequías e inundaciones están empujando a decenas de miles de pequeños agricultores, a menudo muy endeudados, a buscar trabajo en las fábricas. Estas fábricas emplean "una mano de obra de adultos y niños", según investigadores de la Universidad de Londres en octubre de 2018, denunciando "una forma de esclavitud moderna". Según la Asociación de Derechos Humanos Licadho: "La gran mayoría de los trabajadores están encarcelados en servidumbre por deudas y, dado lo que ganan, a menudo son incapaces de pagar y su deuda aumenta a lo largo de los años. "Además, algunos jefes son violentos con sus empleados. Algunos, lo suficientemente ricos como para corromper a la policía y a las autoridades locales, no tienen por qué temer las represalias judiciales.
En Camboya, la semana laboral legal es de 48 horas y está prohibido el trabajo infantil de menos de 15 años. Sin embargo, debido a la falta de control y de sindicatos independientes, las semanas de trabajo de los trabajadores suelen superar las 60 horas semanales y los niños menores de 15 años se ven obligados a trabajar. Las huelgas a veces son severamente reprimidas: en enero de 2019, 1.200 trabajadores textiles en huelga fueron despedidos y en 2013 415 trabajadores de una fábrica de subcontratación de Nike sufrieron la misma suerte. Los dirigentes sindicales también están encarcelados.

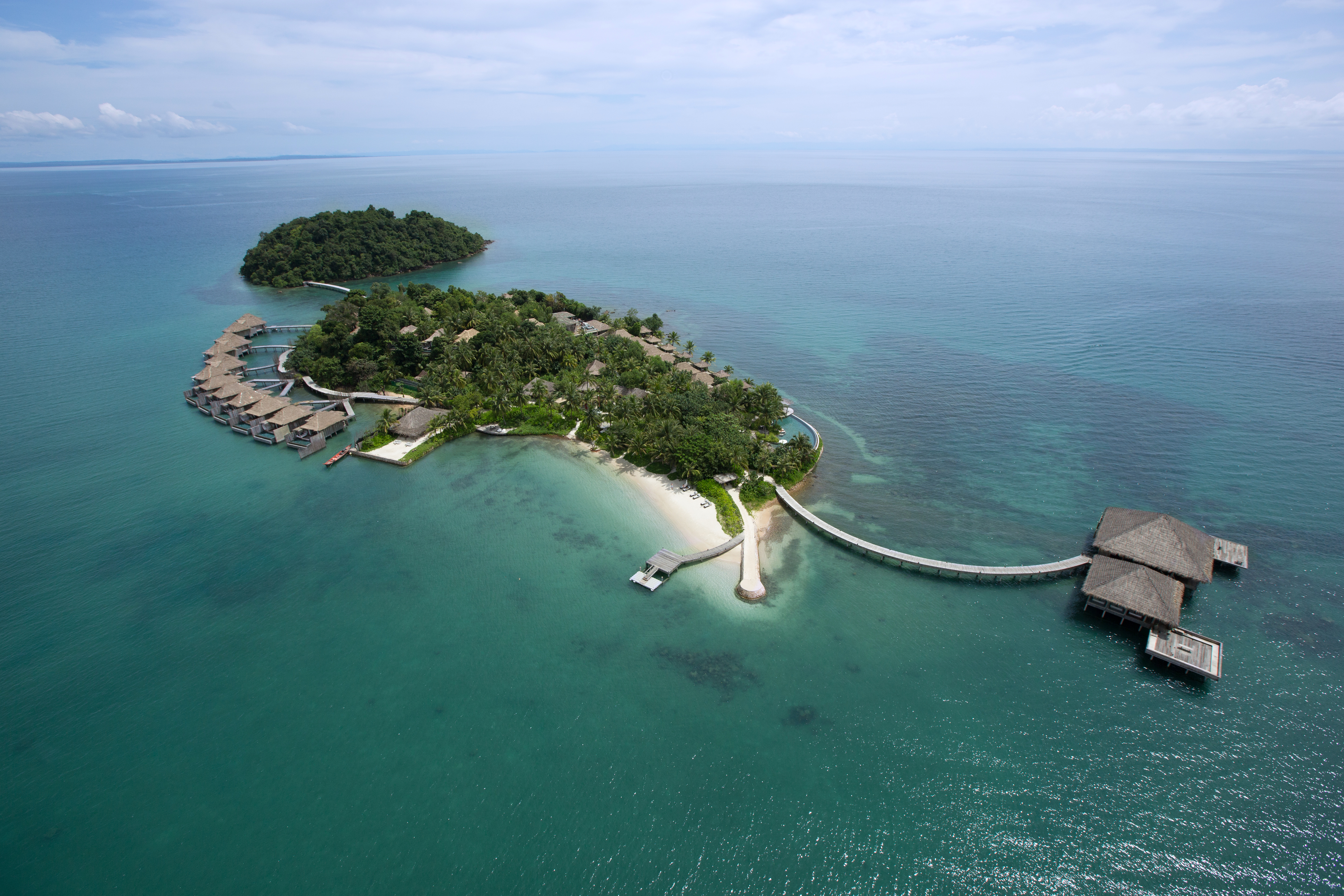
Complejo turístico en la isla de Song Saa

Según el Índice mundial de innovación, a cargo de la Organización Mundial de la Propiedad Intelectual, en 2024, Camboya se ubicó en lugar 103 en innovación entre 133 países del mundo; mientras que en 2023 ocupó el lugar 101 y el lugar 97 en 2022.

### Turismo
La industria turística es la segunda mayor fuente de divisas del país después de la industria textil. Las llegadas de visitantes internacionales en 2018 superaron los seis millones, multiplicándose por diez desde principios del siglo XXI. El turismo emplea al 26% de la población activa del país, lo que se traduce en unos 2,5 millones de puestos de trabajo para los camboyanos.
Además de Phom Penh y Angkor Wat, otros destinos turísticos son Sihanoukville, en el suroeste, que cuenta con varias playas populares, y Battambang, en el noroeste, ambos lugares muy frecuentados por mochileros, que constituyen una parte importante de los visitantes de Camboya. Los alrededores de Kampot y Kep, incluida la estación de la colina de Bokor, también son de interés para los visitantes. El turismo ha aumentado de forma constante cada año en el período relativamente estable desde las elecciones de la APRONUC de 1993.

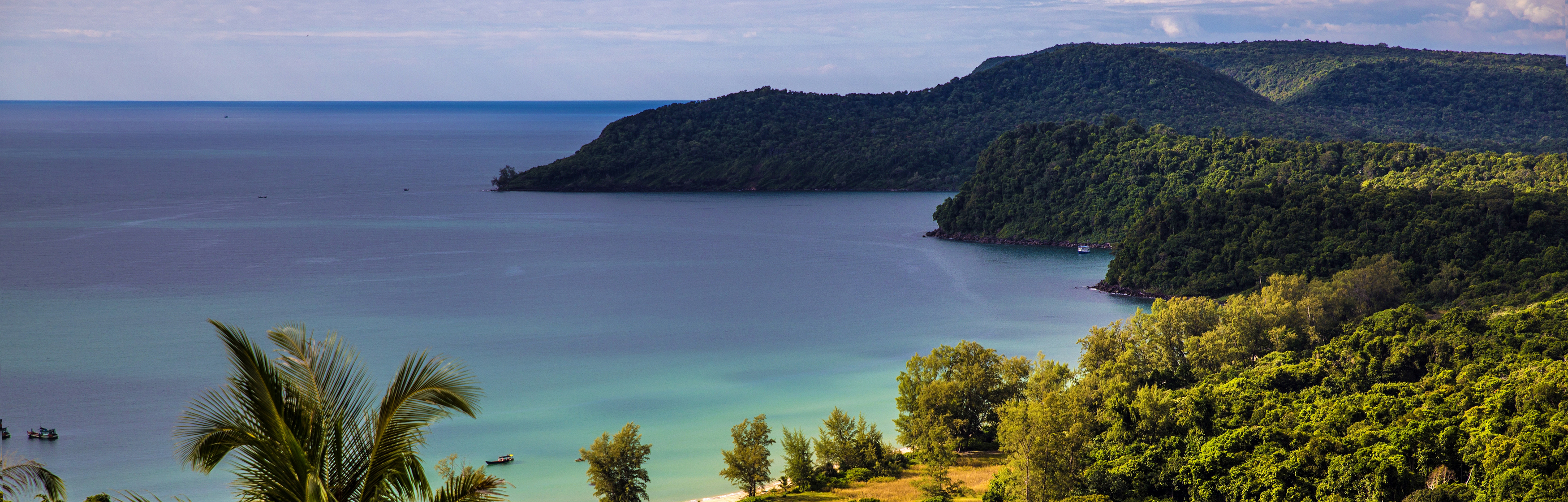
Isla de Koh Rong en Camboya

La mayoría de las llegadas internacionales en 2018 fueron desde China. Los ingresos por turismo superaron los 4.400 millones de dólares en 2018, lo que representa casi el diez por ciento del producto nacional bruto del reino. El parque histórico de Angkor Wat, en la provincia de Siem Reap, las playas de Sihanoukville, la capital, Phnom Penh, y los 150 casinos de Camboya (frente a solo 57 en 2014). son los principales atractivos para los turistas extranjeros.
Sin embargo, la reputación de Camboya como destino seguro para el turismo se ha visto lastrada por los disturbios civiles y políticos y varios ejemplos destacados de delitos graves cometidos contra turistas que visitan el reino.

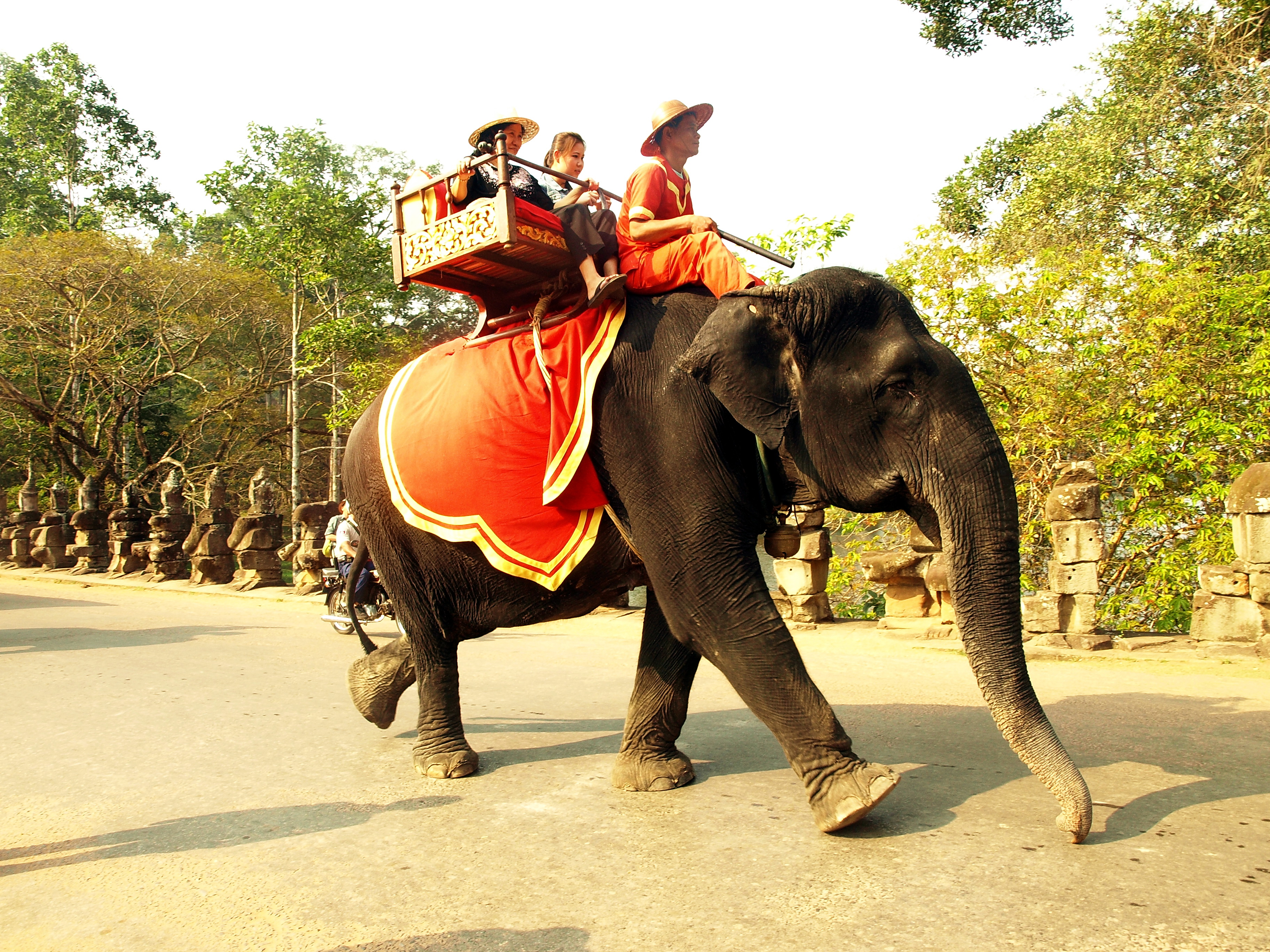
Paseo en un Elefante en Camboya

La industria de recuerdos turísticos de Camboya emplea a mucha gente en los alrededores de los principales lugares de interés. La cantidad de recuerdos que se producen no es suficiente para hacer frente al creciente número de turistas y la mayoría de los productos que se venden a los turistas en los mercados se importan de China, Tailandia y Vietnam. Algunos de los recuerdos producidos localmente son:
- Krama (pañuelo tradicional)
- Cerámica
- Jabón, velas, especias.[82]
- Tallas de madera, lacados, platos de plata.[83]
- Botellas pintadas con infusión de vino de arroz

### Industria Textil
La industria de la confección representa la mayor parte del sector manufacturero de Camboya, con un 80% de las exportaciones del país. En 2012, las exportaciones crecieron hasta los 4.610 millones de dólares, un 8% más que en 2011. En el primer semestre de 2013, la industria de la confección registró exportaciones por valor de 1.560 millones de dólares. El sector emplea a 335.400 trabajadores, de los cuales el 91% son mujeres.
Better Factories Cambodia se creó en 2001 como una asociación única entre la Organización Internacional del Trabajo (OIT) de la ONU y la Corporación Financiera Internacional (CFI), miembro del Grupo del Banco Mundial. El programa colabora con trabajadores, empleadores y gobiernos para mejorar las condiciones de trabajo e impulsar la competitividad de la industria de la confección. El 18 de mayo de 2018, el Comité Asesor del Proyecto (PAC) del Programa Better Factories Cambodia de la OIT se reunió en Phnom Penh para realizar aportaciones al borrador de conclusiones y recomendaciones de la evaluación intermedia independiente del BFC, así como para debatir opciones sobre cómo seguir reforzando la iniciativa de informes transparentes del programa.
Los miembros del Comité estuvieron de acuerdo con las conclusiones de la evaluación sobre el impacto del programa en el sector camboyano de la confección y en los trabajadores: a. contribuir al crecimiento general sostenido de la industria de la confección; b. mejorar la vida de al menos medio millón de trabajadores camboyanos de las fábricas del programa BFC y de muchos más miembros de sus familias; c. garantizar que los trabajadores reciban salarios correctos y prestaciones de protección social d. eliminar prácticamente el trabajo infantil en el sector e. hacer que las fábricas de confección de Camboya sean más seguras en general f. crear una "igualdad de condiciones" para la mano de obra en todo el sector de la confección g. influir en las prácticas empresariales mediante (1) el uso de datos de las fábricas para poner de relieve las áreas de mejora y (2) ser una parte fundamental de las estrategias de gestión de riesgos de las marcas/compradores internacionales.

### Agricultura
La agricultura representa el 22% del PIB de Camboya y emplea a unos 3 millones de personas.

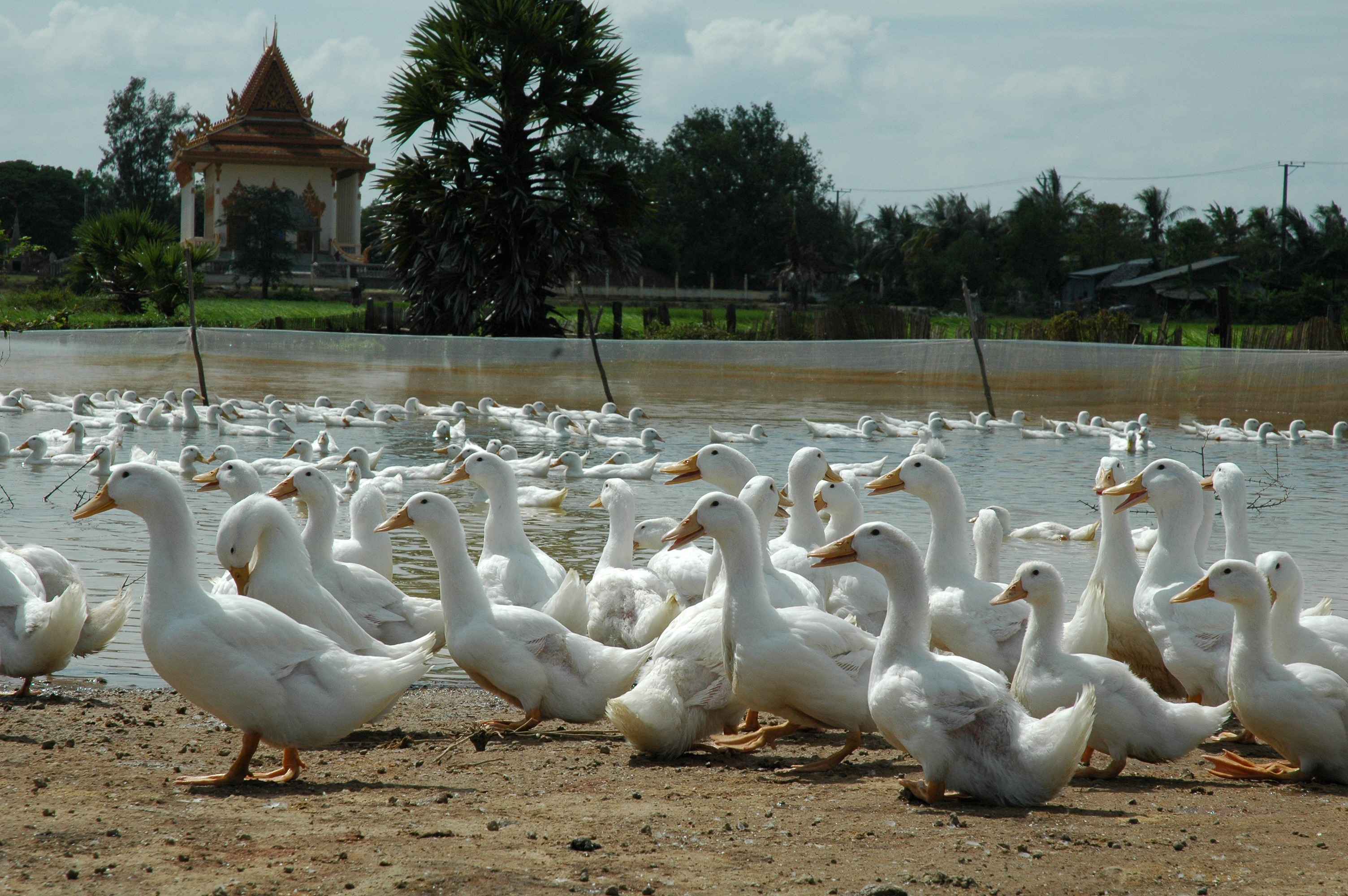
Aves de Corral en Camboya

La producción de arroz, un indicador económico vital en la sociedad agraria de Camboya, se quedó a menudo muy por debajo de los objetivos, provocando una grave escasez de alimentos en 1979, 1981, 1984 y 1987.
El objetivo del plan para la superficie total dedicada al cultivo de arroz en 1987 era de 1,77 millones de hectáreas, pero la superficie real cultivada en 1987 fue sólo de 1,15 millones de hectáreas. A partir de 1979 y hasta finales de la década de 1980, el sector agrícola registró malos resultados. Las condiciones climáticas adversas, la escasez de aperos de labranza y de animales de tiro, el personal inexperto e incompetente, los problemas de seguridad y las políticas de colectivización del gobierno contribuyeron a la baja productividad.
La colectivización del sector agrícola bajo el régimen de Heng Samrin incluyó la formación de grupos de solidaridad. Como pequeños grupos de personas que vivían en la misma localidad, se conocían entre sí y, en cierta medida, podían beneficiarse colectivamente de su trabajo, suponían una mejora con respecto a la deshumanización de los campos de trabajos forzados y la vida comunal de la época de Pol Pot. La organización de individuos y familias en grupos solidarios también tenía sentido en la Camboya de posguerra, pobre en recursos. Las personas que trabajaban juntas de esta forma podían compensar en cierta medida la escasez de mano de obra, animales de tiro y aperos de labranza.

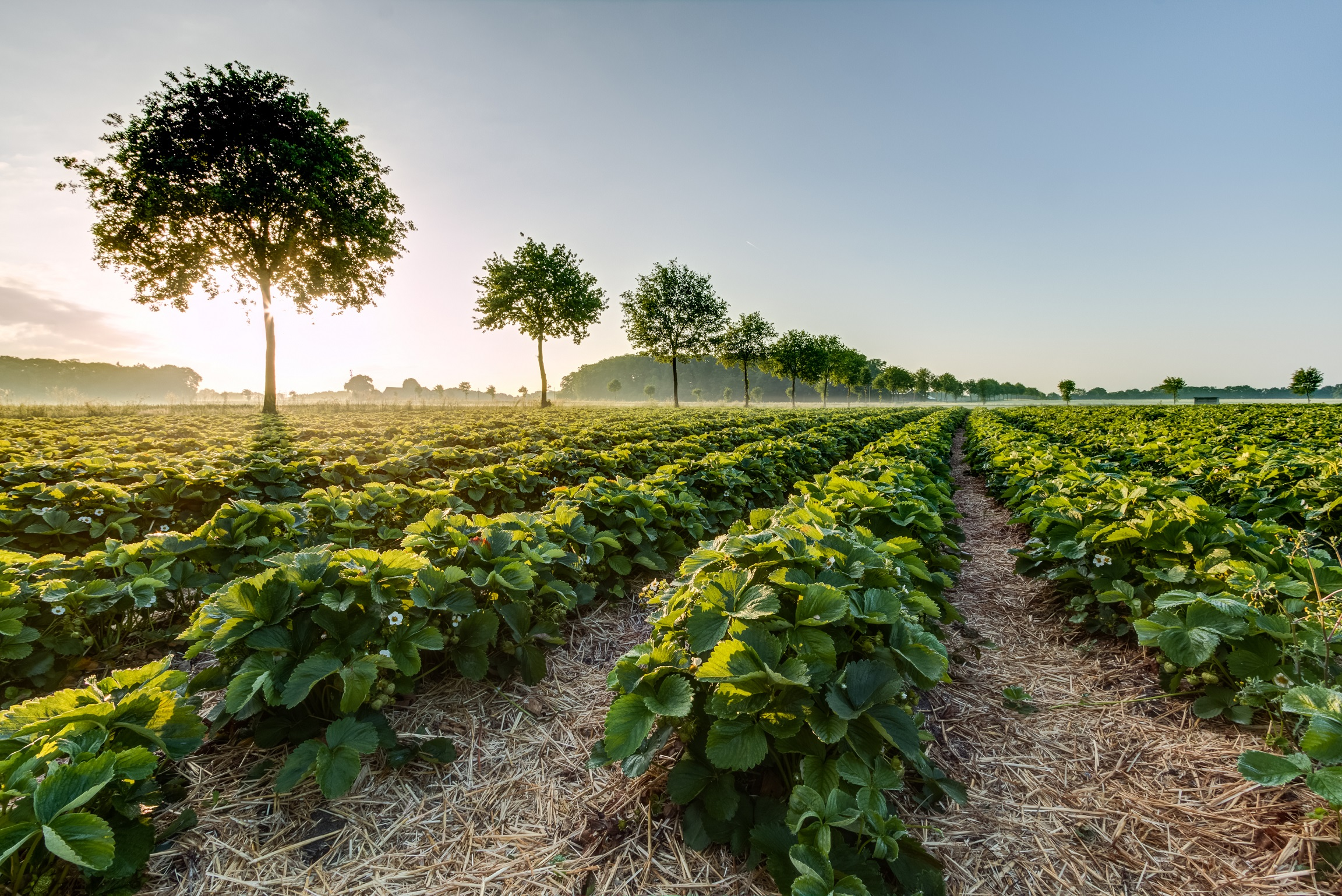
Un granja en la provincia de Kampot

En 1986, más del 97% de la población rural pertenecía a los más de 100.000 grupos de solidaridad del país. A diferencia de las grandes comunas de los Jemeres Rojos, los grupos de solidaridad eran relativamente pequeños. Inicialmente estaban formados por entre veinte y cincuenta familias, y posteriormente se redujeron a entre siete y quince familias. Los grupos eran una forma de "asociación de trabajo campesino", cuyos miembros seguían siendo propietarios de la tierra y de los frutos de su trabajo. Según un analista soviético, los grupos de solidaridad "unían orgánicamente" tres formas de propiedad: la tierra, que seguía siendo propiedad del Estado; los aperos de labranza y la cosecha, de propiedad colectiva; y la explotación campesina individual, cada una propiedad privada de una familia campesina.
En 1987, las estadísticas sobre la producción de arroz eran escasas y variaban según las fuentes. Las cifras del gobierno camboyano eran en general inferiores a las proporcionadas por la Organización de las Naciones Unidas para la Agricultura y la Alimentación (FAO) para el período comprendido entre 1979 y 1985.
Factores políticos y técnicos explican las discrepancias. La recopilación de datos en la nación devastada por la guerra fue difícil debido a la falta de personal capacitado. Además, a los representantes de las organizaciones internacionales y extranjeras de ayuda no se les permitía viajar más allá de Phnom Penh, salvo con un permiso especial, debido a problemas de seguridad y logística. Además, las fuentes internacionales y camboyanas utilizaron diferentes puntos de referencia para calcular la producción de arroz.

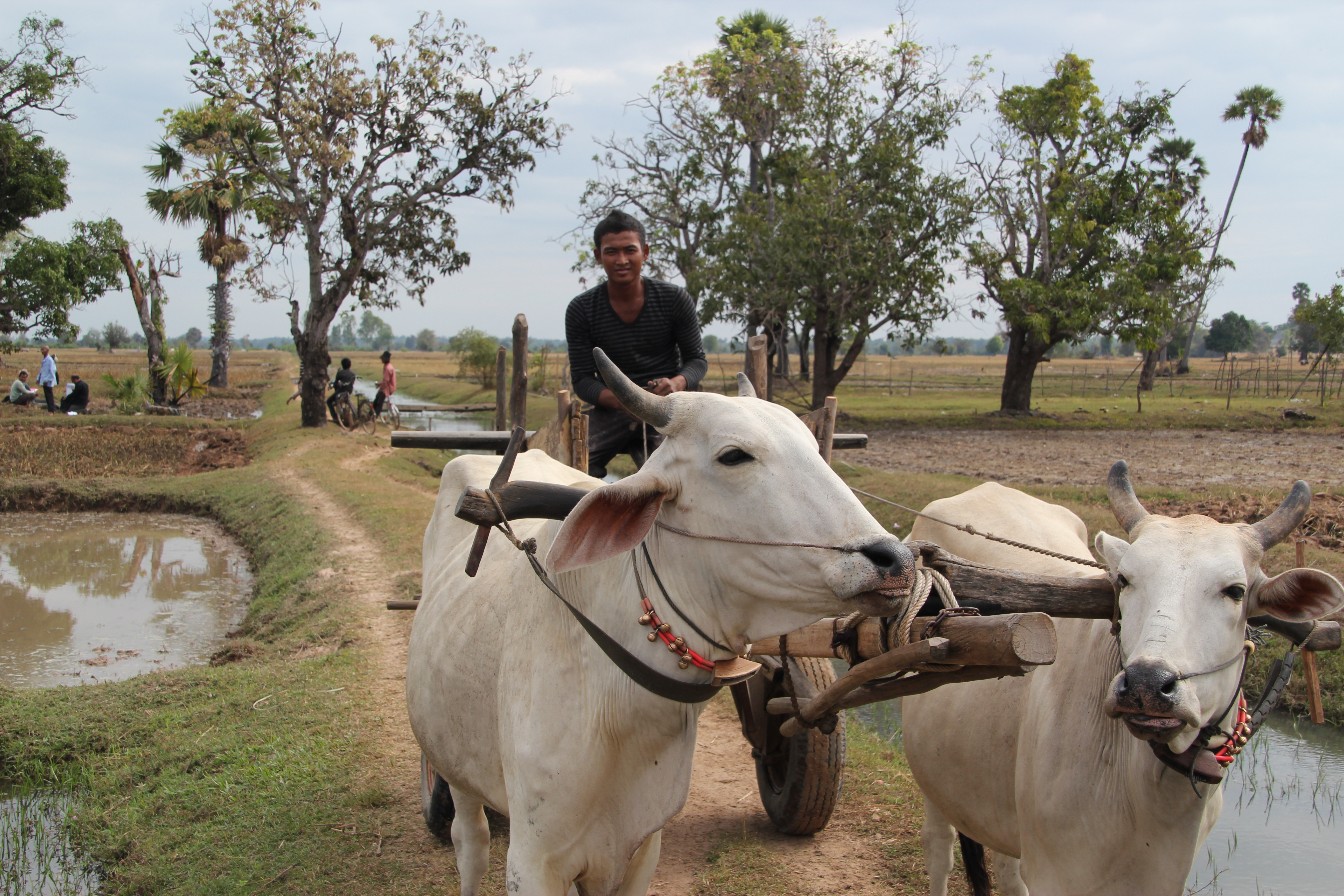
Ganado usado como transporte en un área rural de Camboya

El Departamento de Trabajo de Estados Unidos informó en sus Conclusiones sobre las peores formas de trabajo infantil de 2013. de que el sector agrícola camboyano empleaba a menores de edad que realizaban actividades peligrosas, desde la pesca de altura y nocturna hasta la tala para la producción de madera. En 2014, la Oficina de Asuntos Laborales Internacionales publicó una Lista de Bienes Producidos por el Trabajo Infantil o el Trabajo Forzoso en la que se atribuían a Camboya 11 bienes, todos ellos producidos por el trabajo infantil.
En años más recientes la educación agrícola y los medios de subsistencia en las zonas rurales de Camboya están interrelacionados: la agricultura desempeña un papel destacado en la vida de más del 56% de la población en edad de trabajar del país. El fomento de la agricultura y la agroindustria se ha identificado como la mejor respuesta estratégica a las crisis macroeconómicas del país, mejorando también la seguridad alimentaria, los medios de subsistencia rurales y reduciendo la pobreza.
La Estrategia Rectangular del Real Gobierno de Camboya - Fase II (2008-2013) en la Cuarta Legislatura de la Asamblea Nacional definió una visión a largo plazo para el crecimiento, el empleo, la equidad y la eficiencia. La estrategia pretende mejorar (i) la productividad y la diversificación agrícolas, incluida la ganadería, la seguridad alimentaria y la nutrición, y el desarrollo rural); (ii) la reforma agraria y el desminado; (iii) la reforma pesquera; y (iv) la reforma forestal (incluida la conservación y la protección del medio ambiente). Se diseñaron planes de incentivos para aumentar las exportaciones, así como la reforma agraria, la inversión en ganadería, la gestión de las fuentes de agua y el desminado.

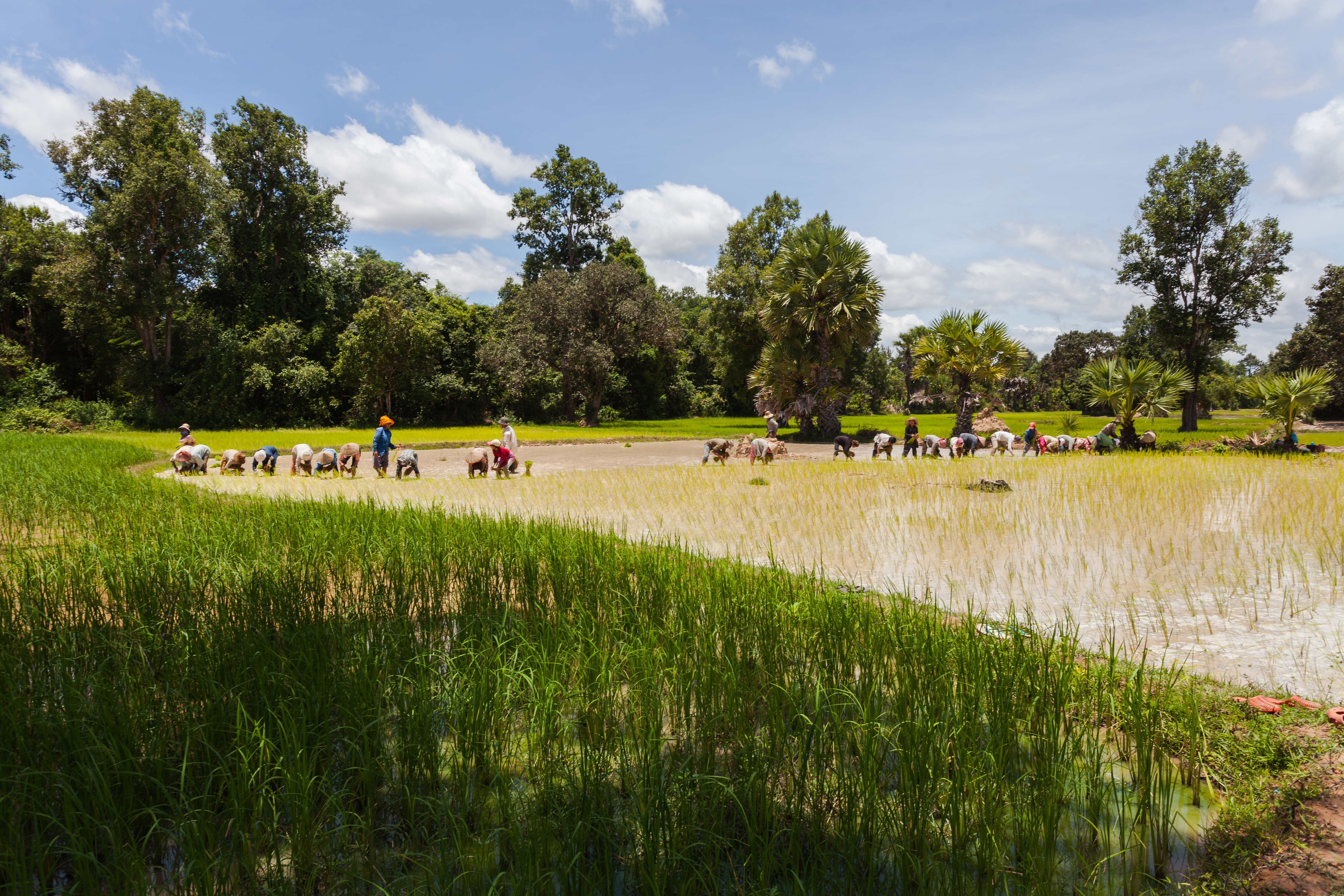
Un arrozal en Angkor

Los principales cultivos secundarios a finales de la década de 1980 eran el maíz, la mandioca, las batatas, los cacahuetes, la soja, las semillas de sésamo, los frijoles secos y el caucho. Según Phnom Penh, el país produjo 92.000 toneladas de maíz, así como 100.000 toneladas de mandioca, unas 34.000 toneladas de batatas y 37.000 toneladas de judías secas en 1986. En 1987, las autoridades locales instaron a los habitantes de las distintas regiones agrícolas del país a intensificar el cultivo de alimentos subsidiarios, en particular de cultivos ricos en almidón, para compensar el déficit de arroz causado por una grave sequía.
El principal cultivo comercial es el caucho. En la década de 1980 era un importante producto primario, sólo superado por el arroz, y una de las pocas fuentes de divisas del país. Las plantaciones de caucho sufrieron graves daños durante la guerra (se destruyeron 20.000 hectáreas), y la recuperación fue muy lenta. En 1986, la producción total de caucho fue de unas 24.500 toneladas (de una superficie de 36.000 hectáreas, la mayoría en la provincia de Kampong Cham), muy por debajo de la producción anterior a la guerra de 1969, que fue de 50.000 toneladas (de una superficie de 50.000 hectáreas).

## Demografía

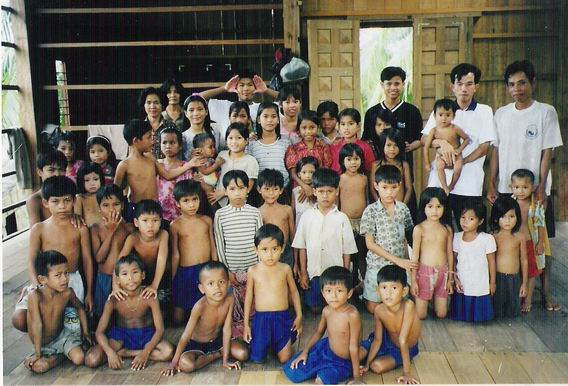
El 70% de los camboyanos es menor de 25 años.

Camboya es un país étnicamente homogéneo, con más de un 90 % de población jemer. Las minorías nacionales comprenden alrededor de un 3 % sobre el total de la población. Los cham, de fe islámica, son el grupo minoritario más importante. Otras minorías tribales habitan en las tierras altas y zonas forestales. Existen también algunas minorías vietnamitas y chinas.
El idioma oficial es el jemer, una rama de la subfamilia mon-jemer del grupo de lenguas austroasiáticas. La principal religión es el budismo theravada. El 70 % de la población de Camboya es menor de 25 años. De acuerdo a estimaciones de 2013, cinco de las localidades más pobladas de Camboya superan los 150 000 residentes. Estas eran: la capital Nom Pen (1 403 784 habitantes), Ta Khmao (208 138), Battambang (200 770), Siem Riep (193 133) y Sisophon (192 402).

### Idiomas
Como la etnia jemer es la preponderante en Camboya con un 95% de la población, el idioma jemer es el oficial y el primero del país, lo que le da un sentido de unidad nacional. Pero el jemer, que es quizá uno de los idiomas hablados más antiguos de la tierra (su génesis comenzó con la indianización del país durante el primer siglo de nuestra era) y que posee el alfabeto más largo del mundo, está conformado a su vez con un aporte determinante de los idiomas sánscrito y palí. En Camboya además, existen algunas minorías étnicas tribales en sus selvas y montes que por lo general han sido marginadas de la vida nacional, pero que poco a poco comienzan a ser tenidos en cuenta y respetados en su identidad particular. Según las estadísticas del año 2000 dadas por el gobierno, se piensa que son aproximadamente entre 60 y 70 mil personas conocidos como Jemer Loeu, que quiere decir "alto jemer", porque viven en las montañas, especialmente al nordeste del país (provincias de Ratanakirí, Mondolkirí, Stung Prey y Kratie).
El francés es también el idioma de enseñanza en algunas escuelas y universidades que son financiadas por el gobierno de Francia. El francés camboyano, un vestigio del pasado colonial del país, es un dialecto encontrado en Camboya y se utiliza a veces en el gobierno, especialmente en los tribunales.

### Religión
| Religión en Camboya (2010)                                                  | Religión en Camboya (2010) | Religión en Camboya (2010) | Religión en Camboya (2010) | Religión en Camboya (2010) |
| --------------------------------------------------------------------------- | -------------------------- | -------------------------- | -------------------------- | -------------------------- |
| Religión                                                                    | Religión                   |                            | Porcentaje                 | Porcentaje                 |
| Budismo                                                                     | Budismo                    |                            | 96.8 %                     | 96.8 %                     |
| Islam                                                                       | Islam                      |                            | 2 %                        | 2 %                        |
| otras                                                                       | otras                      |                            | 0.5 %                      | 0.5 %                      |
| Cristianismo                                                                | Cristianismo               |                            | 0.4 %                      | 0.4 %                      |
| Irreligioso                                                                 | Irreligioso                |                            | 0.2 %                      | 0.2 %                      |
| Hinduismo                                                                   | Hinduismo                  |                            | 0.1 %                      | 0.1 %                      |
| Fuente: Censo 2010 www.pewforum.org/files/2012/12/globalReligion-tables.pdf |                            |                            |                            |                            |

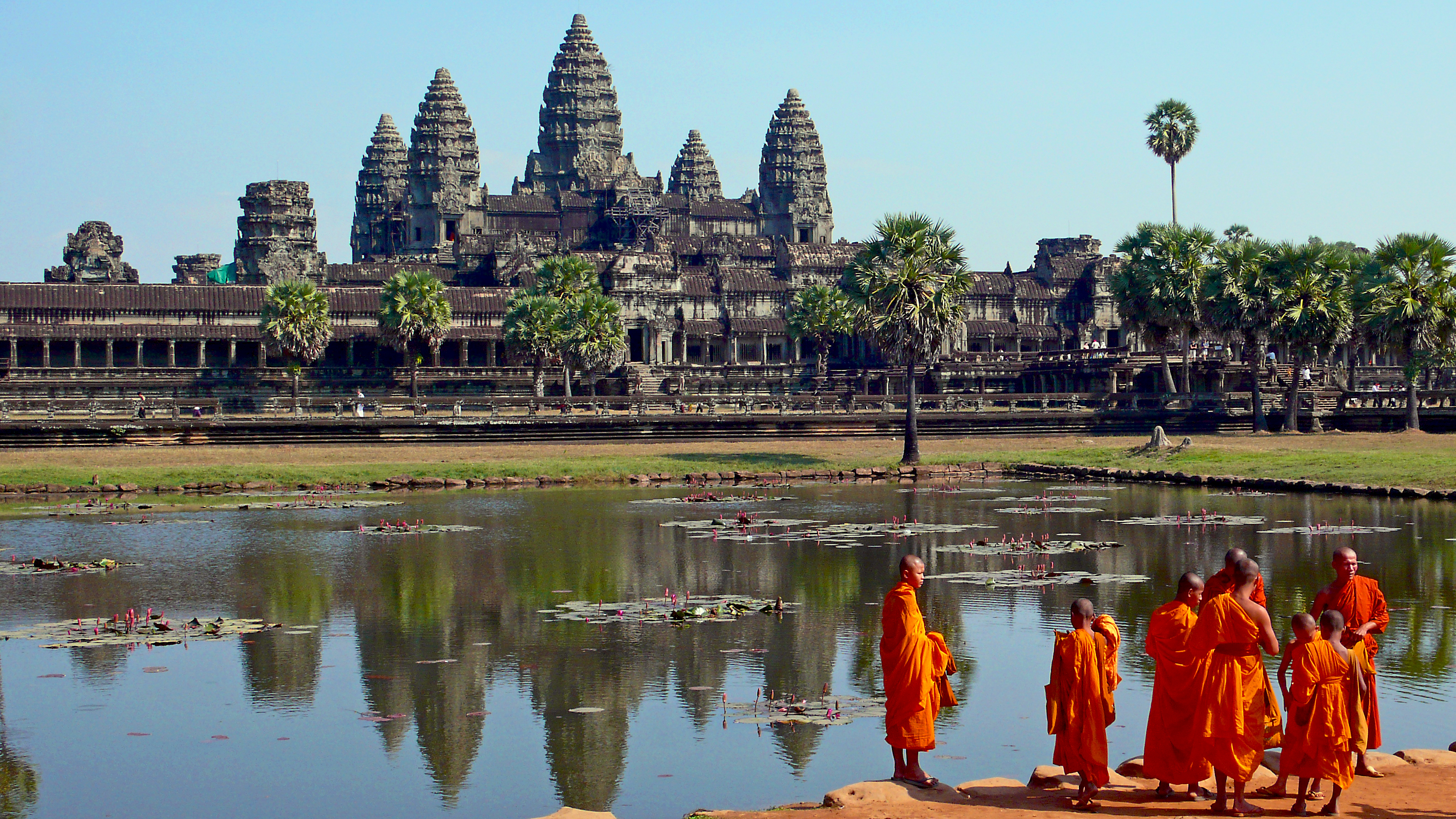
Monjes budistas en Angkor Wat.

La religión oficial y la que hace parte de la identidad cultural camboyana contemporánea es el budismo theravada. Sin embargo, esta religión en Camboya tiene un fuerte elemento hinduista debido a la larga historia hindú del país.
Camboya fue entre los siglos I y XIV básicamente hinduista y esto solo cambió por el budismo por un decreto real. De esta manera, el pueblo continuó con prácticas sincréticas que aún subsisten. Pero también existe le presencia del antiguo animismo que se puede encontrar históricamente en el tiempo previo a la indianización jemer.
Con el difícil periodo de guerras y conflictos a partir de 1970 y sobre todo con la prohibición religiosa por parte del régimen de los Jemeres Rojos entre 1975 y 1979, muchos monjes murieron y otros fueron rebajados de su condición religiosa, mientras pagodas fueron destruidas o convertidas en graneros. Ello llevó a una decadencia del budismo camboyano que con la constitución del moderno Reino de Camboya se ha tratado de restablecer y se han recuperado numerosas pagodas.
Sin embargo la crisis del budismo en Camboya y de la sociedad camboyana en general debido a las guerras, atrajo además muchos extranjeros que llegaron con sus propias religiones. La segunda religión en número en el país es el islam debido a la presencia del grupo étnico cham. El cristianismo tiene su presencia especialmente en la Iglesia católica e iglesias, congregaciones y grupos protestantes, así como numerosas sectas que, sin embargo, no hacen un porcentaje significativo en el país en donde se ha establecido la libertad de cultos, pero existe una censura a la propaganda religiosa.
Los conceptos clave que se derivan del animismo incluyen la estrecha interrelación entre los espíritus y la comunidad, la eficacia de las acciones y encantos apotrópicos y que atraen la suerte, y la posibilidad de manipular la propia vida a través del contacto con entidades espirituales como los espíritus "baromeos". El hinduismo ha dejado pocos rastros más allá de las prácticas mágicas del tantrismo y una gran cantidad de dioses hindúes ahora asimilados al mundo espiritual (por ejemplo, el importante espíritu neak ta llamado Yeay Mao es el avatar moderno de la diosa hindú Kali).

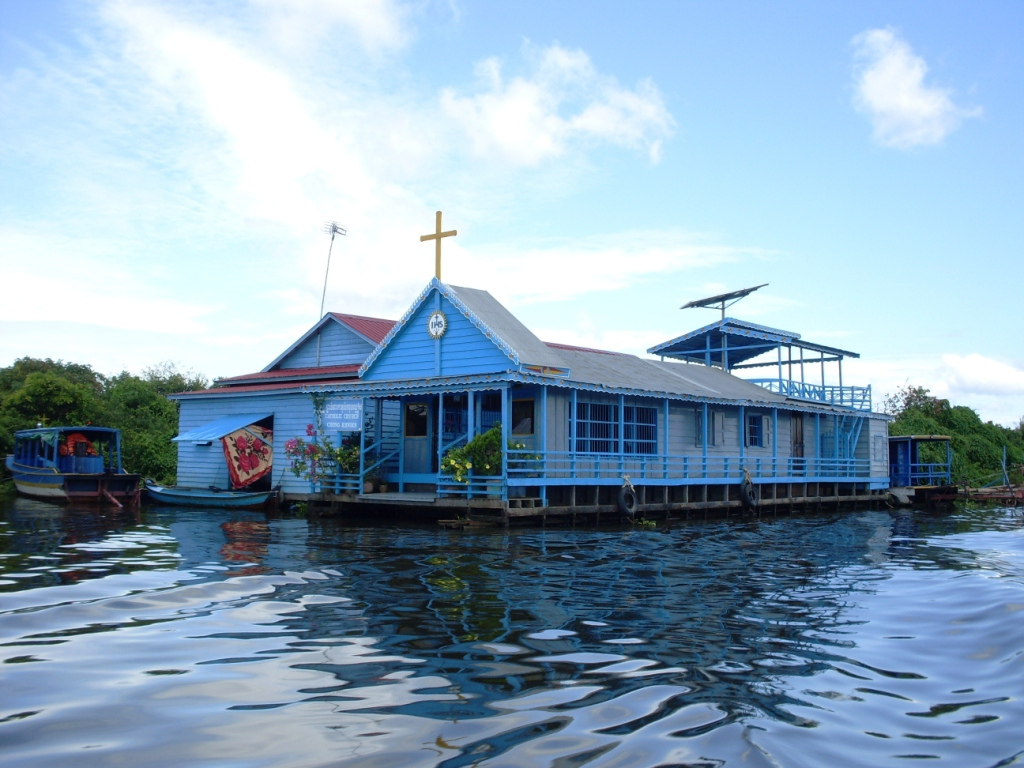
La Iglesia católica de San José en Camboya es una de la iglesias flotantes en ese país

El budismo mahayana es la religión de la mayoría de los chinos y vietnamitas en Camboya. También se practican elementos de otras prácticas religiosas, como la veneración de héroes y ancestros populares, el confucianismo y la mezcla de taoísmo con el budismo chino.
Al Islam le sigue aproximadamente el 2 % de la población y viene en tres variedades, dos practicadas por el pueblo cham y una tercera por los descendientes de malayos residentes en el país por generaciones. Se reporta que la población musulmana de Camboya es 80 % étnica cham.
El budismo ha existido en Camboya desde al menos el siglo V d. C., con algunas fuentes que se originaron en el siglo III a. C. El budismo theravada ha sido la religión estatal camboyana desde el siglo XIII (excepto el período de los jemeres rojos), y actualmente se estima que es la religión del 97 % de la población.
La historia del budismo en Camboya abarca casi dos mil años, a través de una serie de reinos e imperios sucesivos. El budismo entró en Camboya a través de dos corrientes diferentes. Las formas más tempranas del budismo, junto con las influencias hindúes, entraron en el reino de Funan con los comerciantes hindúes. En la historia posterior, una segunda corriente de budismo entró en la cultura jemer durante el imperio de Angkor cuando Camboya absorbió las diversas tradiciones budistas de los reinos mon de Dvaravati y Haripunchai.
Durante los primeros mil años de historia jemer, Camboya estuvo gobernada por una serie de reyes hindúes con un rey budista ocasional, como Jayavarman I de Funan y Suryvarman I. Una variedad de tradiciones budistas coexistieron pacíficamente en todas las tierras de Camboya, bajo la auspicios tolerantes de los reyes hindúes y los reinos vecinos de Mon-Theravada.

## Cultura

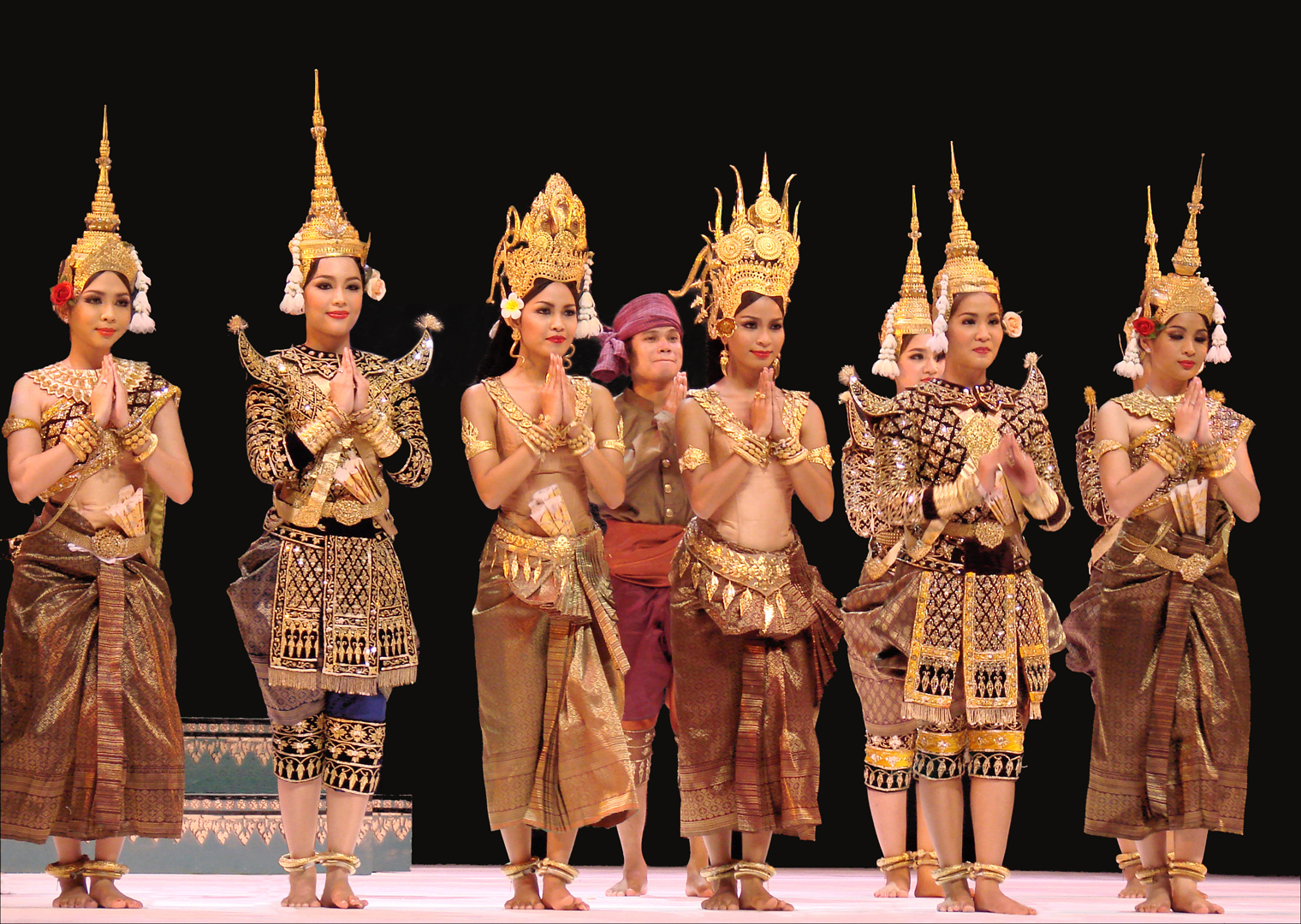
El Ballet Real de Camboya.

La cultura desarrollada y esparcida por el Imperio jemer ha influido en gran manera a las de Laos y Tailandia.
La cultura camboyana actual es hereditaria de la del Imperio de Angkor. Por esta razón el complejo religioso de los templos angkorianos son considerados parte de la identidad nacional.
Los años de guerra, la colonización francesa, la diáspora camboyana a países como Estados Unidos, Australia, China, Japón e India han influido de una u otra manera en lo que hoy podemos definir como la cultura camboyana contemporánea.
Con la guerra, libros, obras y artistas desaparecieron aunque no fueron completamente aniquilados. En la actualidad, la rápida reconstrucción del país ha hecho que se intente recuperar el trabajo de los grandes autores camboyanos del siglo XX.
Las inscripciones de los templos de Angkor, además de ser valiosos documentos históricos de los relatos de los reyes antiguos, son piezas de arte que han permitido un estudio del idioma jemer. Las obras de los bonzis de las pagodas van de poemas y elegías sagradas a recuentos educativos. La trova camboyana si bien oral, es de un gran valor cultural en lo que toca a la tradición oral del país.

### Literatura

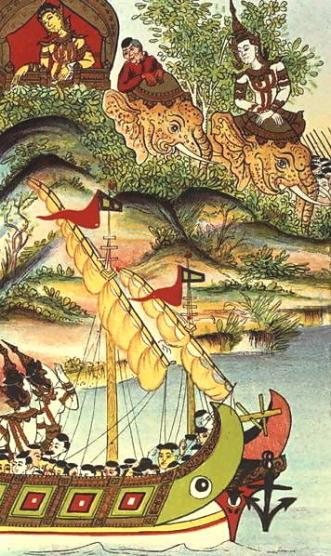
Ilustración de un cuento para niños jemer.

La literatura jemer contemporánea se inicia en el siglo XIX. La novela que abre paso a esta nueva época es Suphat, de Rim Kit, escrita en 1938 y publicada en 1942 en Saigón, de donde fueron enviados dos mil ejemplares a Nom Pen. El periodo de transición entre la literatura clásica del siglo XIX, en la que destacan el poema de amor Tum Teav y el rey poeta Ang Duong, y la literatura moderna y contemporánea, en prosa, que se inicia entre 1900 y 1938, está representado por Acary Ind, Kram Ngoy, Nou Kan y madame Sou Set, considerada la primera mujer escritora camboyana. Entre 1938 y 1953 destacan Ieng Say, Nhok Them, Rim Kin, Nou Hach y Heng Yan, con una clara influencia de la literatura francesa, ya que Camboya era un protectorado francés.
El periodo comprendido entre 1955 y 1970 se conoce como periodo de Sangkum y acaba con la llegada al poder del príncipe Norodom Sihanouk. En 1956 se funda la Asociación de Escritores Jemeres. Se escriben más de quinientas novelas y entre los autores destacan Hell Sumpha, Kéng Vannsak, Hang Thum Hak, madame Say Hieng, Biv Chhay, Lieng, Chou Thani, Ravivong Kovid, Kuy Lauth, Hak Chhay Hok, etc.
Entre 1970 y 1975 se da el periodo republicano con la entrada de Camboya en la guerra. Se forman dos bandos, los escritores que apoyan el régimen de Lon Nol, y los críticos. Destacan Boun Chan Mol, Nuon Khoeun, Laing Peng Siek, etc. A partir de 1975 y hasta 1979, durante el periodo de la Kampuchea Democrática, la literatura es reprimida, y entre 1979 y 1990, durante la República Popular de Kampochea, la literatura glorifica el socialismo y el patriotismo, y la amistad entre camboyanos y vietnamitas, quienes habían liberado al país del gobierno de los jemeres rojos. Destacan Ouch Vutha, Uom Niroth, Hou Yath, Pin Yathay y Nget Sophorn y poetas como Sok Sothon, Pol Pisey, Uk Sau Bol, Eum Sarom, Som Sophierin y Hy Kim Siep. Los nuevos escritores aparecidos desde 1999 incluyen Yem Samna, Wa Samart, Un Sok Hieng, Phu Yaat y Saim Phuneary. Las publicaciones son pequeñas, de no más de dos mil ejemplares, como ha sucedido con dos novelas de éxito recientes, Veasna Bopha Rungkruh (Una mujer en desgracia), de Hy Kim Siep, y Wopadek Sarey (Remordimiento), de Saim Phuneary. Uno de los autores más conocidos en la actualidad y uno de los pocos traducidos al castellano es Loung Ung, nacida en Nom Pen en 1970. Sus memorias, First they killed my father (Harper Collins, 2000), titulado en castellano Se lo llevaron (Maeva, 2001; RBA, 2002, traducción de Alejandro Pareja) se ha convertido en un best seller internacional; en el libro cuenta el asesinato de sus padres, su experiencia como niña soldado y su huida a Tailandia.

### Música

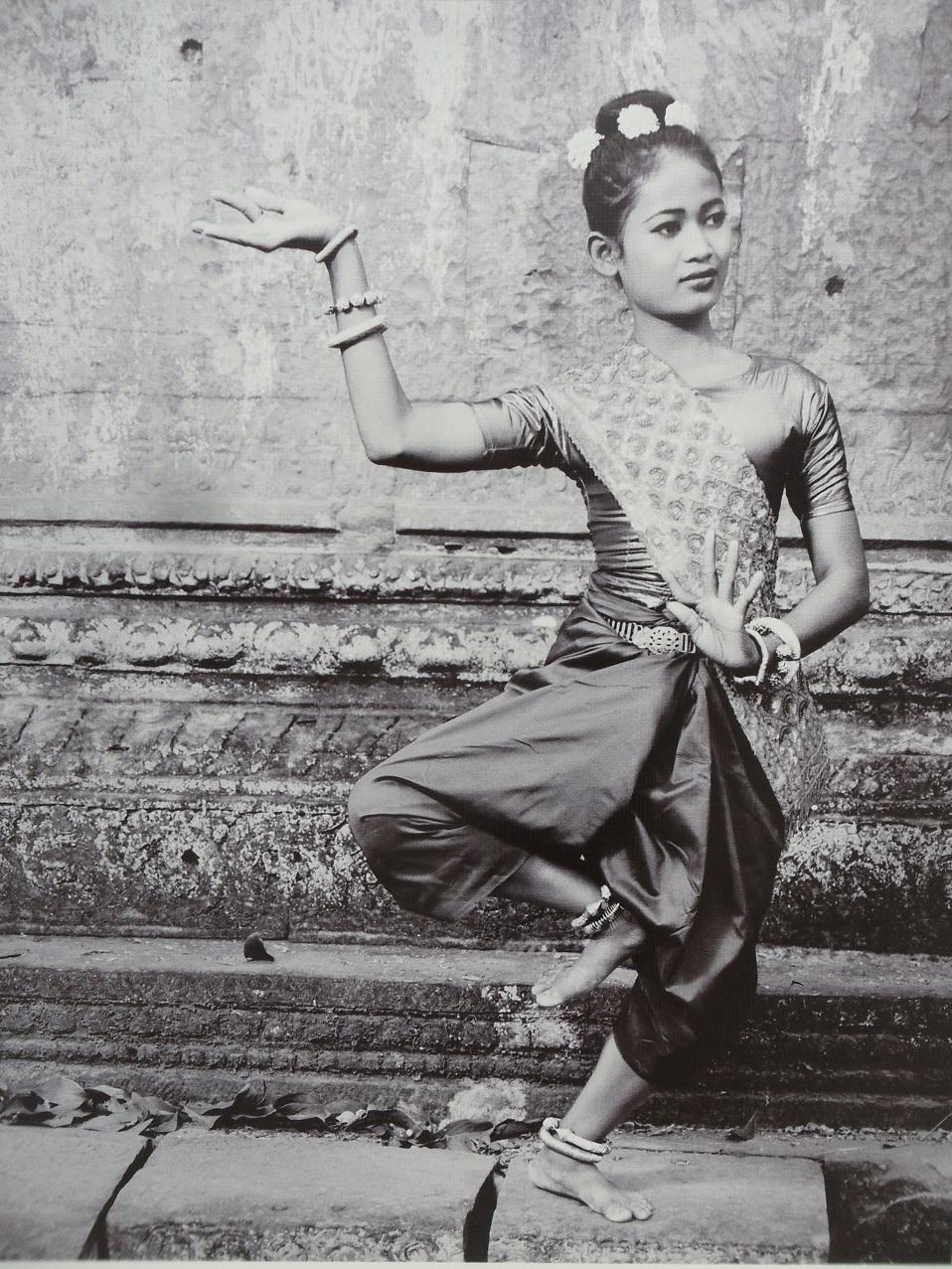
Bailarina jemer.

La música camboyana conserva su carácter ancestral. Los instrumentos tradicionales remontan a los tiempos de Angkor. Son en parte variados instrumentos de percusión hechos de bambú y la flauta, los mismos que acompañan el pastoreo. La trova camboyana acompaña las celebraciones y el trovista recuenta escenas de la vida cotidiana campesina, denuncias, bienvenidas, buenos augurios. Como es común al género trova en otras culturas, este nace del corazón del trovador, el cual expresa sentimientos y utiliza un lenguaje florido.
La internacionalización de la economía y la carrera de Camboya por superar su pobreza, han hecho que lleguen al país músicas extranjeras, especialmente de países vecinos y occidentales. Un género novedoso es el del «pop-jemer». De este se desprende por ejemplo el «rap-jemer». Ello conlleva la introducción de instrumentos electrónicos que se hacen populares entre los jóvenes pero que ponen en peligro las música tradicional.

### Danza
A la par con la música, la danza camboyana sobrevive los siglos desde el tiempo de Angkor. La danza clásica camboyana, tenida como una de las más hermosas del mundo, se llama apsara. La apsara es un personaje femenino celestial que danza ante el rey y lo bendice con su movimientos estilizados y delicados. La apsara conserva el rostro sereno, inexpresivo, mientras mueve sus manos en figuras difíciles de imitar. A la par de ésta, el repertorio camboyano es amplio con danzas que representan la vida del campo, el romance, las tradiciones religiosas hinduistas y budistas y otros elementos culturales. En la danza camboyana el roce entre los dos sexos es mínimo. En las fiestas, los bailes espontáneos no se dan en parejas como sucede por ejemplo en muchos pueblos occidentales, sino en grupos que danzan en rondas. Es común que los varones y las mujeres bailen cada uno en su grupo.
La danza camboyana también ha recibido el efecto de danzas extranjeras relacionadas con la música pop. La proliferación de videos con danzarines de pop hace que los jóvenes sigan los nuevos movimientos. Pero la danza tradicional es un elemento característico del pueblo que ha sido alterado poco.

### Gastronomía

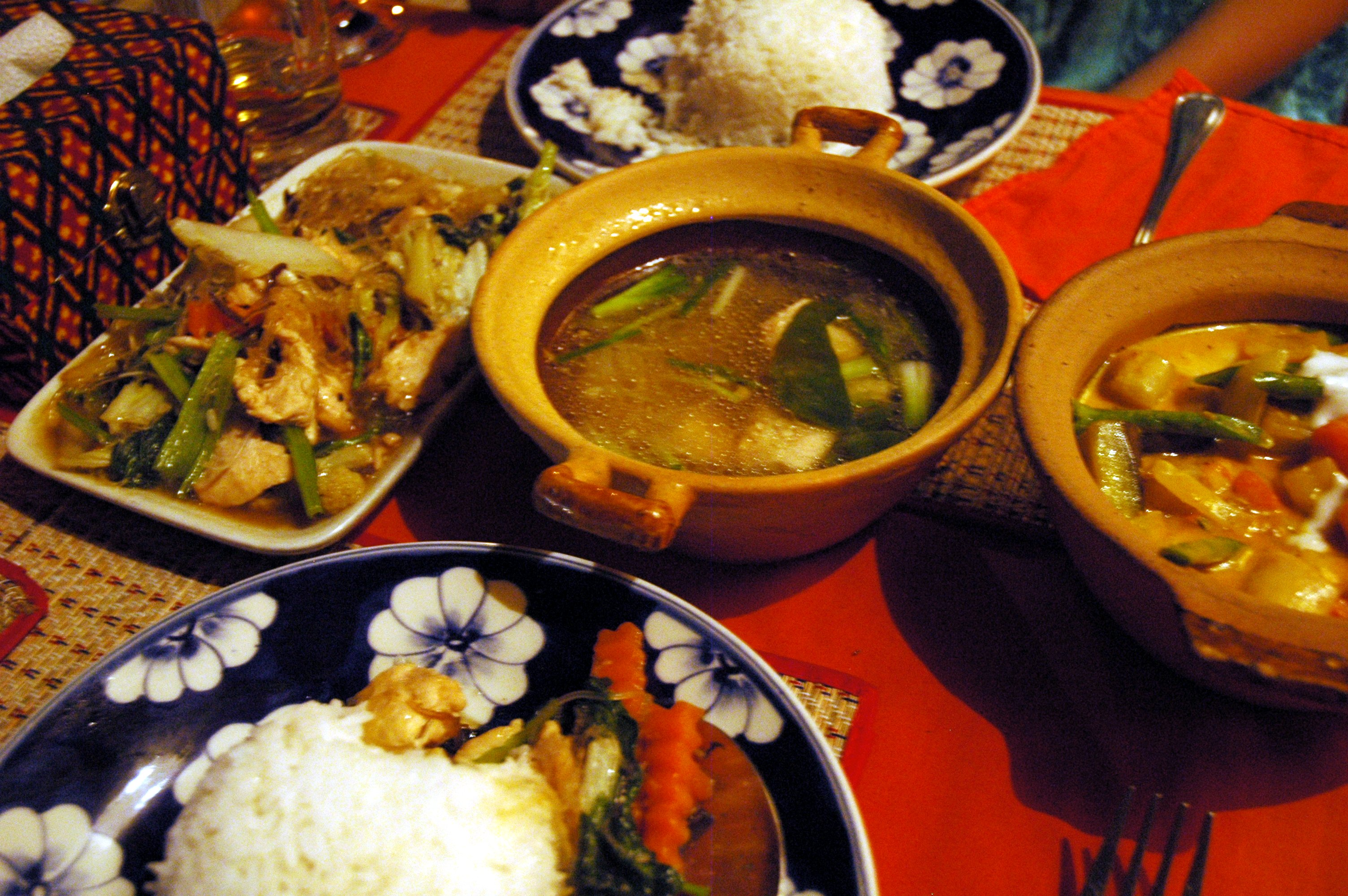
Platos de la gastronomía camboyana

La gastronomía camboyana o jemer tiene una fuerte influencia de siglos de las costumbres alimenticias chinas e indias, así como la subsistencia alimentaria de los más primitivos habitantes del sudeste asiático. El paladar camboyano es abierto a todo lo que puede considerarse alimenticio y por lo mismo muchos platos que en Occidente no son considerados para la mesa, los jemeres en cambio los han hecho parte de su dieta.
La cocina camboyana recibió mucho de influencias de otros países, como Vietnam, China (por las conexiones comerciales), Malasia, Francia (de donde procede el pan francés que se come en Camboya), Laos y Tailandia. Los platos no suelen ser muy picantes y se refinan con hierbas como la hierba limón o el cilantro. Para freír se utiliza aceite de palma. La cocción y fritura se hace tradicionalmente en un wok sobre un hornillo de carbón; en las ciudades, los hornillos de gas ganan cada vez más terreno. El alimento básico es el arroz blanco, a menudo de la provincia de Battambang; también son populares los fideos. Son populares los platos agridulces de pescado, pollo o verduras con piña, cebollas y tomates verdes o rojos. Los platos al vapor se basan en un caldo ligero con carne de vaca, pescado o verduras y, a menudo, un huevo duro. El curry suele consistir en ternera y sólo es ligeramente picante. La fuente más importante de proteínas es el pescado. Se come frito, a la plancha, salado, en sopa o al vapor. El cerdo y la ternera son las carnes más comunes.

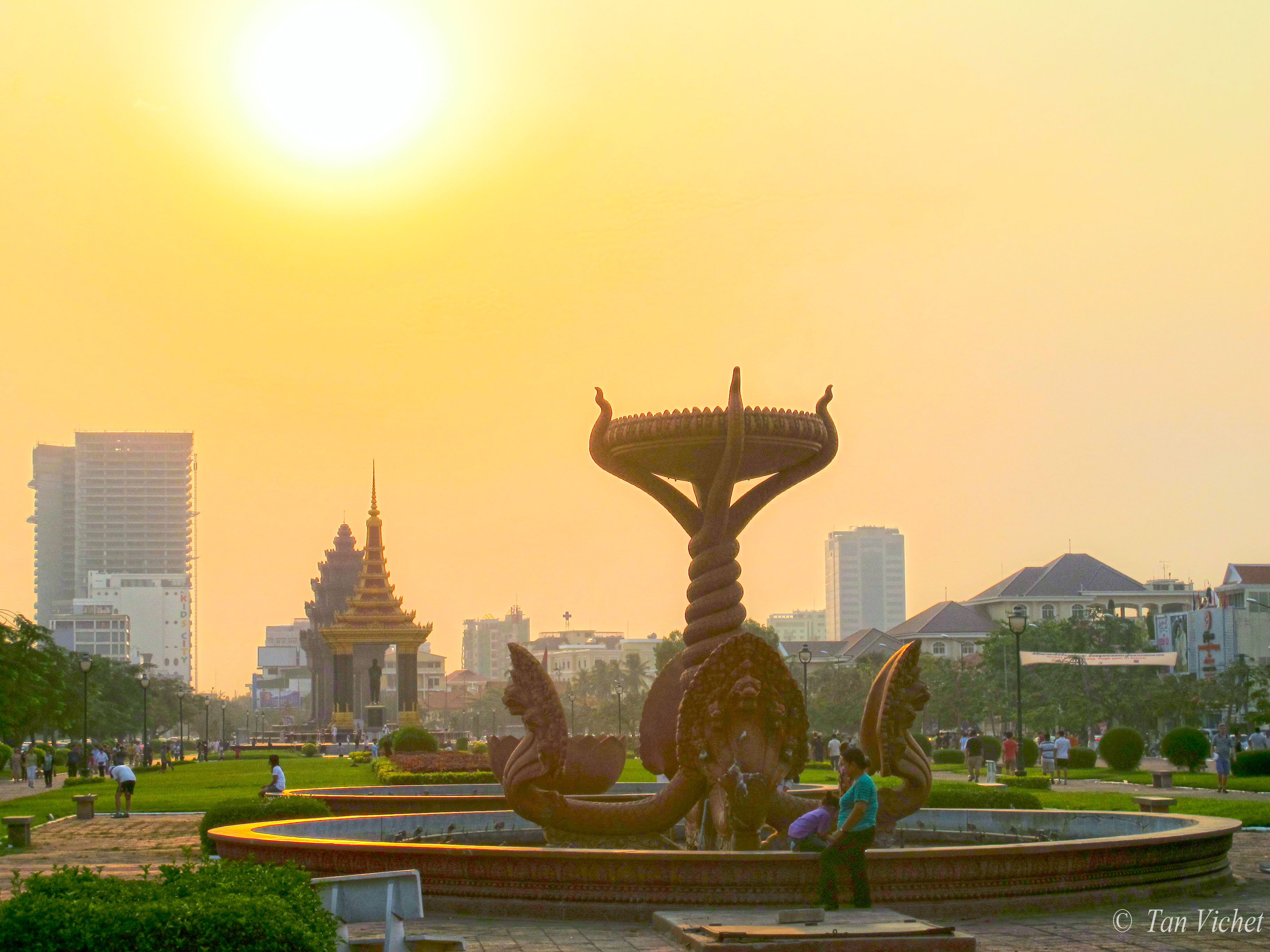
Una fuente en Nom Pen la capital del país

Las especialidades camboyanas incluyen un plato parecido a la fondue, en el que las albóndigas se sumergen en un caldo calentado desde abajo y se comen con otros ingredientes, o un pollo que se come en su jugo aderezado con azúcar y especias como banquete. Los escarabajos y grillos, y regionalmente las tarántulas y los bichos de agua, son populares como aperitivos fritos o acompañamiento de sopas. En los restaurantes de lujo se pueden comer serpientes, tortugas, lagartos, huevos de hormiga, gorriones y otras aves más pequeñas. Con pequeños pescados secos y fermentados se elabora la omnipresente pasta prahok, de color blanquecino iridiscente y olor acre.
La bebida más popular es el té verde, muy azucarado. El té rojo se mezcla con jugo de lima y azúcar. De la mañana a la tarde, el café se toma solo o con mucha leche condensada. Los zumos de fruta locales se elaboran con caña de azúcar o coco, por ejemplo, y la leche de soja también es habitual. Las bebidas alcohólicas incluyen varios tipos locales de cerveza, como la Angkor, la Anchor y la ABC Stout. Los vinos dulces y fuertes se elaboran con arroz. También se sirve zumo de palma de azúcar de fermentación rápida.

### Arquitectura

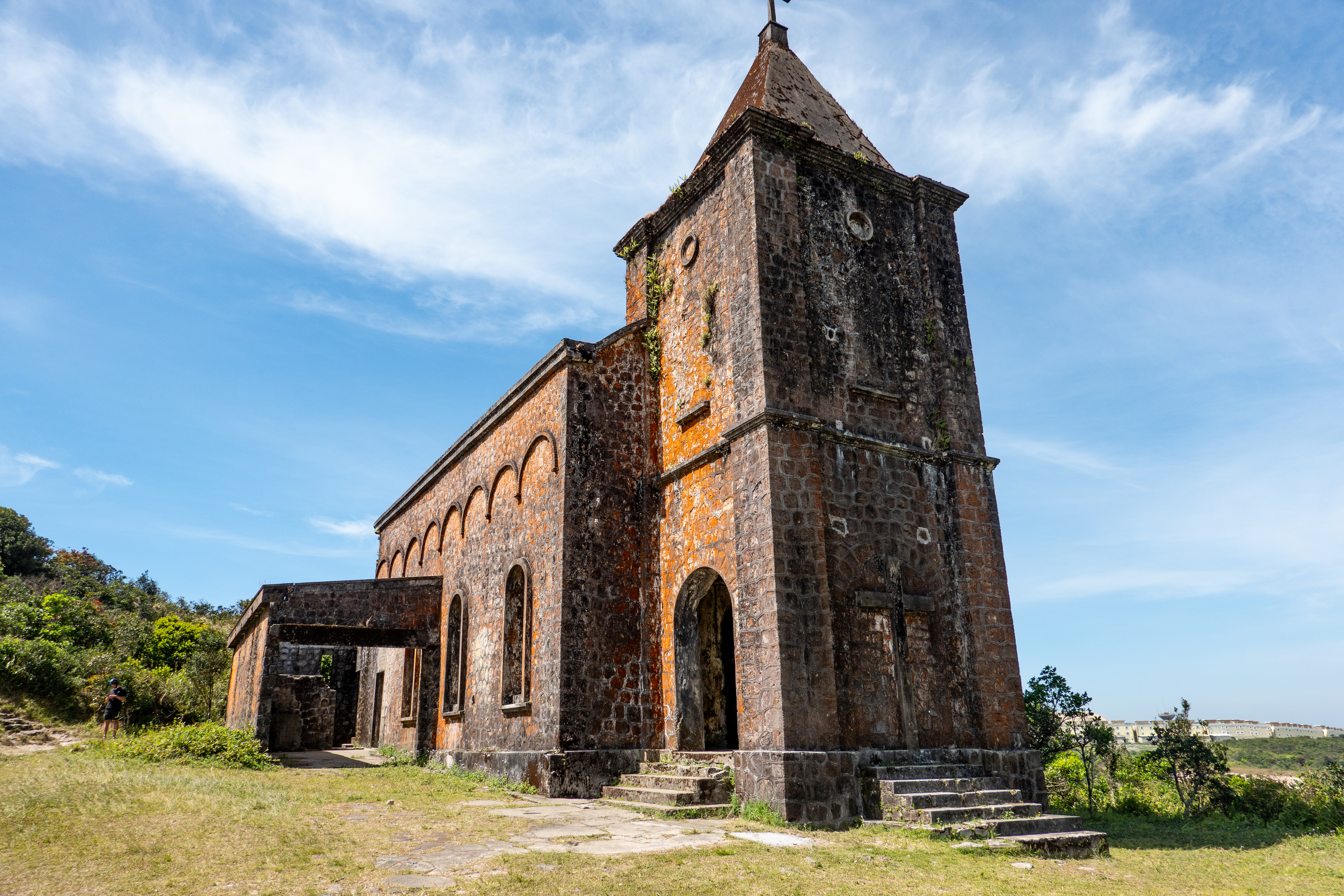
La iglesia católica de Bokor es un ejemplo de arquitectura colonial francesa en Camboya

La arquitectura jemer es única en el mundo y de gran admiración. Ella distingue al pueblo jemer tal como podemos hablar de una arquitectura de otros pueblos de gran contenido histórico como Egipto, China o los Mayas. Los elementos arquitectónicos de Angkor subsisten y son reproducidos de generación en generación. Ellos forman parte de las nuevas construcciones, de los elementos modernos, de las maneras de distribuir los nuevos asentamientos. Todos tienen como referente los templos antiguos de Angkor. Especialmente las pagodas son las encargadas de conservar y difundir la arquitectura jemer.
Las raíces de la arquitectura jemer clásica se encuentran en los imperios Funan y Chenla. Mostraban una fuerte influencia india. En Funan, los edificios se construían principalmente con madera, razón por la que apenas quedan restos. Chenla adoptó el arte y la arquitectura indianizados de Funan y los desarrolló aún más. A partir del siglo VII, los edificios se construyeron con ladrillo y piedra. Reliquias típicas de este periodo son los prasats, torres de ladrillo cuadrangulares u octogonales con bóvedas de ménsulas y un santuario sobre un pedestal, que consistía en gradas que se hacían más pequeñas a medida que se elevaban.

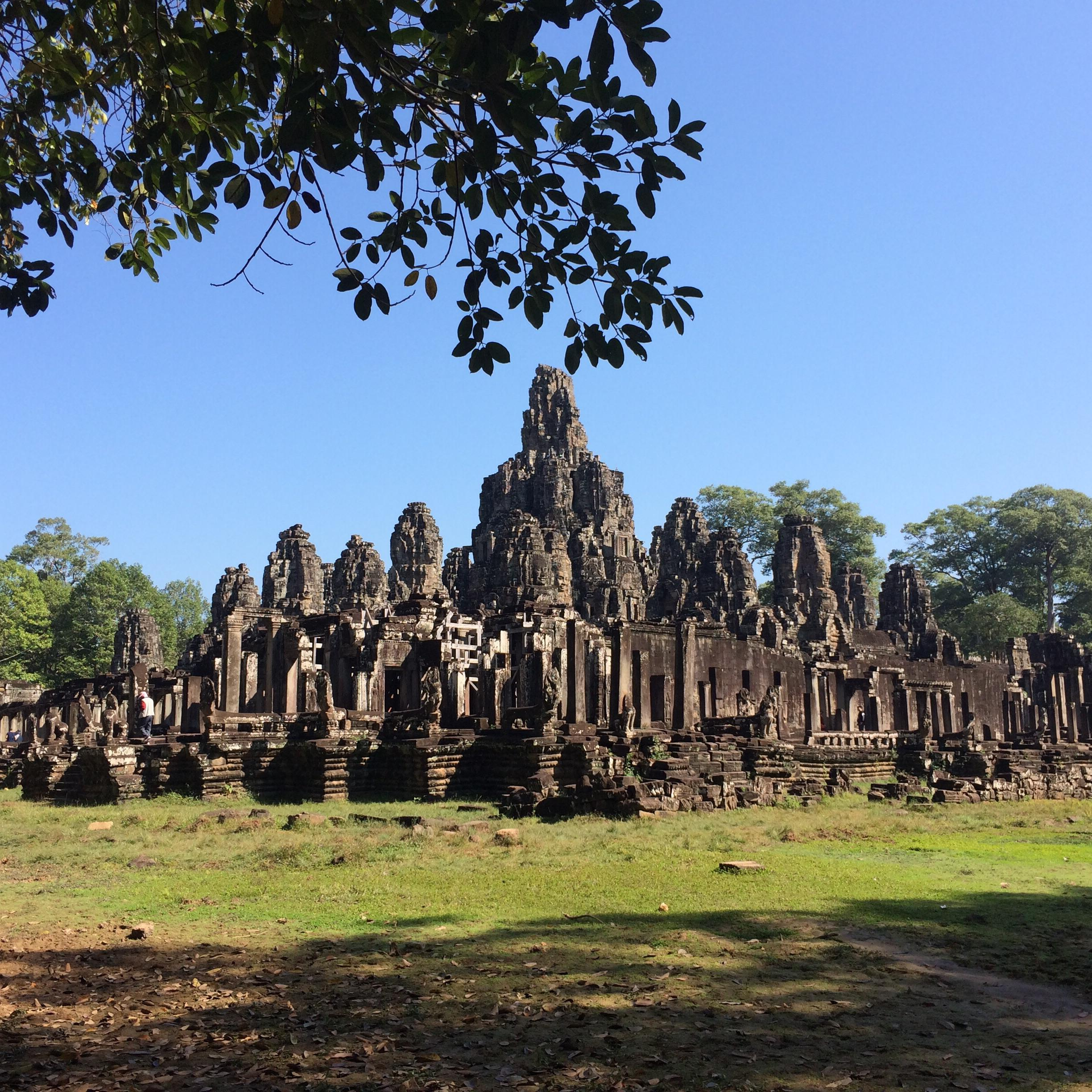
Templo Bayón ejemplo de arquitectura Jemer

Bajo Jayavarman II, en el siglo IX se produjo la transición del estilo de Chenla al periodo angkoriano. En comparación con épocas anteriores, ahora se desarrolló el estilo camboyano independiente. Jayavarman II introdujo el culto a la deidad india Shiva, por lo que casi todos los reyes-dioses construyeron un sello estatal para su linga hasta 1219. El linga, a menudo interpretado como un falo, era el símbolo de Shiva y también el símbolo del culto. En ella se conservaba el alma del dios-rey. Los templos funcionaban como fuente y centro de poder, así como columna vertebral espiritual del imperio. Otros templos servían para venerar a los antepasados o como monasterios, especialmente los templos estatales abandonados.
Debido a sus raíces indias, los templos de la época angkoriana también representan a través de su arquitectura el monte Meru, el hogar de los dioses indios. En el siglo IX surgieron las pirámides de cinco niveles, y a las torres principales se unieron con el tiempo las cuatro torres subsidiarias típicas, que están en disposición de quincunce y adoptan la forma de una cruz a través de conexiones.
Este santuario más interior está alineado en un eje este-oeste por razones astrológicas y suele tener una sola abertura orientada al este y puertas falsas en los otros lados. Otros edificios son salas de recepción y meditación y bibliotecas para las escrituras sagradas, a menudo dispuestas de dos en dos y abiertas hacia el santuario. Alrededor de los edificios centrales hay calzadas y fosos. Alrededor de todo el recinto hay muros concéntricos no ornamentados, normalmente de uno a tres, y en raras ocasiones más. En los puntos cardinales se insertan puertas, que con el tiempo se fueron magnificando y en la fase tardía adoptaron la forma de edificios de puertas (gopuram) con antecámaras y torres.

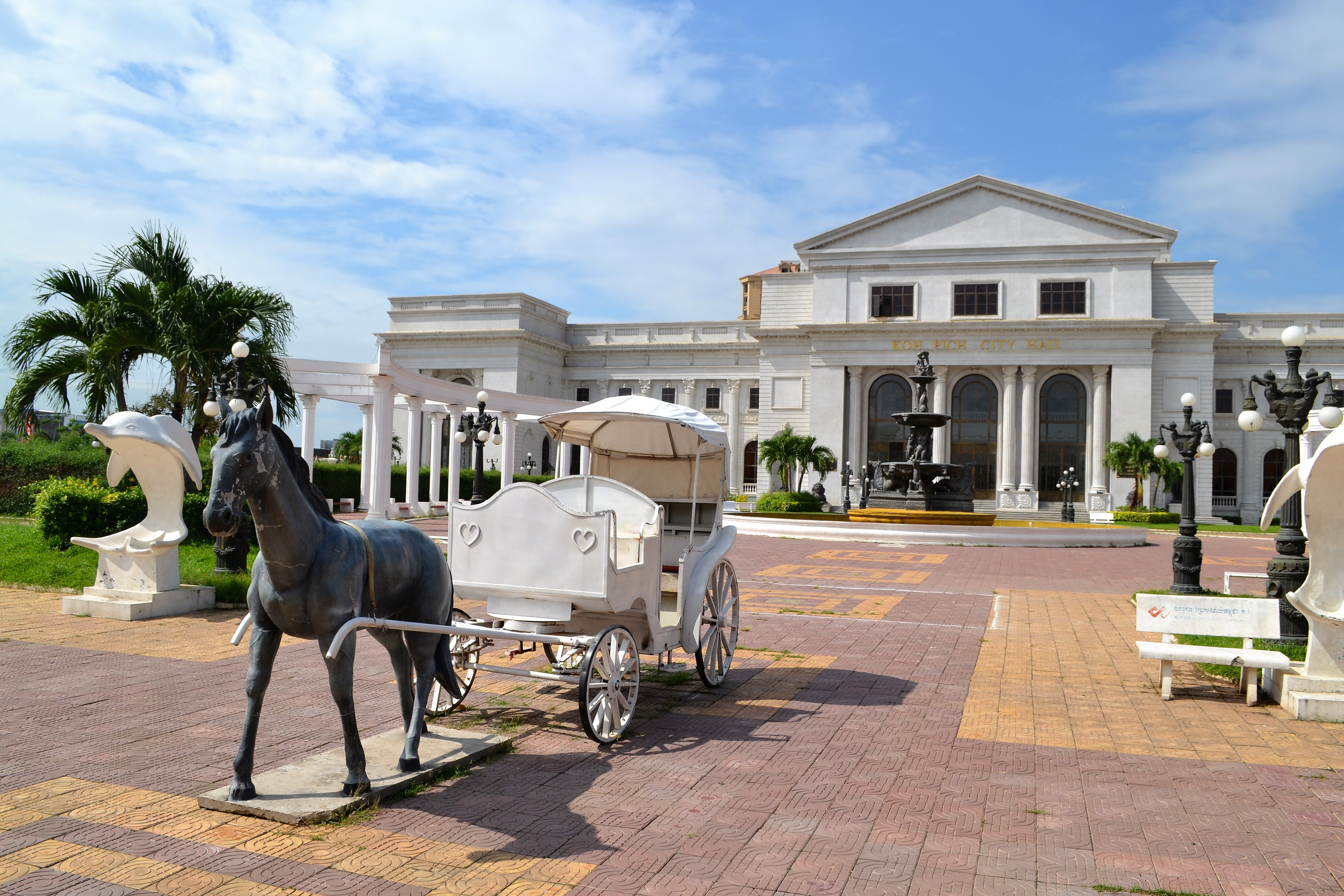
Sede del ayuntamiento o Alcaldía de Koh Pich

Los santuarios contenían iconos de las deidades hindúes a las que estaban dedicados los templos. Tras la adopción del budismo, el dios-rey fue simbolizado por estatuas de Buda. Aunque los primeros templos tenían un diseño muy sencillo, con el tiempo se fueron añadiendo puertas y galerías. Las falsas ventanas y puertas se situaban en las paredes laterales y traseras de los edificios. Para las cámaras se utilizaban consolas, ya que no se conocían arcos, lo que sólo permitía disponer de habitaciones pequeñas. Los muros interiores, a diferencia de los exteriores, no están decorados, lo que ha llevado a especular sobre antiguas pinturas murales.
El material utilizado hasta finales del siglo X fue la madera y, más tarde, principalmente el ladrillo, que a veces se revestía de estuco y se unía con una especie de adhesivo natural. La piedra arenisca se había utilizado para dinteles y columnas desde la época funanesa, por ejemplo en Phnom Kulen, que con mejores técnicas de construcción se adoptó también para torres y, más tarde, complejos de templos enteros. 

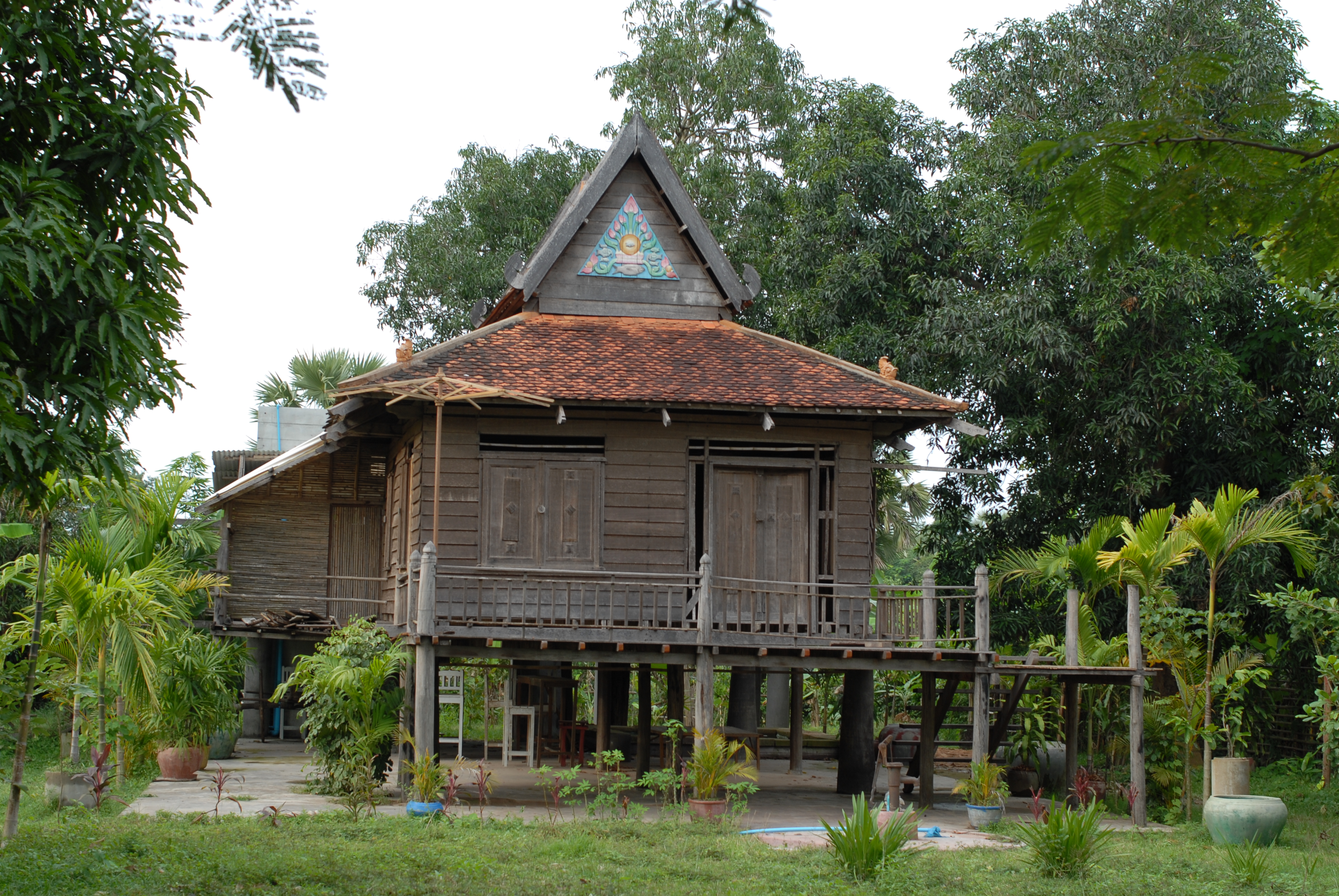
Casa de estilo tradicional camboyano

También hay indicios de estructuras de madera anteriores en la arquitectura de arenisca: los tejados de las galerías llevan losas falsas, mientras que se imitan ventanas de madera. La laterita, un producto de superficie fácil de conseguir y cortar, se utilizaba para los cimientos, las pilas y los fosos, los muros de cerramiento y los núcleos de los muros. Láminas de cobre y bronce servían de adorno, y para cubrir los tejados se utilizaban tejas de arcilla junto con tejas de imitación hechas de arenisca. Las piedras se disponían a menudo de forma que las intersecciones verticales no estuvieran escalonadas. Como no se utilizaba argamasa y sólo el peso y la disposición ajustada de las piedras mantenían unidos los templos, éstos se derrumbaban rápidamente si no se mantenían adecuadamente.

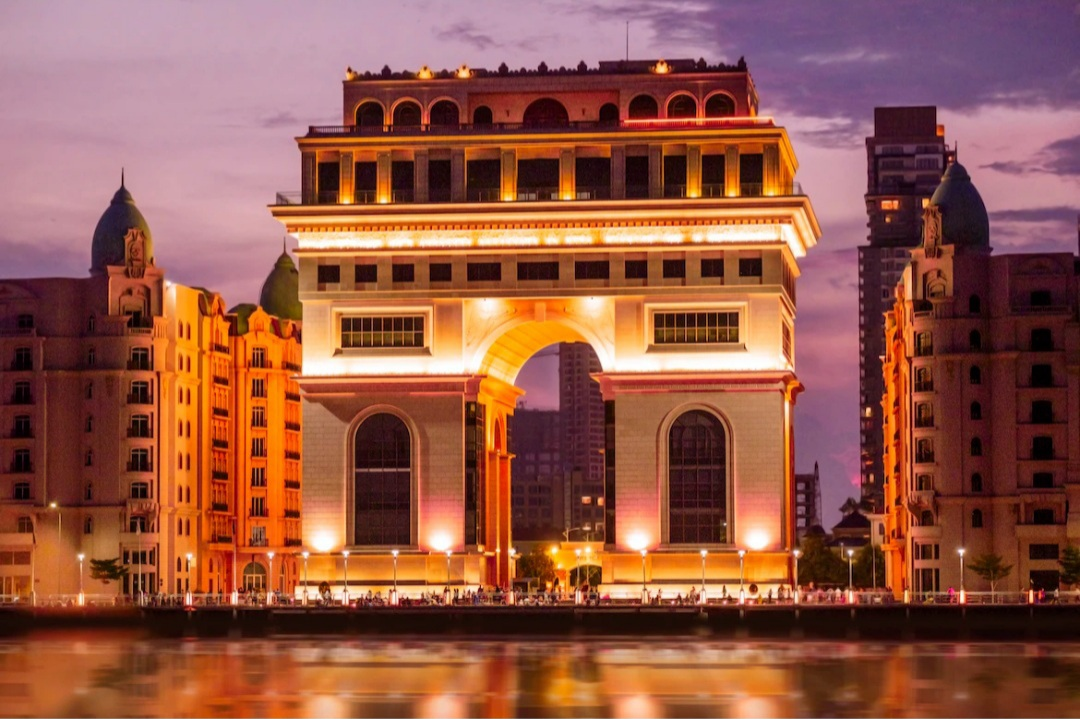
El Arco de Triunfo de la Isla Diamante (កោះពេជ្រ, Kaôh Péc)

Debido a la excesiva construcción de templos, en los que cada dios-rey intentaba superar a su predecesor, los depósitos de arenisca de buena calidad se agotaron hacia 1219. Esto, unido a la disminución de la riqueza, hizo que se construyeran templos de peor calidad. Con la adopción del budismo como religión del Estado, los edificios en general se volvieron más sencillos, por lo que se produjo un cese generalizado de las actividades de construcción. Finalmente, llegó el periodo postangkoriano, en el que se volvió a utilizar cada vez más la madera.
En las décadas de 1950 y 1960, empresarios chinos construyeron bloques de apartamentos de hormigón de tres a cinco plantas en el centro de las ciudades, que fueron abandonados bajo el régimen de los Jemeres Rojos y ahora están siendo reocupados, con tal densidad que se están formando asentamientos precarios en los tejados. 

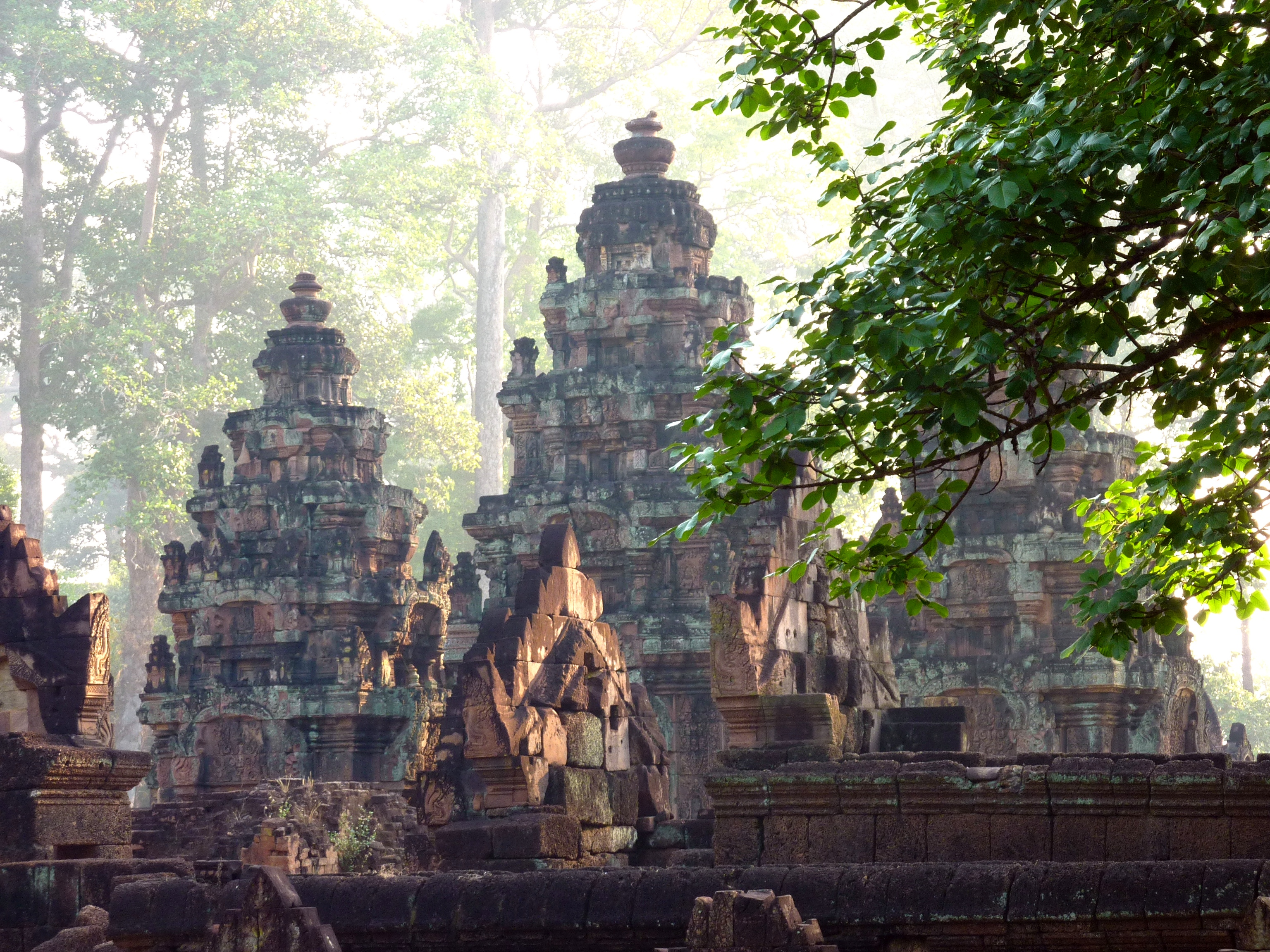
Templo de Banteay Srei

La estructura de los edificios y las instalaciones eléctricas y sanitarias están en muy mal estado, y a menudo sólo hay aseos y agua corriente en la planta baja. En los centros urbanos exteriores, la influencia francesa sigue siendo visible; aquí hay villas de la última fase de la dominación colonial que se conservan en el estilo colonial francés, emparentado con el Art Déco. En el campo, son comunes las casas sencillas de bambú y madera sobre pilares de madera u hormigón contra las inundaciones.
Debajo de las casas hay un espacio de almacenamiento abierto, que también se utiliza como cobertizo para mascotas y espacio de trabajo. El acceso al edificio residencial se realiza por una escalera exterior. En el interior suele haber una gran sala común, así como el dormitorio principal y la cocina. Las paredes exteriores están formadas por esteras tejidas de hierba o palma. Los tejados son de cañas o hierba, rara vez también de tejas.

### Celebraciones en Camboya
Camboya, con un arraigo preferiblemente budista, celebra los acontecimientos desde la perspectiva de dicha religión. La principal fiesta camboyana es el año nuevo jemer que se presenta al final del mes universal de abril. El calendario budista es el que rige la vida cotidiana, aunque el calendario universal (como es conocido el calendario gregoriano), se impone especialmente en el campo de los negocios. Las demás fiestas del calendario budista son norma en el país y ellas coinciden además con los fenómenos naturales que imponen costumbres, como el Festival del Agua, que celebra el retorno del curso del río.
Las fiestas de otras religiones también tienen su parte en la vida nacional como la Navidad, el Ramadán, el año nuevo chino y vietnamita (hacia principios de febrero) y el cambio del año internacional.
Después de la guerra y con el regreso de aquellos refugiados que fueron siendo niños a países occidentales, algunas celebraciones han sido importadas especialmente por la juventud, pero son en general vistas con recelo por los mayores.
Las fiestas patrias son la independencia de Francia, la liberación de Nom Pen de manos del régimen de los jemeres rojos y otros acontecimientos de carácter nacional y político.
La visita del rey de Camboya, la inauguración de una nueva pagoda, de una nueva casa, el matrimonio, el funeral y otros similares son motivos de celebración.

## Deporte

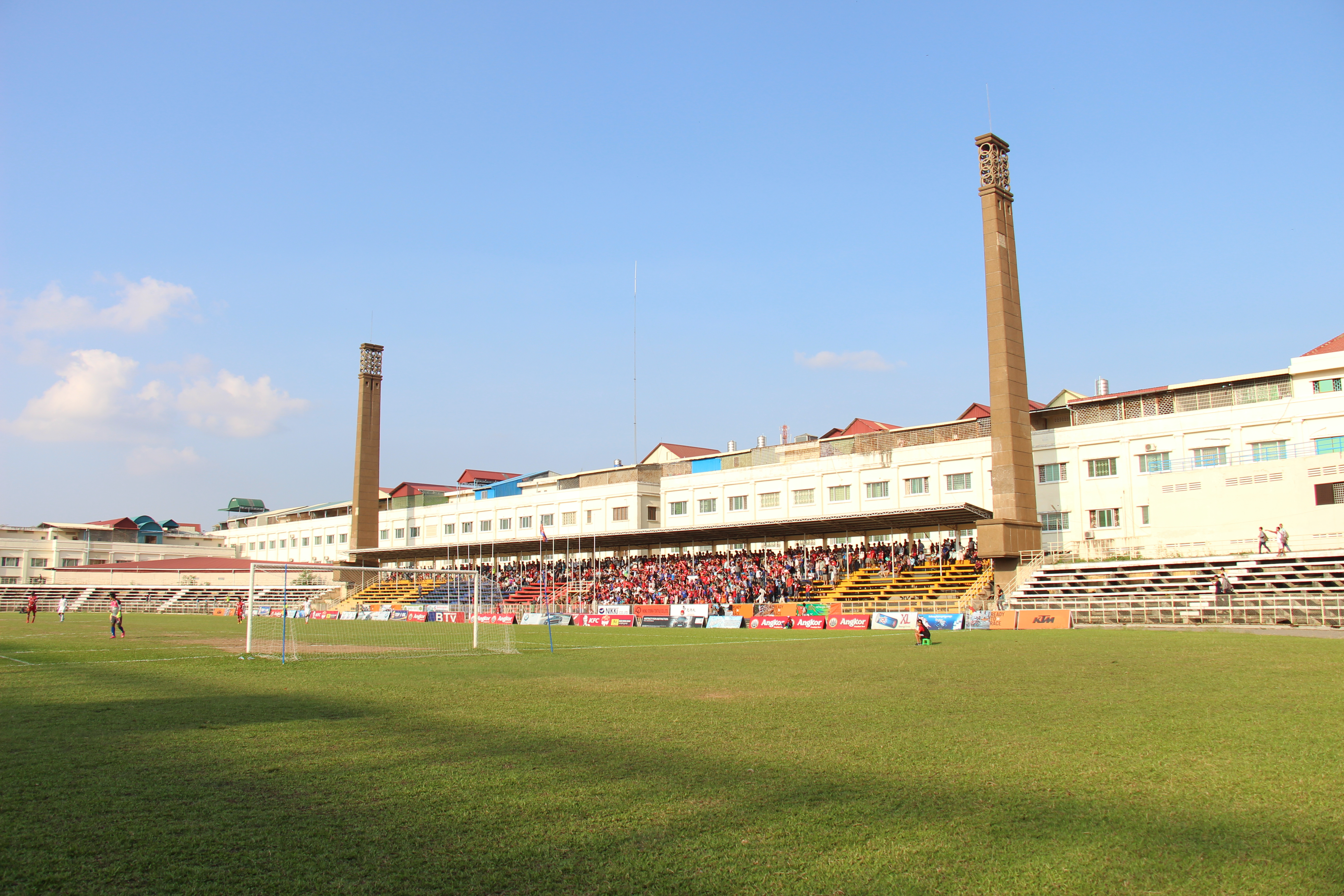
Vista del estadio del Ejército de Camboya, en Nom Pen

El deporte nacional de Camboya es el prodal o «boxeo jemer» que es la manera en la que en Camboya se refieren a la técnica tradicional de lucha ampliamente difundida en el país y de mucha similitud con el muay thai de Tailandia. El deporte en Camboya ha tenido una historia difícil: cien años de colonización francesa (1851-1954), más de veinte años de cruentas guerras (1970-1993) y una situación de pobreza generalizada con una lenta recuperación, hacen que actividades como el deporte no tengan una importancia mayor como en otros países.
El deporte más popular y más practicado del país es el fútbol. Su selección nacional es controlada por la Federación de Fútbol de Camboya y afiliada a la AFC y a la FIFA. Nunca se ha clasificado para la Copa Mundial de Fútbol, pero obtuvo el cuarto lugar en la única participación de Camboya en una Copa Asiática, en la edición de 1972. La máxima categoría de fútbol profesional en el país es la Liga C. Fue fundada en 1982 y el equipo más laureado es el Phnom Penh Crown con 7 títulos.